# 愛媛県
愛媛県（えひめけん）は、日本の四国地方に位置する県。四国地方では最も人口が多い県。県庁所在地は中核市指定の松山市。都市の規模は、いずれも計量特定市指定の今治市・新居浜市の両市が続く。令制国の伊予国に当たる。
人口・面積・人口密度・可住地面積率・可住地面積・可住地人口密度はいずれも山口県のそれに近い。

## 地理・地域

### 位置
- 日本、四国地方の北西に位置し、瀬戸内海に面している。
- 瀬戸内海を挟んだ広島県との文化的・経済的結びつきが強い。
- 隣接都道府県:陸上で香川県 - 徳島県 - 高知県 - 広島県（鳶小島、瓢箪島（ひょうたん島））、海上で山口県 - 大分県 と接している。また広島県とは、多々羅大橋（西瀬戸自動車道）、岡村大橋（大崎下島広域農道）の2か所で接続している。
- 北部は瀬戸内海西部沿岸だが佐田岬以南は豊予海峡を経て太平洋に通ずる。

### 広袤（こうぼう）
国土地理院地理情報 によると愛媛県の東西南北それぞれの端は以下の位置で、東西の長さは155.99 km、南北の長さは157.16kmである。また、国土地理院の全国都道府県市区町村別面積調によると、愛媛県の面積は5675.87平方キロメートルである。
|                                                                          | 北端 北緯34度18分6秒 東経133度16分29秒 / 北緯34.30167度 東経133.27472度 ↑     | 重心 北緯33度37分31秒 東経132度51分12秒 / 北緯33.62528度 東経132.85333度  |
| 西端 北緯33度20分40秒 東経132度0分45秒 / 北緯33.34444度 東経132.01250度← | 中心点 北緯33度35分35.5秒 東経132度51分10秒 / 北緯33.593194度 東経132.85278度 | 東端 →北緯33度56分50秒 東経133度41分35秒 / 北緯33.94722度 東経133.69306度 |
|                                                                          | ↓ 南端 北緯32度53分5秒 東経132度27分11秒 / 北緯32.88472度 東経132.45306度     |                                                                           |

### 地形

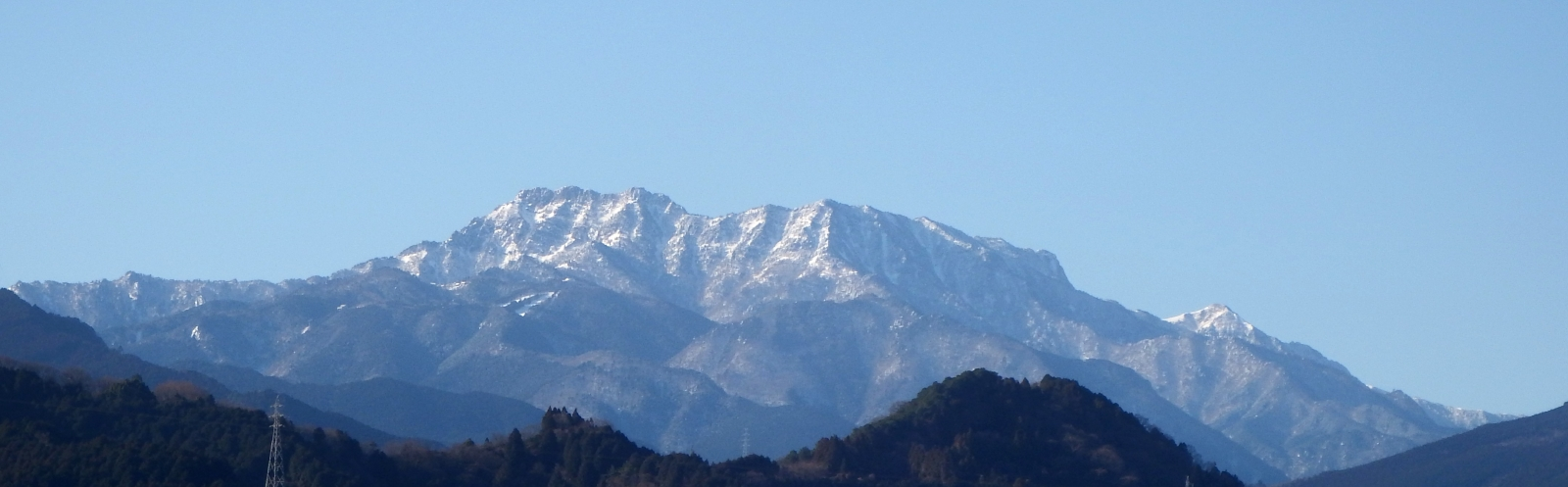
西日本最高峰の石鎚山

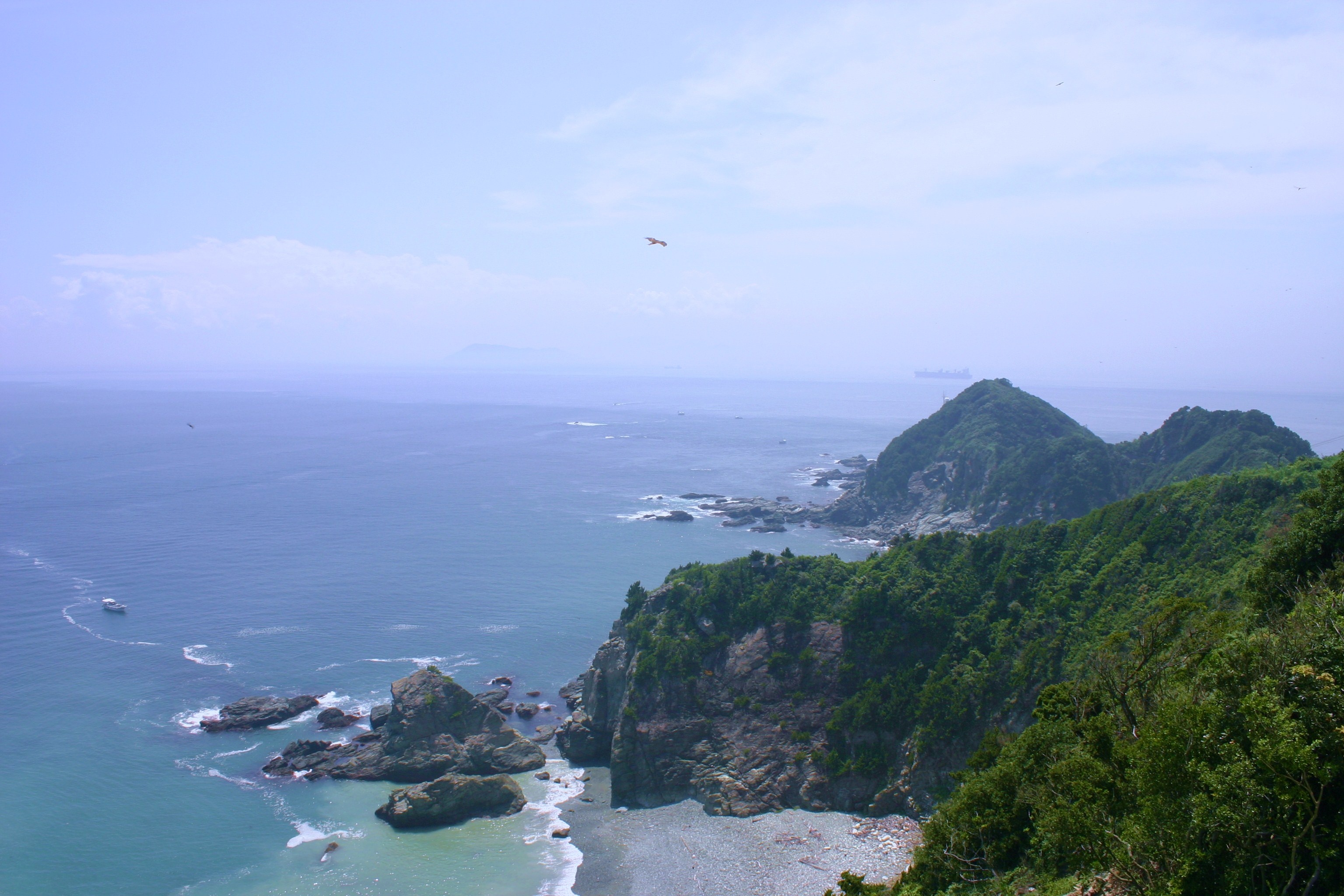
佐田岬

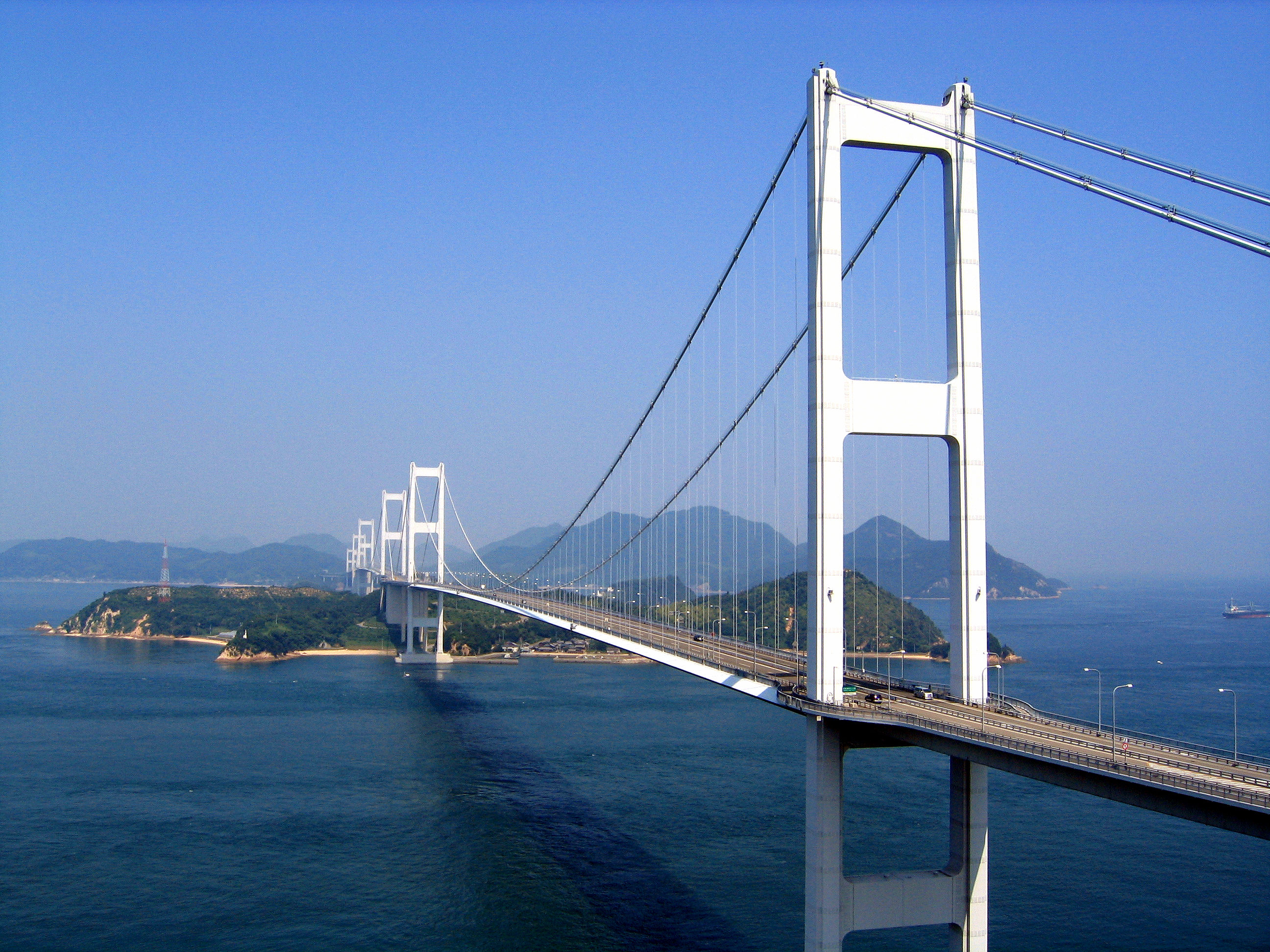
瀬戸内海国立公園に架かる来島海峡大橋

- 山地： 四国山地、石鎚山（石鎚山系）、高縄山地
- 平野： 道後平野、道前平野、今治平野、新居浜平野
- 盆地： 宇和盆地、大洲盆地
- 高原： 久万高原、塩塚高原、天狗高原
- 峠： 法華津峠、近永峠、犬寄峠、三坂峠
- 半島： 佐田岬半島、高縄半島、由良半島、三浦半島、
- 川： 重信川、肱川、加茂川、銅山川、石手川、蒼社川
- 海域： 瀬戸内海、宇和海、豊後水道、伊予灘、斎灘、燧灘、堀江湾、法華津湾、吉田湾、御荘湾、宇和島湾
- 島嶼部： 防予諸島、芸予諸島、忽那諸島
- 島： 伯方島、大三島、大島、青島、中島、弓削島、二神島、興居島、九島、日振島、御五神島、高島、戸島、嘉島、横島 (愛媛県宇和島市)、横島 (愛媛県愛南町)、鹿島(愛媛県松山市(旧北条市))

などほか多数。

### 自然公園
国立公園
瀬戸内海国立公園、足摺宇和海国立公園
国定公園
石鎚国定公園
県立自然公園
四国カルスト県立自然公園、皿ヶ嶺連峰県立自然公園、佐田岬半島宇和海県立自然公園、肱川県立自然公園、金砂湖県立自然公園、奥道後玉川県立自然公園、篠山県立自然公園

### 気候
瀬戸内海側（中予・東予）と宇和海に面した地域（南予）とで大きく異なる。
瀬戸内海側は温暖少雨であり、大きな河川や湖がないため渇水に見舞われやすい。松山などでは給水制限が設けられることが多い。なお、内陸部の久万高原では冷涼であり、高原野菜などが栽培されている。
宇和海側は、黒潮の影響を受けて総じて温暖ながら台風の関係もあり、暖候期の降水量は概して多い。
南国ではあるが、冬季には降雪も年に1 - 2回ある。特に関門海峡上空を通過した北西の湿潤な季節風が伊予灘をわたり、陸地に当たる地域である佐田岬半島から宇和島市にかけての南予は平野部でも20cm近い大雪に見舞われることもある。以上のように冬型の気圧配置下では瀬戸内側よりも宇和海側のほうが雪が多いのが特徴である。いっぽう南岸低気圧での積雪は南側に山があり寒気を溜め込みやすい東予中心となる。また、久万高原町など内陸部は冬場は寒くスキー場もある。
台風の直撃は高知県などに比べると少ない。ただ、台風が中国地方や日本海を抜けたりする場合、つまり台風の東半分に入った場合、強風で被害が生じやすい。過去、何度か、強風による柑橘類の落果被害や塩害などが発生している。また、県の東部四国中央市や新居浜市ではやまじ風などの現象も観察される。
北西の季節風の影響で、冬季の降水日数が太平洋岸気候に属する地域に比べると多いが、日本海側ほどではない。
冬でも暖かい日が続くが、小雨や小雪の降る日もあり、冬から春に掛けては快晴日数は少ない。
太平洋高気圧に覆われる夏季には瀬戸内海沿岸特有の「凪」が発生し、日中の気温は35度を超える猛暑・酷暑となり熱帯夜になることも多い。
| 平年値 （月単位） | 平年値 （月単位） | 南予地方    | 南予地方      | 南予地方      | 南予地方      | 南予地方      | 南予地方      | 中予地方      | 中予地方          | 中予地方        | 東予地方      | 東予地方      | 東予地方      | 東予地方      | 東予地方      |
| 平年値 （月単位） | 平年値 （月単位） | 伊方町 瀬戸 | 大洲市 長浜   | 大洲          | 西予市 宇和   | 鬼北町 近永   | 宇和島        | 松山          | 松山市 松山南吉田 | 久万高原町 久万 | 今治市 大三島 | 今治          | 西条          | 新居浜        | 四国中央      |
| ----------------- | ----------------- | ----------- | ------------- | ------------- | ------------- | ------------- | ------------- | ------------- | ----------------- | --------------- | ------------- | ------------- | ------------- | ------------- | ------------- |
| 平均 気温 (°C)    | 最暖月            |             | 25.8 （8月）  | 26.8 （8月）  | 25.9 （8月）  | 25.8 （8月）  | 27.1 （8月）  | 27.3 （8月）  |                   | 23.8 （8月）    | 26.7 （8月）  | 27.0 （8月）  | 26.7 （8月）  | 27.6 （8月）  | 27.3 （8月）  |
| 平均 気温 (°C)    | 最寒月            |             | 6.2 （1,2月） | 4.9 （1月）   | 3.7 （1月）   | 4.0 （1月）   | 6.7 （1月）   | 5.8 （1月）   |                   | 1.4 （1,2月）   | 4.0 （2月）   | 5.8 （2月）   | 5.5 （1,2月） | 6.1 （1,2月） | 5.8 （1,2月） |
| 降水量 (mm)       | 最多月            |             | 245.5 （6月） | 279.5 （6月） | 323.8 （6月） | 328.0 （6月） | 281.6 （6月） | 240.5 （9月） |                   | 291.6 （6月）   | 199.1 （6月） | 188.3 （6月） | 211.1 （6月） | 212.2 （9月） | 215.4 （9月） |
| 降水量 (mm)       | 最少月            |             | 42.3 （12月） | 70.0 （12月） | 68.6 （12月） | 54.1 （12月） | 52.9 （12月） | 38.8 （12月） |                   | 82.4 （12月）   | 28.3 （12月） | 33.0 （12月） | 36.4 （12月） | 31.8 （12月） | 37.1 （12月） |

### 地域区分

#### 東予・中予・南予
県域を三分し、東予、中予、南予と呼ぶことが多い。この場合、東予とは、今治市、西条市以東の地域を指す。南予とは、大洲市、内子町以西を指す。中予はこれ以外の地域である。ちなみに、明治期には喜多郡（現在の大洲市、内子町）も中予に含まれていたとの説もある。県民の間では3区分がなじまれており、市町村で表示することが多くなった現在も、放送局によっては天気予報も3区分で表示される。

#### 5地方局
行政区分では、愛媛県の地方局（東から西条、今治、松山、八幡浜、宇和島の5箇所）の管轄区分も用いられるが、使用者は行政関係者にほぼ限られる。2008年（平成20年）4月には、東予（西条）、中予（松山）、南予（宇和島）の3局体制に再編され、今治、八幡浜は支局となっている。

#### 6都市圏
県庁によって、以下の6つの圏域が設定されている。人口は2006年（平成18年）6月1日現在の推計人口。
- 宇摩圏域 - 92,423人
- 新居浜・西条圏域 - 236,714人
- 今治圏域 - 180,848人
- 松山圏域 - 653,164人
- 八幡浜・大洲圏域 - 166,576人
- 宇和島圏域 - 131,574人

### 市町村
県下には以下の11市7郡9町がある。町はすべて「ちょう」と読む。村は2005年（平成17年）1月16日の合併をもって消滅している。地方区分は、上記の県庁による区分とは異なる。
- 東予地方（東部）
  - 新居浜市
  - 四国中央市
  - 西条市
  - 今治市
  - 越智郡：上島町
- 中予地方（中部）
  - 松山市（県庁所在地）
  - 伊予市
  - 東温市
  - 上浮穴郡：久万高原町
  - 伊予郡：松前町 - 砥部町
- 南予地方（南部） 
  - 宇和島市
  - 八幡浜市
  - 大洲市
  - 西予市
  - 喜多郡：内子町
  - 西宇和郡：伊方町
  - 北宇和郡：松野町 - 鬼北町
  - 南宇和郡：愛南町

| 地方     | 圏域           | 市町村                                        |
| -------- | -------------- | --------------------------------------------- |
| 東予地方 | 宇摩圏         | 四国中央市                                    |
| 東予地方 | 新居浜・西条圏 | 新居浜市 西条市                               |
| 東予地方 | 今治圏         | 今治市 上島町                                 |
| 中予地方 | 松山圏         | 松山市 東温市 伊予市 松前町 砥部町 久万高原町 |
| 南予地方 | 八幡浜・大洲圏 | 八幡浜市 大洲市 西予市 内子町 伊方町          |
| 南予地方 | 宇和島圏       | 宇和島市 松野町 鬼北町 愛南町                 |

## 歴史

### 由来
「えひめ」の地名は、『古事記』上巻のイザナギとイザナミによる国生みの段に見られる。国生みにより「伊予之二名島」（四国）が生まれたが、この島の4つの顔にはそれぞれ名があり、「伊豫國謂愛比賣」（伊予国は愛比売と謂ひ）とある。「えひめ」は「うるわしい女神」といった意味合いの神名である。江戸時代幕末期、今治藩医で国学者の半井梧庵が伊予一国を扱った地誌『愛媛面影』を編纂したが、これが「えひめ」に「愛媛」という漢字を宛てた最初の例とされる。
全国で唯一の神名をつけた県である。県名選定の経緯ははっきりとはわからないが、神名を採用したことは明治時代の王政復古の風潮と合致していたものと見られる。

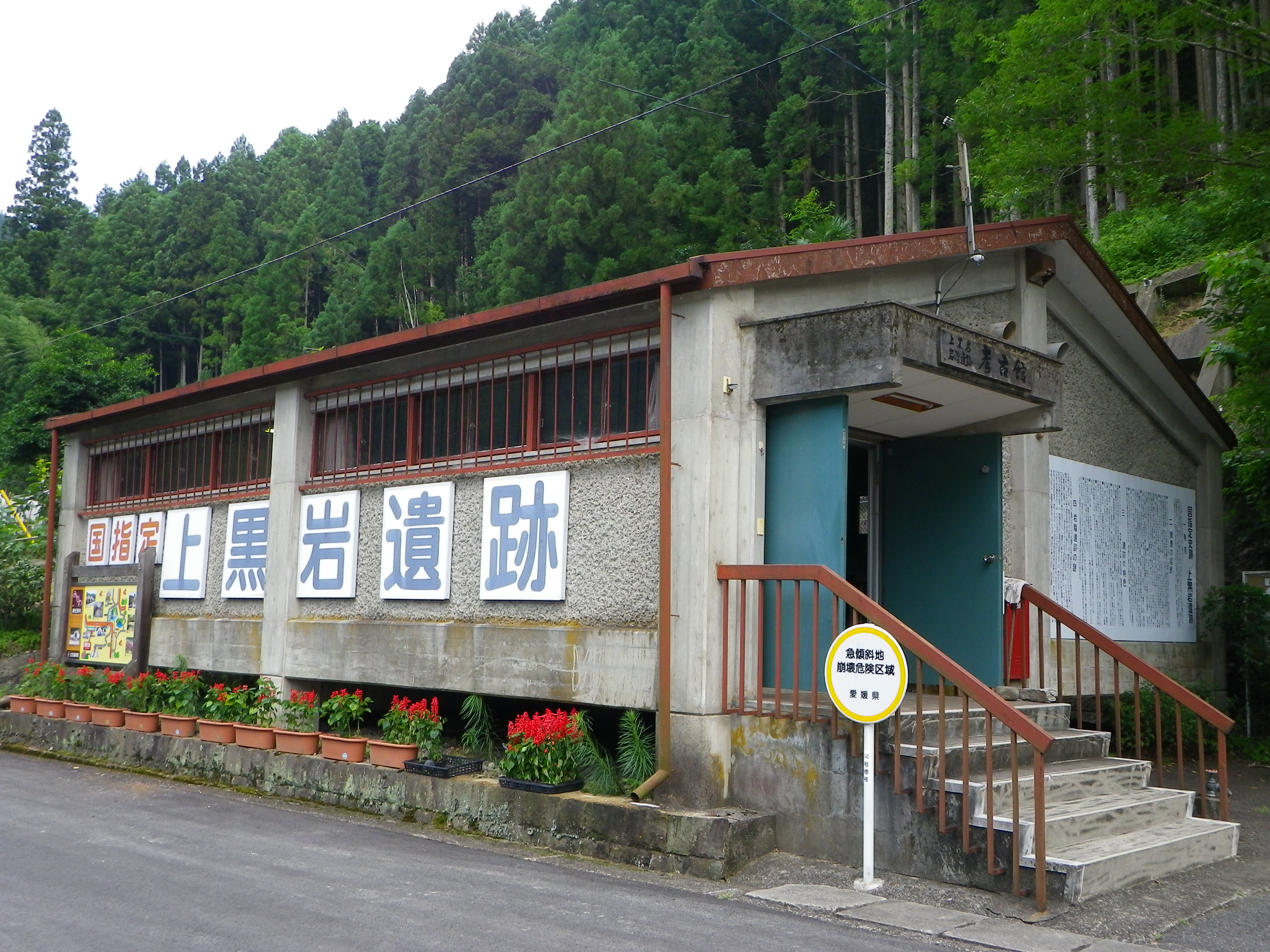
上黒岩岩陰遺跡考古館

### 先史
県内では2万2000年以上も前から人々が生活していた。1995年（平成7年）伊予市の旧双海町の東峰遺跡・高見I遺跡でAT火山灰（姶良・胆沢火山灰）の下から石器が出土している。

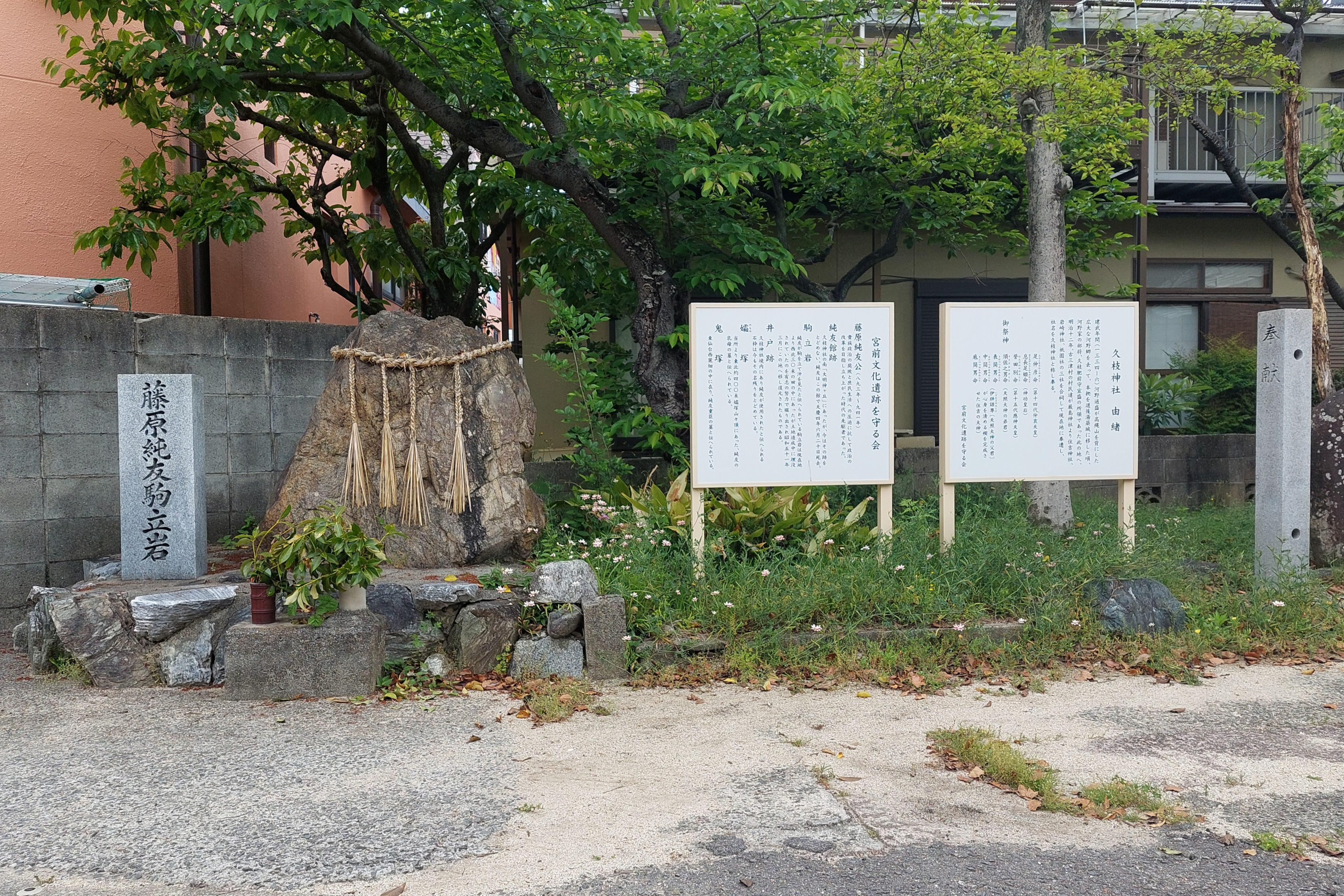
藤原純友駒立岩（松山市古三津）

### 古代
現在の愛媛県は令制国での伊予国に当たる。
松山市の久米地域は、久米国造の支配地域であり、その中心地でもあった。久米地域の堀越川と小野川にはさまれた来住（きし）台地とその周辺に7 - 8世紀代の諸官衙遺構が集中して分布しており、発掘調査が進められている。台地北辺に政庁、中央に「回廊北方官衙」、南南東部に「回廊状遺構」、その南東外部に来住廃寺塔基壇、西に「久米郡衙正倉院」がある。来住廃寺は、7世紀の終わりに回廊状遺構が壊された後、東半分に重なるように建てられた寺である。

### 中世

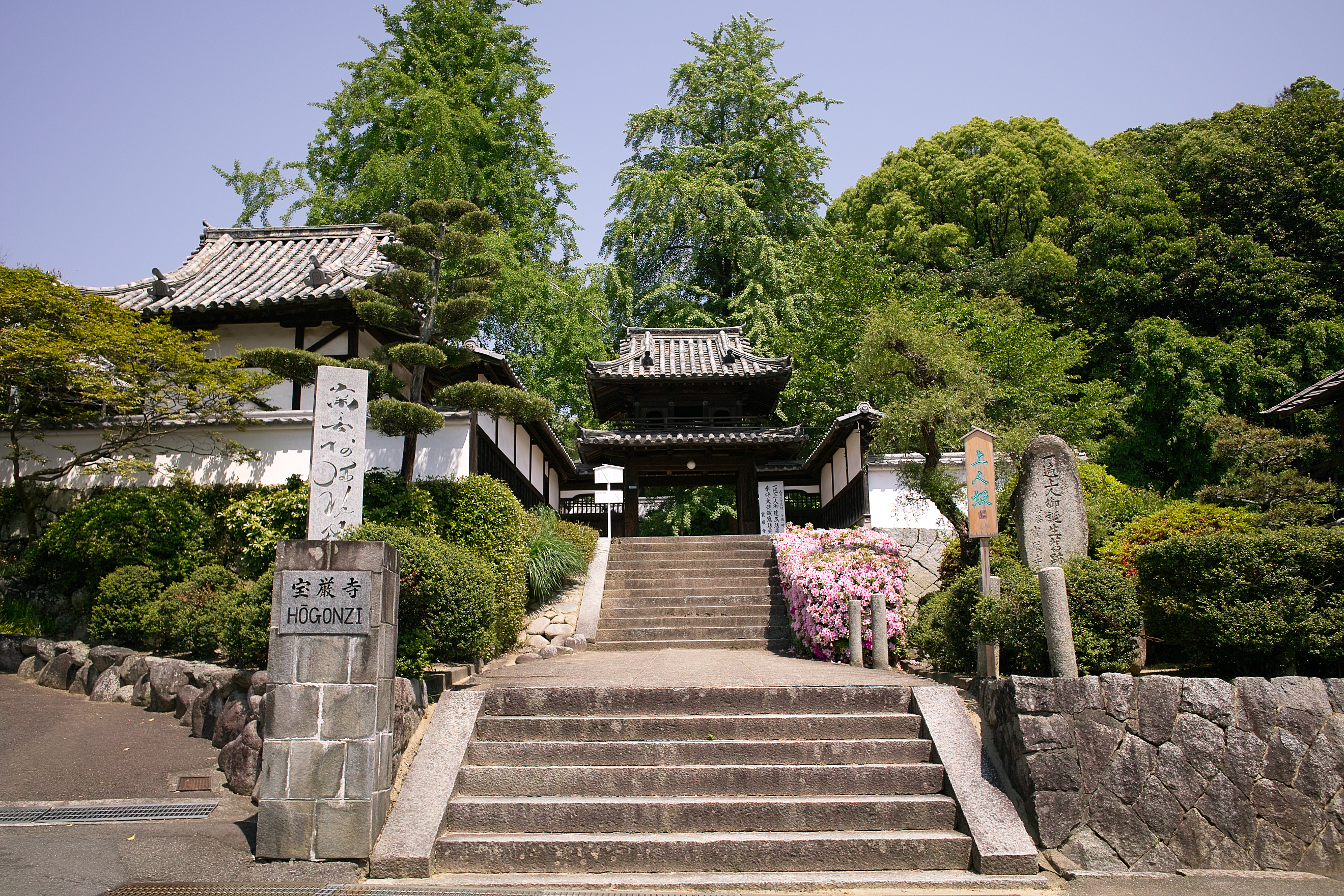
宝厳寺（一遍ゆかりの寺院）

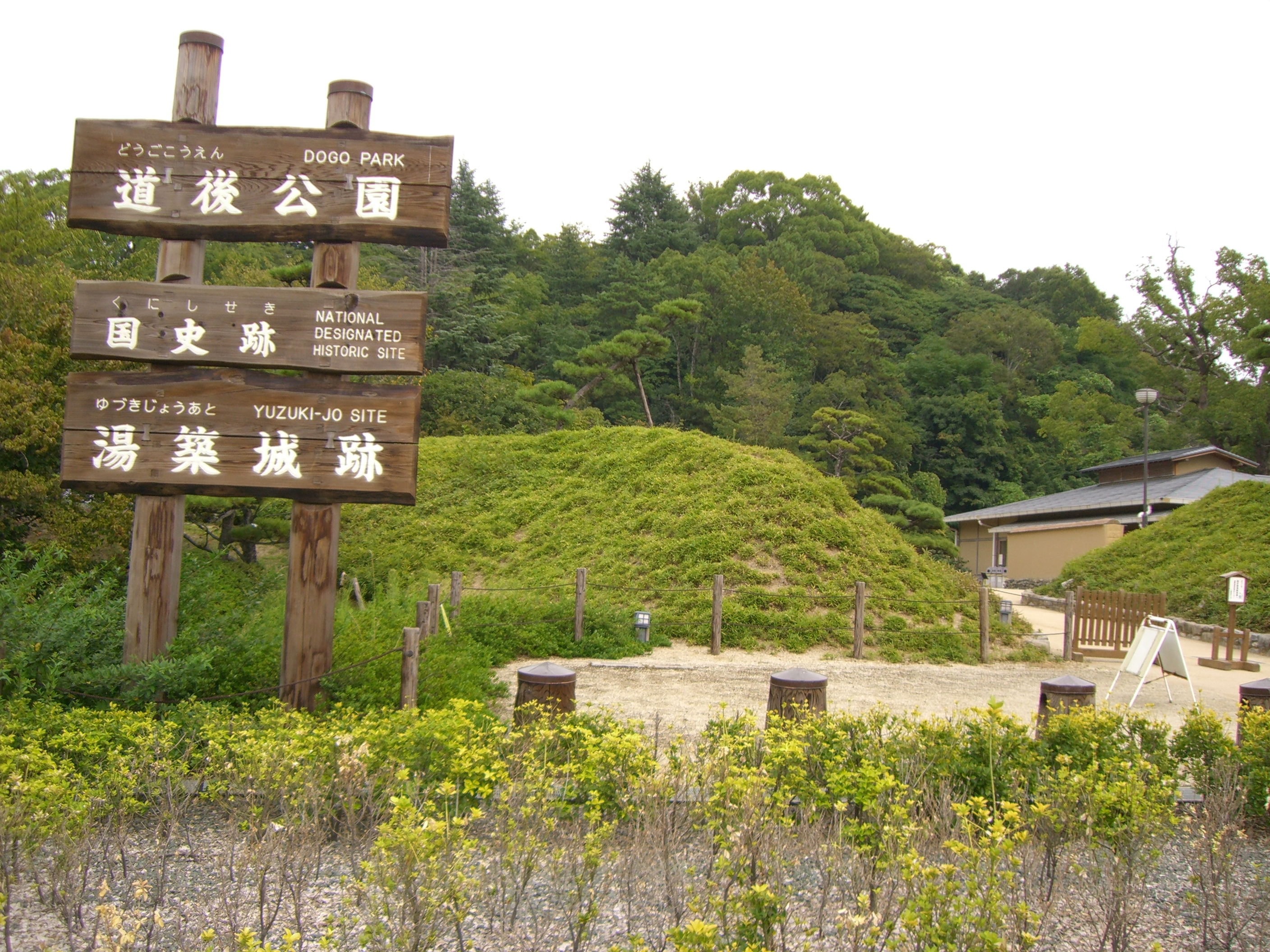
河野氏の居城であった湯築城

- 藤原純友（藤原純友の乱）
- 河野通有（元寇と対峙した水軍大将）
- 脇屋義助（南朝）
- 村上通康（村上水軍）
- 村上武吉（村上水軍）
- 河野通宣（河野氏）
- 河野通直
- 金子元宅（伊予金子氏）
- 宇都宮豊綱（伊予宇都宮氏）
- 西園寺公広（伊予西園寺氏）
- 戸田勝隆（織豊大名）
- 加藤嘉明（織豊大名）
- 藤堂高虎（織豊大名）[11]

### 江戸時代

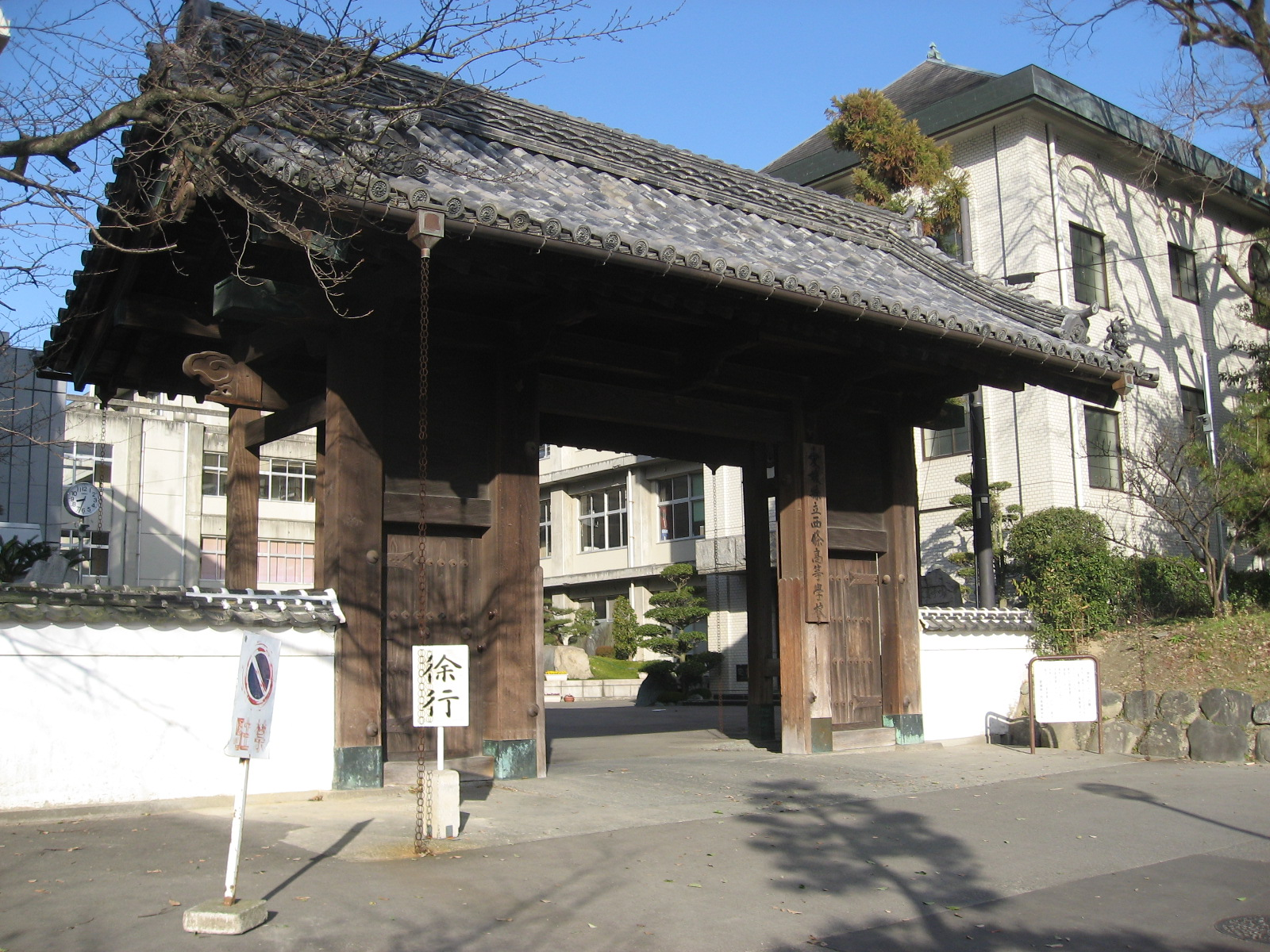
西条陣屋の大手門

1600年の関ヶ原の戦いののち、伊予国40万石は加藤嘉明と藤堂高虎によって両分された。加藤嘉明は松山城を築き、藤堂高虎は今治城を築いて、それぞれ領国支配の拠点とした。ただし、17世紀前半に両家は伊予国から転出して大規模な藩領は分割された。17世紀後半までには、松山藩（15万石）を最大の藩として、西条藩（紀州藩支藩）、小松藩、今治藩、大洲藩、新谷藩（大洲藩支藩）、宇和島藩、吉田藩（宇和島藩支藩）のいわゆる「伊予八藩」が成立し、以後廃藩置県まで藩主家の交代もなく安定した体制となった。
江戸時代、阿波国は徳島藩、土佐国は高知藩という大藩による一国支配が行われていたのに対し、伊予国が8つの藩によって分け治められていた歴史は、小規模な平地・盆地が散在するという地理的条件とともに、愛媛県において地域ごとに多様な文化が発展したこと、あるいは県域の一体感が薄いと言われることと結び付けて語られる。

### 近代
- 1871年（明治4年）

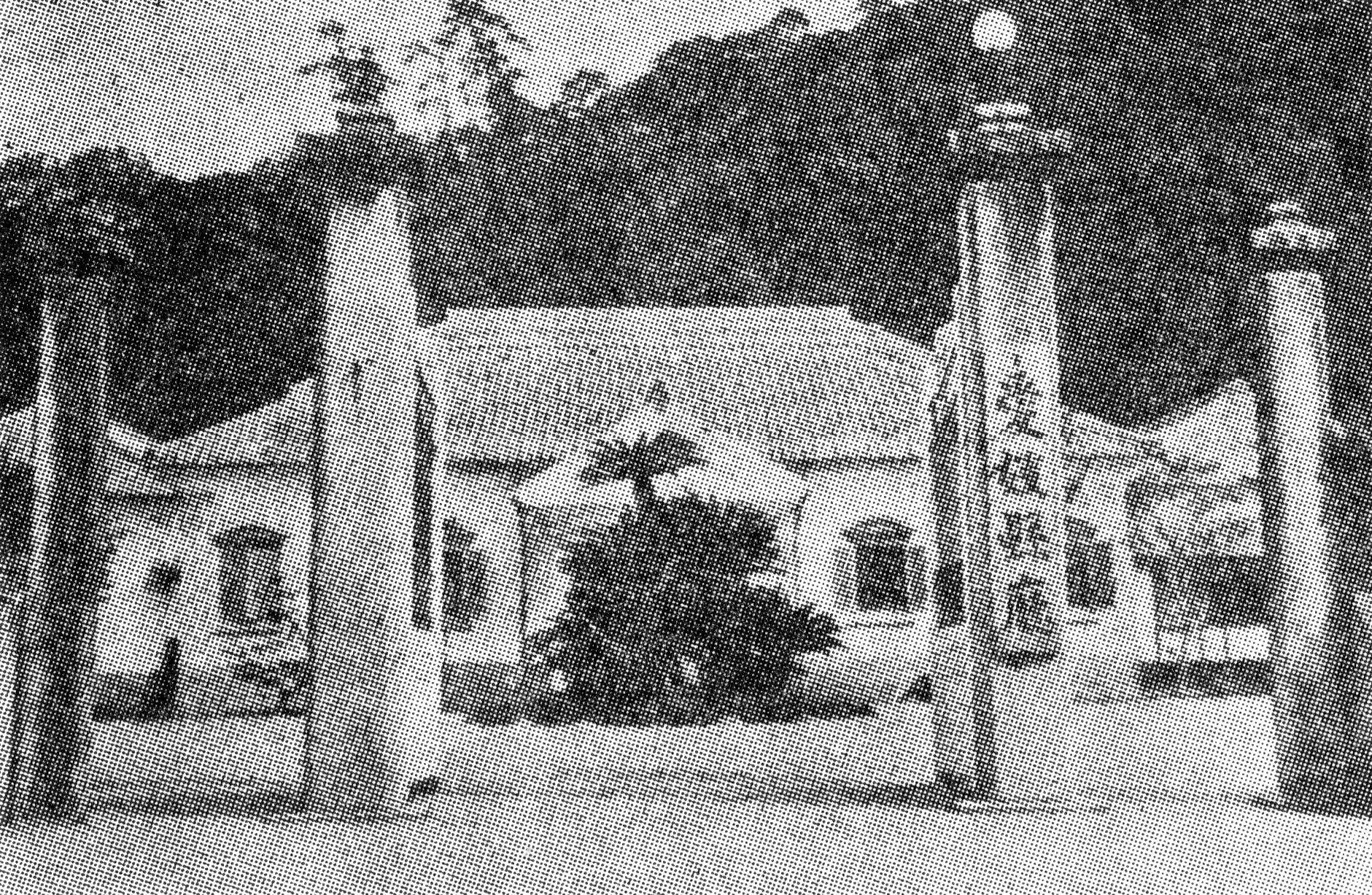
1876年竣工の愛媛県庁舎

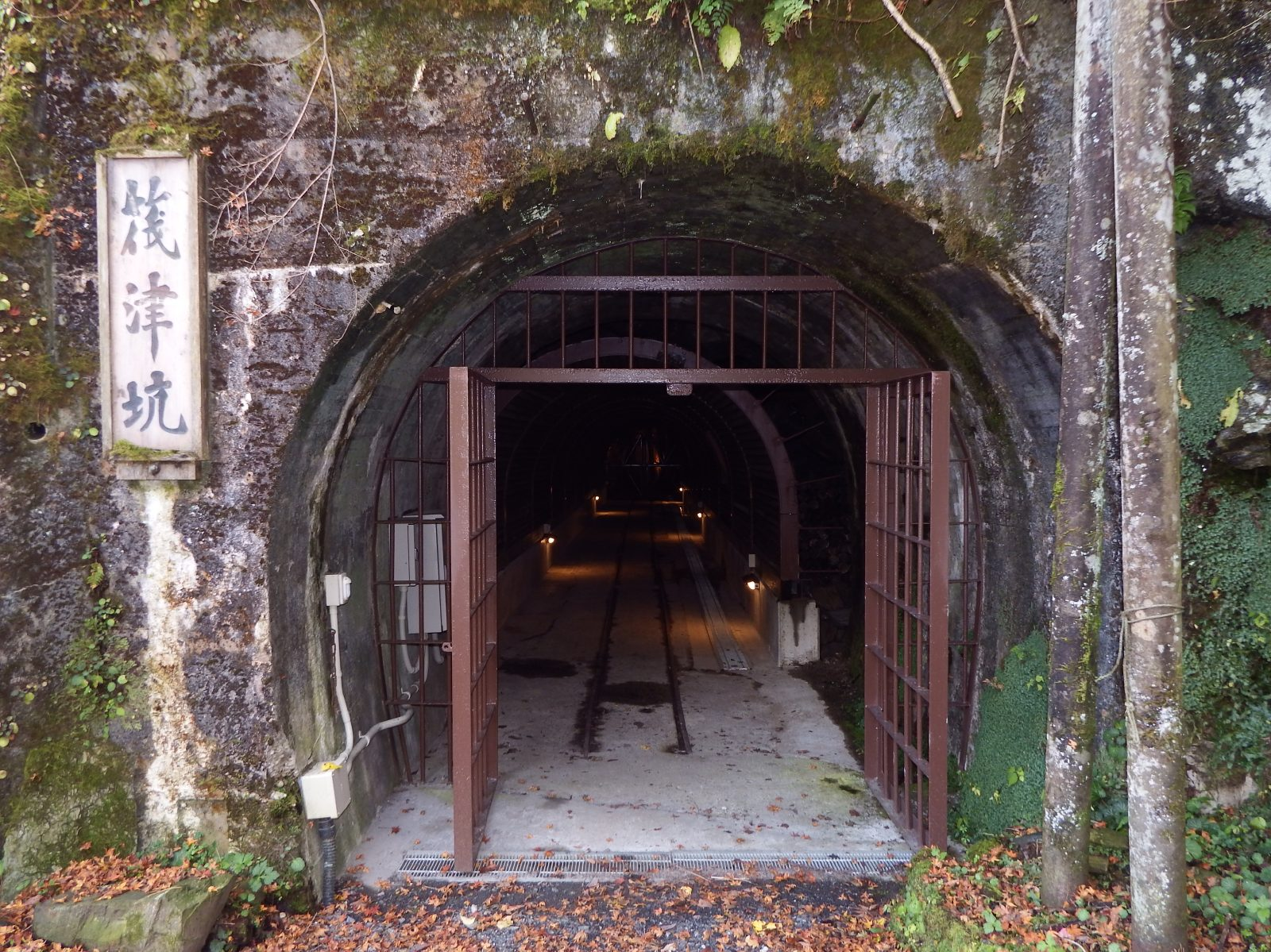
別子銅山筏津坑の入口

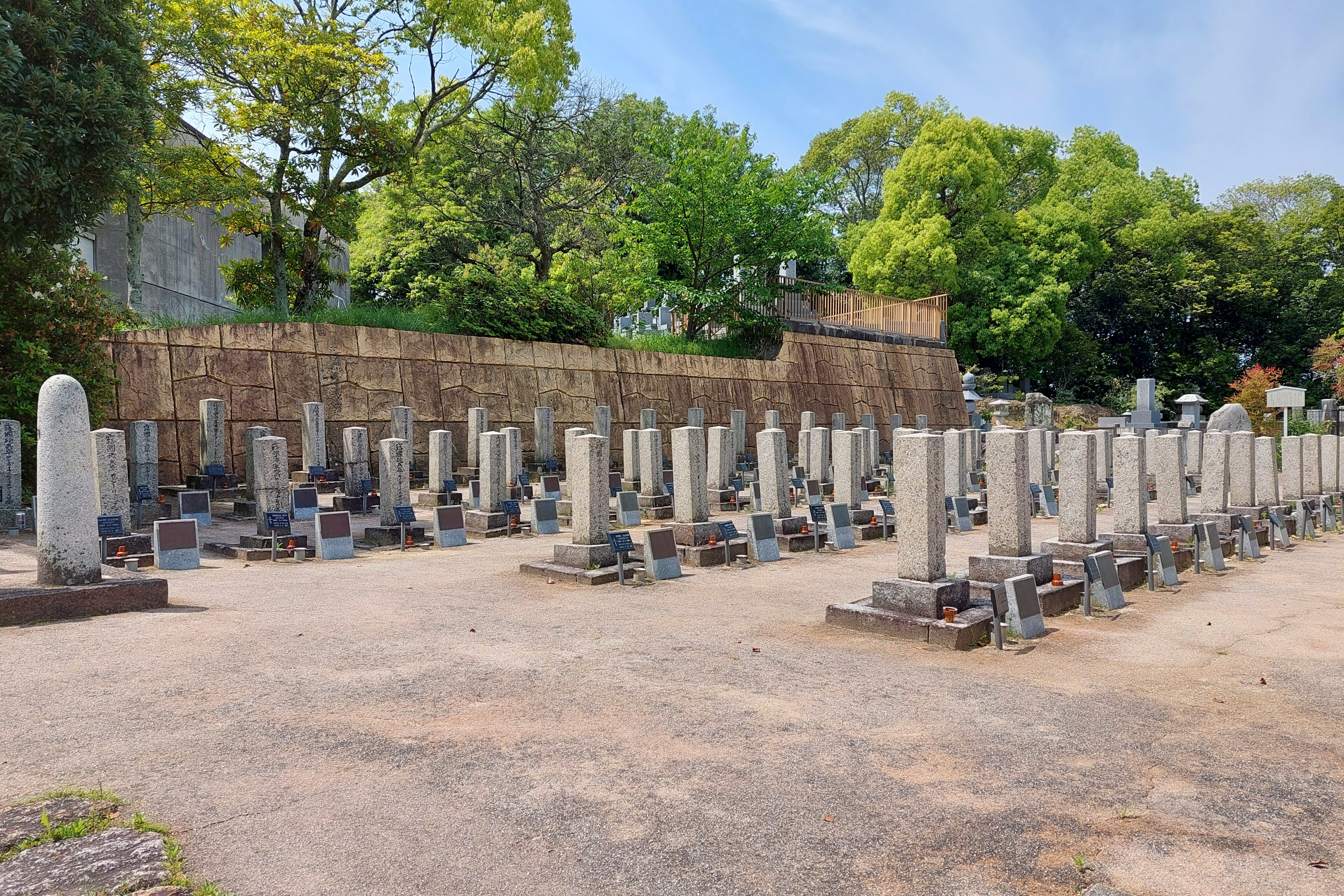
ロシア兵墓地（松山市御幸1丁目）

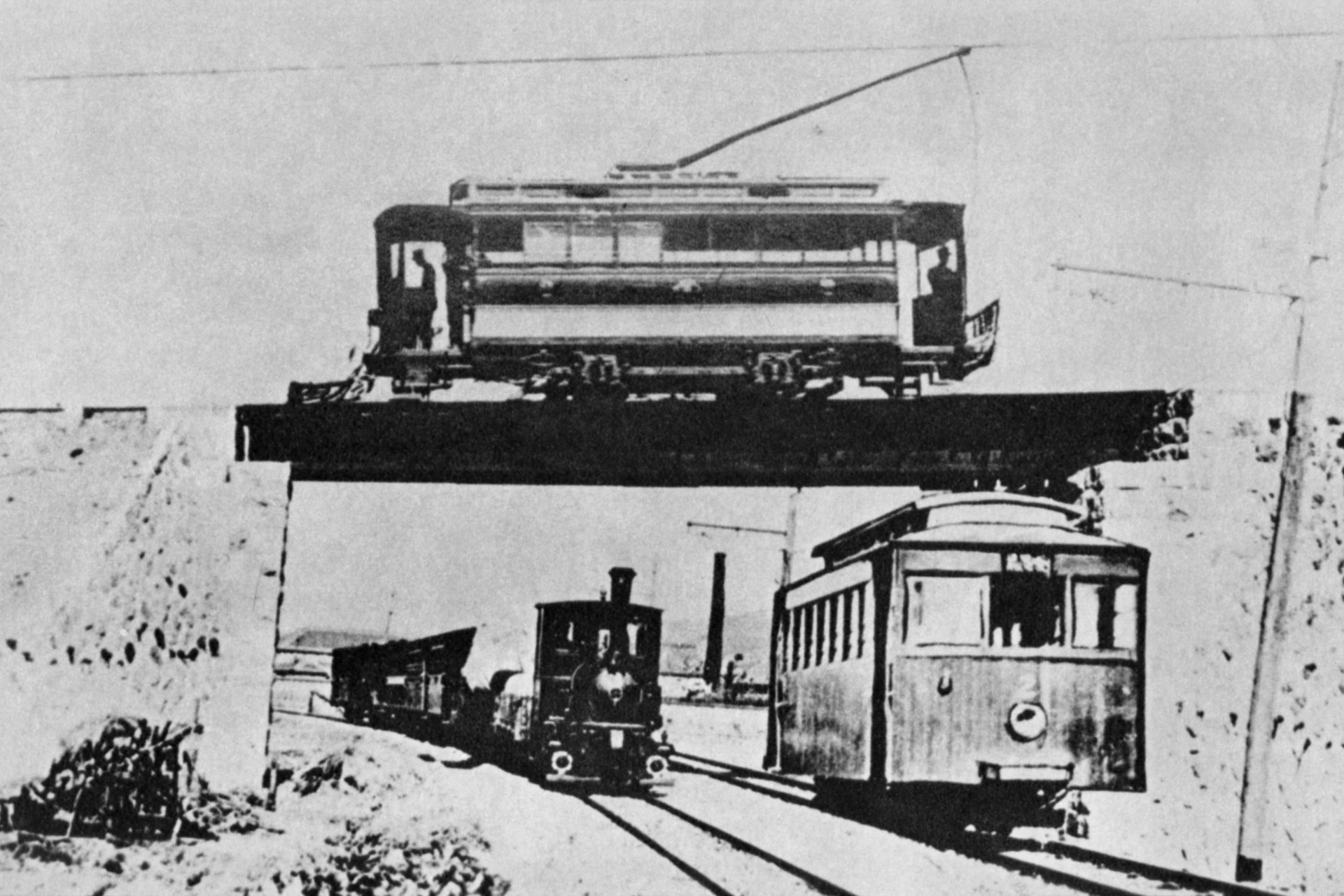
激しい集客合戦を繰り広げた伊予鉄道（下）と松山電気軌道（上）

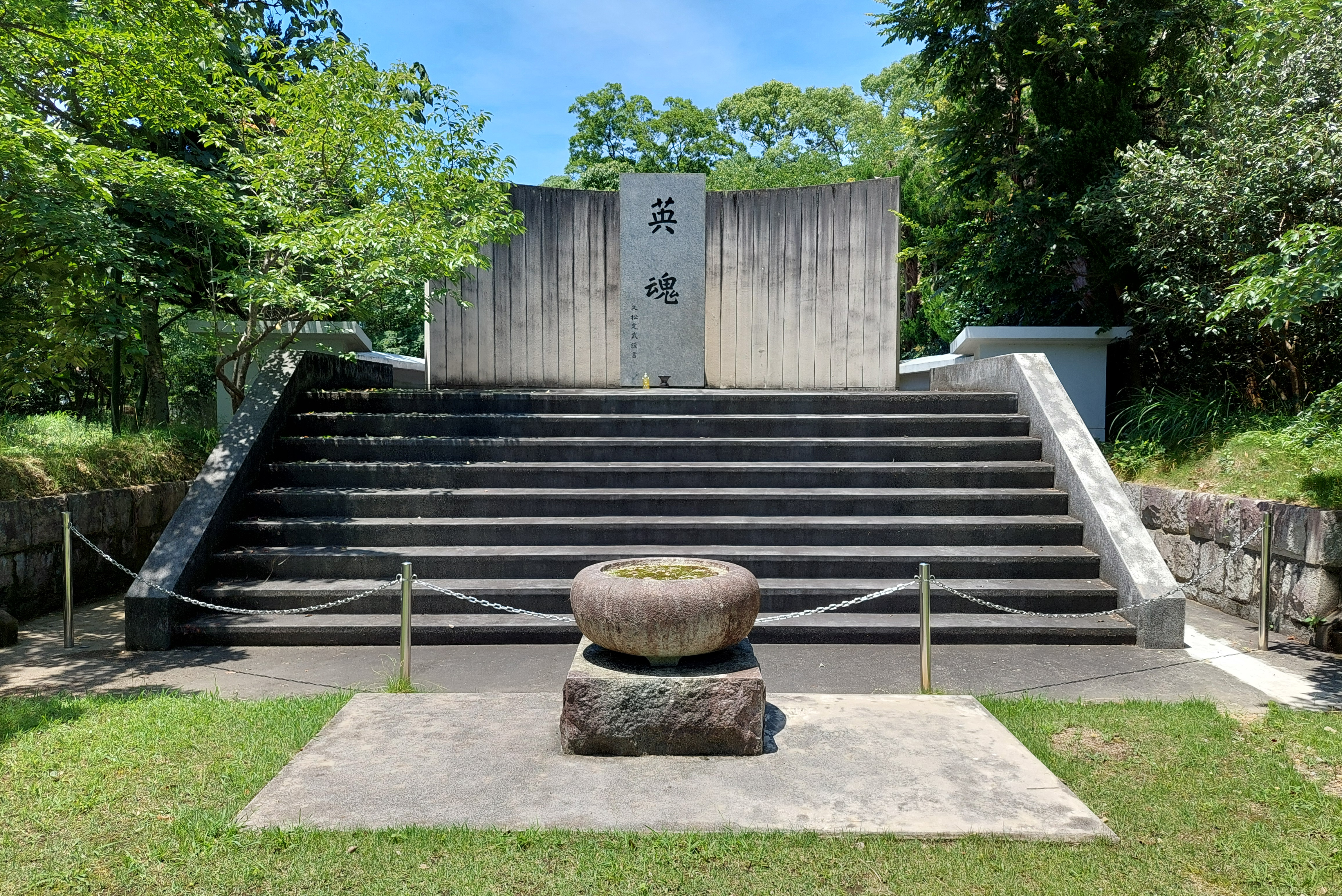
愛媛県戦没者慰霊塔

  - 7月 - 廃藩置県により8藩がそのまま県となる。旧幕府領は倉敷県に分属。
  - 9月 - 旧幕府領が丸亀県に移管。
  - 11月 - 丸亀県の一部と西条・小松・今治・松山の各県が合併して松山県に、大洲・新谷・吉田・宇和島の各県が合併して宇和島県となる。
- 1872年（明治5年） - 松山県は石鉄県（いしづちけん）、宇和島県は神山県（かみやまけん）となる。
- 1873年（明治6年） - 石鉄県、神山県が合併し、愛媛県となる（太政官布告第60号）。
- 1876年（明治9年） - 香川県と合併、「愛媛県」となる。
- 1886年（明治19年） - 歩兵第22連隊が創設される。
- 1888年（明治21年）
  - 香川県が分離、今日の愛媛県となる。
  - 伊予鉄道の松山駅（現在の松山市駅） - 三津駅間路線開通（四国初の鉄道路線）。
- 1891年（明治24年）
  - 児島惟謙（旧宇和島藩士）が大津事件裁判で無期徒刑判決を下す。
  - 女性宣教師ジャジソンらが松山市三番町に普通夜学会を創立。
- 1893年（明治26年） - 二宮忠八は、玉虫型飛行機完成。世界初の動力航空機を創り上げる。
- 1894年（明治27年） - 歩兵第22連隊、日清戦争に出征する。
- 1899年（明治32年） - 台風接近に伴う暴風雨により、県内で死者行方不明者934人、全壊140戸、浸水1750戸の被害[15]。被害の大部分は別子大水害の発生によるもの。
- 1904年（明治37年） - 歩兵第22連隊、日露戦争に出征して旅順要塞攻略、奉天会戦で活躍する。
- 1905年（明治38年） - 四阪島製錬所の煙害が東予地方ほぼ全域に拡大。
- 1906年（明治39年） - 高浜港開港式を挙行。
- 1907年（明治40年） - 別子大暴動発生。軍隊が出動する騒ぎとなる。
- 1909年（明治42年） - 三津浜築港疑獄事件で政友会県支部幹事長ら逮捕。
- 1918年（大正7年） - 郡中町で発生した米騒動が県内各地に飛び火する。
- 1919年（大正8年） - 松山高等学校開校。
- 1924年（大正13年） - 道後グラウンド開設[16]。
- 1927年（昭和2年） - 讃予線松山駅開業（沖縄県を除く都道府県庁所在地の国鉄駅で最遅）。
- 1933年（昭和8年） - 愛媛鉄道と宇和島鉄道が国有化される。
- 1940年（昭和15年） - 大政翼賛会県支部発足。
- 1941年（昭和16年）
  - 日本放送協会松山放送局開局。
  - 新聞統廃合令により海南新聞、南予時事新聞、伊予新報が愛媛合同新聞に統合（1944年愛媛新聞と改題）。
- 1944年（昭和19年） - 太平洋戦争の戦局悪化に伴い神風特別攻撃隊が初出撃。参加パイロット5名のうち2名が愛媛県人で、敵空母を撃沈する。
- 1945年（昭和20年）
  - 歩兵第22連隊、沖縄戦にて全滅する。
  - 松山市、今治市、宇和島市などか空襲される。
  - アメリカ軍が愛媛県下に進駐する。

### 戦後・昭和後期
- 1946年（昭和21年）

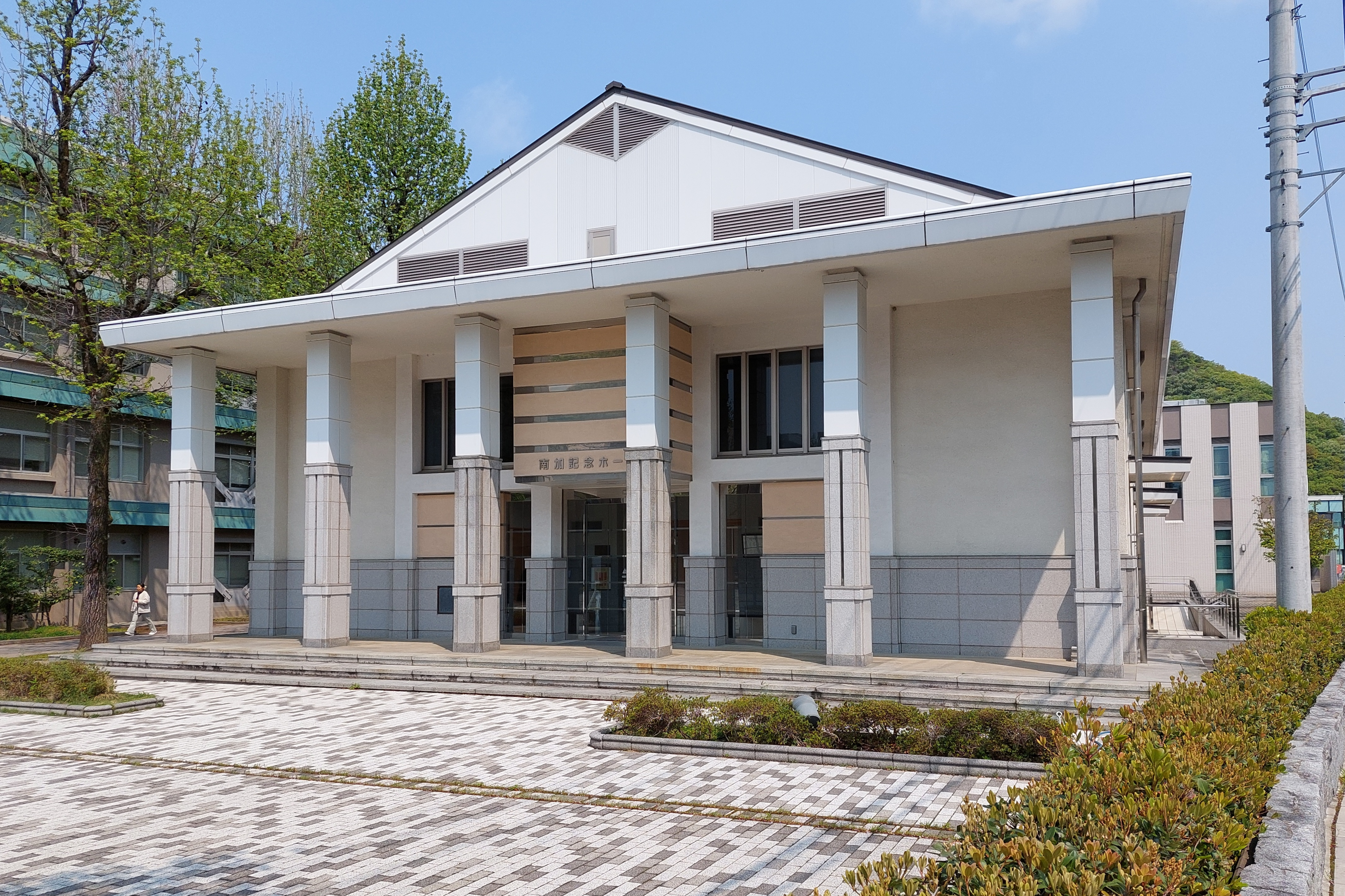
愛媛大学南加記念ホール

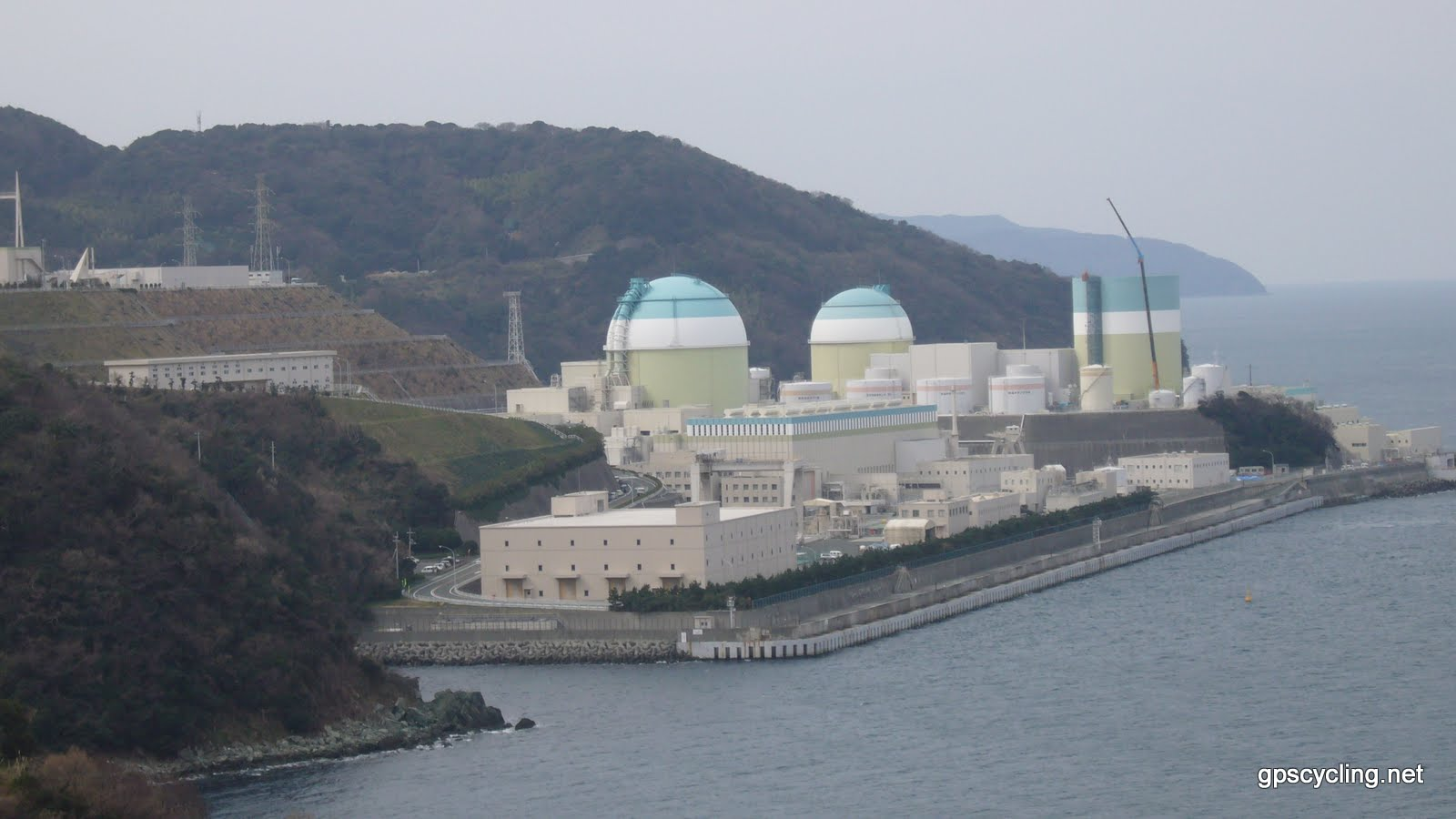
伊方原子力発電所

  - 南海大地震が発生し、県内で26人が死亡。
  - 県下の軍国主義者230名が公職追放処分を受ける。
- 1948年（昭和23年） - 新制高等学校発足。
- 1949年（昭和24年） - 新制愛媛大学、松山商科大学が発足。
- 1950年（昭和25年） - 県下各企業でレッドパージが始まる。
- 1951年（昭和26年） - 松山市が国際観光文化都市に指定。
- 1953年（昭和28年）
  - 第8回国民体育大会（四国国体）開催。
  - 県内初の民放南海放送が開局。
- 1957年（昭和32年） - NHK松山放送局がテレビ放送を開始。
- 1964年（昭和39年）
  - 東予地方が新産業都市に指定される。
  - 学力テスト反対闘争（～1966年）。
- 1971年（昭和46年） - 全国自然保護連合、石鎚スカイラインによる環境破壊で愛媛県知事を告発。
- 1973年（昭和48年） - 別子銅山閉山。
- 1977年（昭和52年） - 四国電力伊方原子力発電所稼動開始。
- 1982年（昭和57年） - 四国初のFM放送局としてFM愛媛が開局。
- 1983年（昭和58年） - テクノポリス地域に指定される。
- 1985年（昭和60年） - 四国初の高速道路として松山自動車道の三島川之江IC - 土居ICが開通。
- 昭和の合併

1955年（昭和30年）を境として、全国的な動きではあったが、市町村合併が急速に進み、1954年（昭和29年）2月1日時点で、6市41町186村、計233市町村であったのが、1958年（昭和33年）4月1日には、10市42町29村となった。
ほとんどの合併は1956年（昭和31年）度中に成就した。その後1963年（昭和38年）ごろまでは五月雨式に合併が続いた。昭和40年代に入ってからは、壬生川町・三芳町の合併（東予町の誕生、翌年東予市に昇格）、久谷村の松山市への編入、宇和海村の宇和島市への編入があったのみである。

### 平成

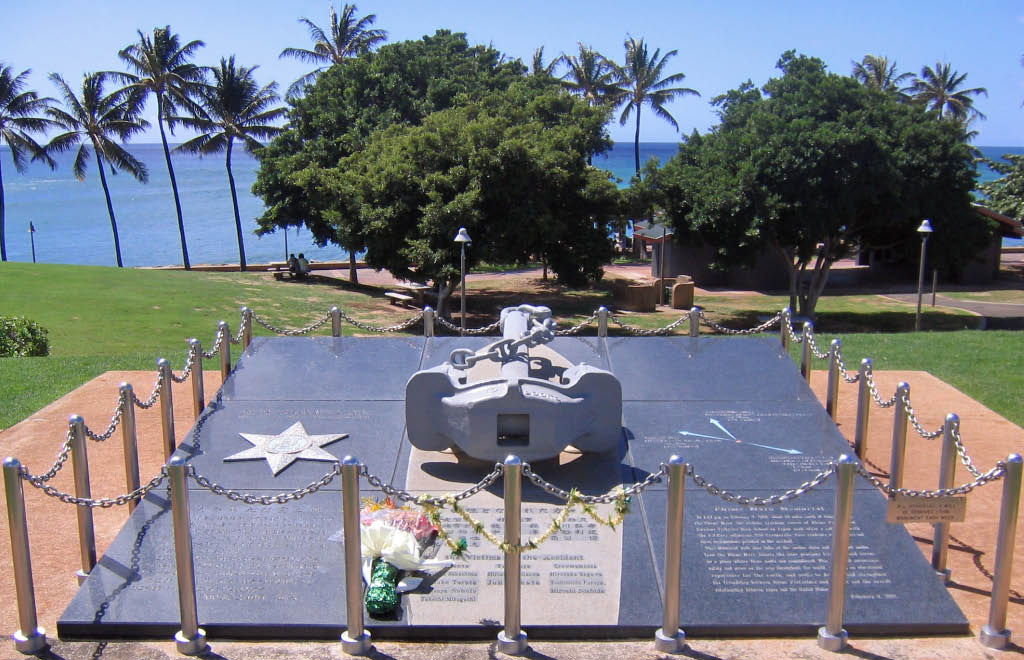
えひめ丸事故の慰霊碑（ハワイ）

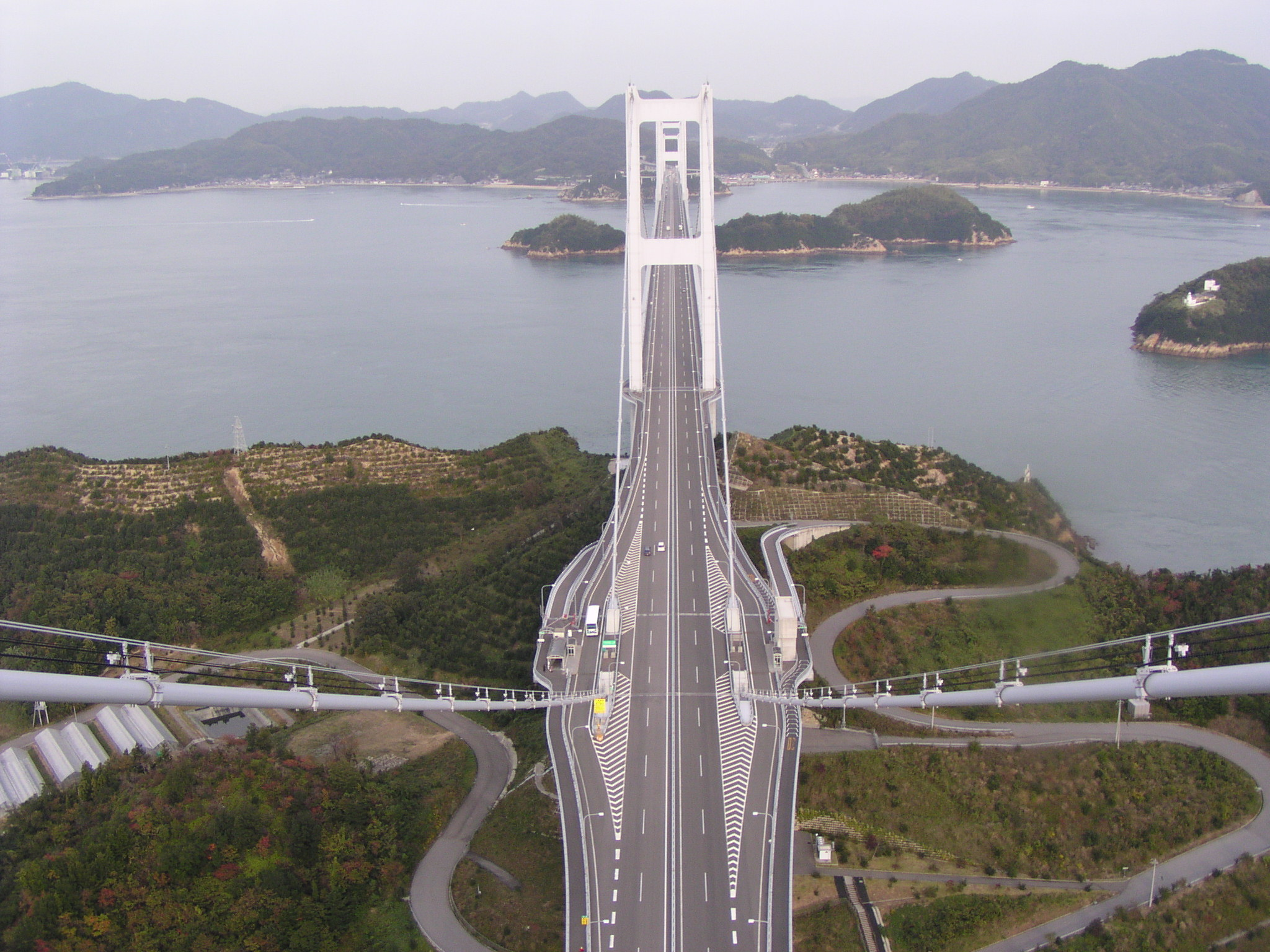
西瀬戸自動車道

- 1992年（平成4年） - 瀬戸内海サメ騒動。松山市沖の瀬戸内海でタイラギのヘルメット潜水漁をしていた漁業者がホホジロザメに襲われて死亡する水難事故が発生、潜水漁業・海中工事・レジャーなどに大きな影響を与えた[17]。
- 1993年（平成5年） - JR予讃線伊予市駅 - 高松駅間の電化工事が完了。
- 1997年（平成9年） - 愛媛県靖国神社玉串料訴訟で違憲判決。
- 1999年（平成11年） - 西瀬戸自動車道が全面開通（島部の一部は未開通）。
- 2000年（平成12年） - 松山市が中核市に昇格。
- 2001年（平成13年） - 芸予地震が起こる。
- 2005年（平成17年） - プロ野球独立リーグ四国アイランドリーグ（現：四国アイランドリーグplus）発足と同時に愛媛マンダリンパイレーツが創設される。
- 2006年（平成18年）
  - 西瀬戸自動車道の一部未開通部分が完成し、1本の道路として繋がる。
  - 愛媛FCがJFLからJ2に昇格。
- 2017年（平成29年） - 北朝鮮の弾道ミサイル発射予告に伴い、陸上自衛隊松山駐屯地に迎撃用パトリオットミサイルPAC3が初展開する。

## 人口
愛媛県は、第二次世界大戦が終わると人口が急増し、1955年に約154万人でピークを迎えた。高度経済成長期（1950年代後半 - 1970年代前半）には、大規模な人口流出（社会減）が起こり、減少傾向に入った。1970年代後半から1980年代前半までは人口流出が少なく、再び回復基調になる。1985年の約153万人を境に再び減少傾向に入る。2019年の合計特殊出生率は1.46であり、人口は自然減となっている。
年齢別にみると、1950年の55.8万人をピークに年少人口（15歳未満）が減少している（少子化）。その後、第2次ベビーブーム（団塊ジュニア世代の誕生）により人口が維持された時期はあったが、長期減少傾向は続いている。生産年齢人口（15 - 64歳）も1985年の100.6万人をピークに減少に転じている。老年人口（65歳以上）は、生産年齢人口が老年期に入っていることと、平均寿命の延長による増加（高齢化）が続いており、2010年時点で26.5％となっている。
人口の流出先としては、東京圏・関西(大阪・神戸方面）広島県、岡山県が多い。また、県内では東予・南予から中予へ人口が移動する傾向がある。
市町村別でみると、県内に増加の自治体はない。松山市とそのベッドタウンの人口は減少が緩やかである。南予は減少が急速に進んでおり、より効果的な対策が求められている。

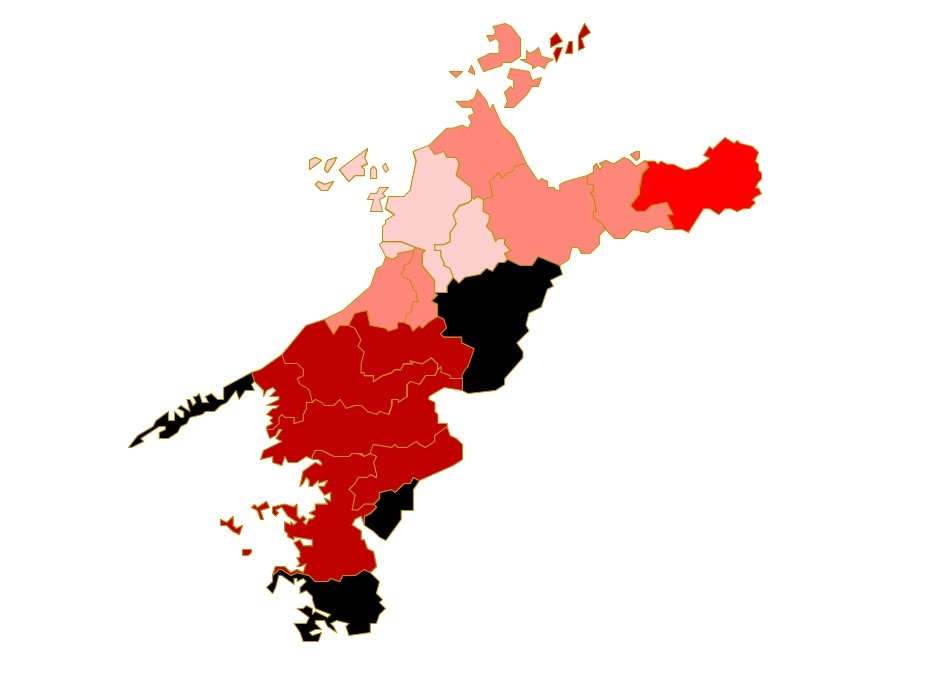
愛媛県市町村人口増減率分布図（2016年度と2021年度愛媛県統計から算出）
増加
0.0 - 2.49 %
減少
0.0 - 2.5 %
2.5 - 5.0 %
5.0 - 7.5 %
7.5 - 10.0 %
10.0 % 以上

| 増加 0.0 - 2.49 % | 減少 0.0 - 2.5 % 2.5 - 5.0 % 5.0 - 7.5 % 7.5 - 10.0 % 10.0 % 以上 |

| |                                        |  |
| 愛媛県と全国の年齢別人口分布（2005年） | 愛媛県の年齢・男女別人口分布（2005年） |  |
| ■紫色 ― 愛媛県 ■緑色 ― 日本全国 | ■青色 ― 男性 ■赤色 ― 女性              |  |
| 愛媛県（に相当する地域）の人口の推移 \| 1970年（昭和45年） \| 1,418,124人 \| \| \| 1975年（昭和50年） \| 1,465,215人 \| \| \| 1980年（昭和55年） \| 1,506,637人 \| \| \| 1985年（昭和60年） \| 1,529,983人 \| \| \| 1990年（平成2年） \| 1,515,025人 \| \| \| 1995年（平成7年） \| 1,506,700人 \| \| \| 2000年（平成12年） \| 1,493,092人 \| \| \| 2005年（平成17年） \| 1,467,815人 \| \| \| 2010年（平成22年） \| 1,431,493人 \| \| \| 2015年（平成27年） \| 1,385,262人 \| \| \| 2020年（令和2年） \| 1,334,841人 \| \| |                                        |  |
| 総務省統計局 国勢調査より |                                        |  |
| 1970年（昭和45年） | 1,418,124人                            |  |
| 1975年（昭和50年） | 1,465,215人                            |  |
| 1980年（昭和55年） | 1,506,637人                            |  |
| 1985年（昭和60年） | 1,529,983人                            |  |
| 1990年（平成2年） | 1,515,025人                            |  |
| 1995年（平成7年） | 1,506,700人                            |  |
| 2000年（平成12年） | 1,493,092人                            |  |
| 2005年（平成17年） | 1,467,815人                            |  |
| 2010年（平成22年） | 1,431,493人                            |  |
| 2015年（平成27年） | 1,385,262人                            |  |
| 2020年（令和2年） | 1,334,841人                            |  |

### 愛媛県人口動態
2024年現在約128万人となっており長期に渡って人口減少が続いている。大都市圏から見ると果てに位置する不便な立地もあり人口流出が大きくなっている。
| 実施年 | 人口（人） | 増減人口（人） | 人口増減率(%) | 国内増減率(%) | 増加率全国順位 |
| ------ | ---------- | -------------- | ------------- | ------------- | -------------- |
| 1960年 | 1,500,687  | -              | -             | -             | -              |
| 1965年 | 1,446,384  | 54,303         | 3.62          | 5.20          | 35位           |
| 1970年 | 1,418,124  | 28,260         | 1.95          | 5.54          | 34位           |
| 1975年 | 1,465,215  | 47,091         | 3.32          | 7.92          | 25位           |
| 1980年 | 1,506,637  | 41,422         | 2.83          | 4.57          | 34位           |
| 1985年 | 1,529,983  | 23,346         | 1.55          | 3.40          | 35位           |
| 1990年 | 1,515,025  | 14,958         | 0.98          | 2.12          | 37位           |
| 1995年 | 1,506,700  | 8,325          | 0.55          | 1.58          | 41位           |
| 2000年 | 1,493,092  | 13,608         | 0.90          | 1.08          | 40位           |
| 2005年 | 1,467,815  | 25,277         | 1.69          | 0.66          | 35位           |
| 2010年 | 1,431,493  | 36,322         | 2.47          | 0.23          | 34位           |
| 2015年 | 1,385,262  | 46,231         | 3.23          | 0.75          | 36位           |
| 2020年 | 1,334,841  | 50,421         | 3.64          | 0.75          | 34位           |

## 政治

### 県政

#### 歴代県知事（公選）
- 初代 青木重臣（1947年（昭和22年）4月16日 - 1951年（昭和26年）4月4日、1期）
- 2代 久松定武（1951年（昭和26年）5月4日 - 1971年（昭和46年）1月27日、5期）
- 3代 白石春樹（1971年（昭和46年）1月28日 - 1987年（昭和62年）1月27日、4期）
- 4代 伊賀貞雪（1987年（昭和62年）1月28日 - 1999年（平成11年）1月27日、3期）
- 5代 加戸守行（1999年（平成11年）1月28日 - 2010年（平成22年）11月30日、3期）
- 6代 中村時広 (2010年（平成22年）12月1日 - 現職、4期目)

#### 行政機関

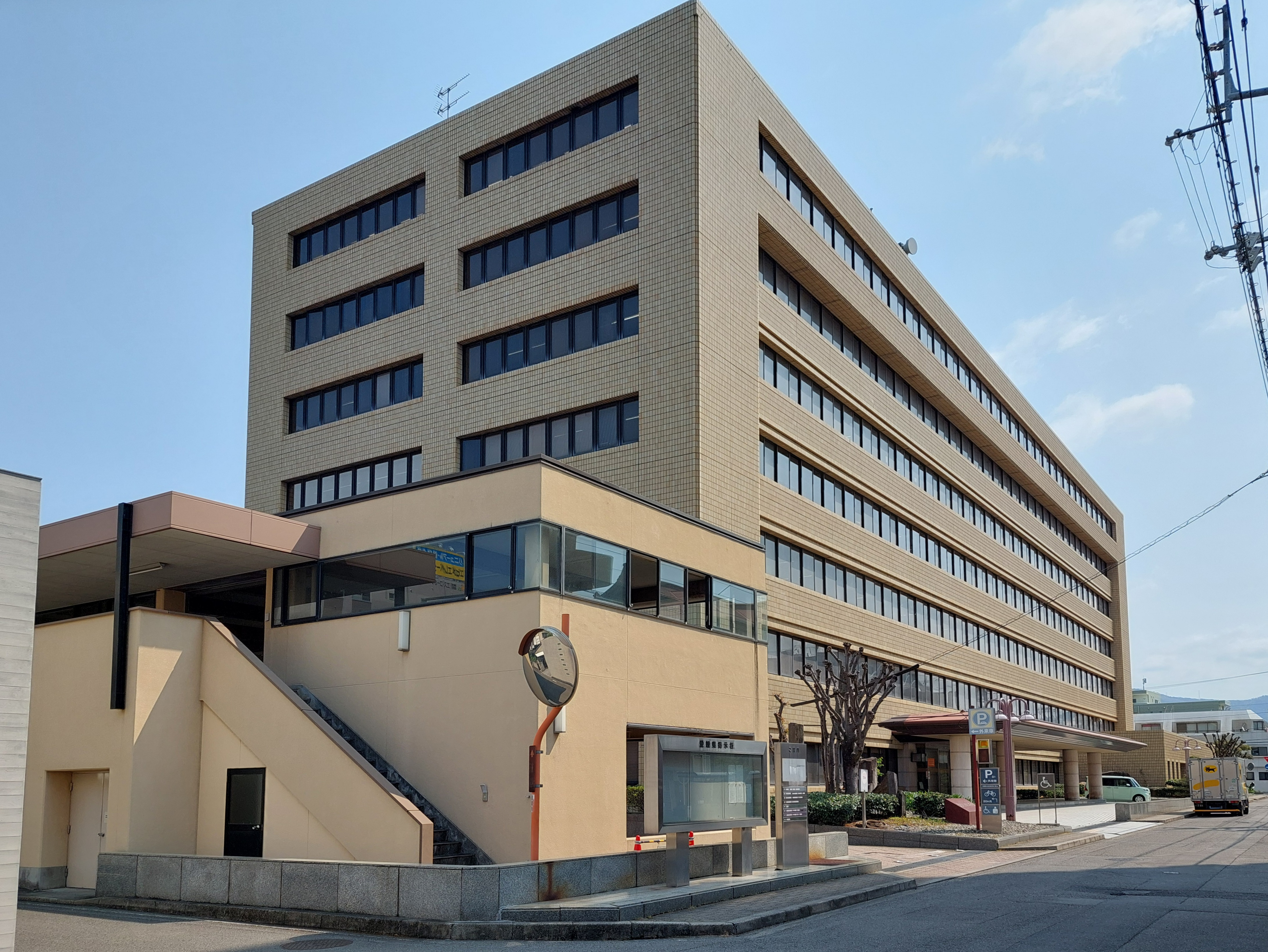
中予地方局

県の出先機関として5市（西条・今治・松山・宇和島・八幡浜）に地方局が設置されていたが、近年の財政難や市町村合併により、東予・中予・南予の3県域ごとに再編され東予地方局が西条、中予地方局が松山、南予地方局が宇和島に設置され、今治には東予地方局の支局、八幡浜には南予地方局の支局が設置されている。
出先機関は
- 東予地方局（西条市）
  - 今治支局（今治市）
- 中予地方局（松山市）
- 南予地方局（宇和島市）
  - 八幡浜支局（八幡浜市）

#### 財政
バブル景気時の大型観光施設整備やバブル不況期の景気対策で、県債の発行残高が増加し、県の財政が悪化。三位一体改革による補助金減少でさらに悪化している。そのため県は大型公共事業の凍結・見直し・先送り、県職員の給料カット、知事公舎などの売却、行政機関の再編などで財政再建を進めている。

##### 平成18年度
- 標準財政規模 3233億1400万円
- 財政力指数 0.37232（都道府県平均 0.46）。愛媛県は財政力指数0.3 - 0.4のIIIグループ（11自治体）に分類されている。
- 経常収支比率 89.8%（都道府県平均 92.6）
- 実質収支比率 0.6%
- 人口一人当たり人件費・物件費 13万0046円（都道府県平均 12万4759円）
- 人口一人当たりの地方債現在高 65万6826万円（都道府県平均 62万2416円） 注意 上記は普通会計分の地方債のみを計算している。
- 実質公債費比率 14.6%（都道府県平均 14.7%）
- 人口100,000人当たり職員数 1,388.25人（都道府県平均 1,173.11人）。定員適正化計画に沿って職員数削減を進めている。
- ラスパイレス指数 97.1（都道府県平均 99.6）

地方債残高
- 普通会計の地方債現在高 9719億5500万円
- 上記以外の特別会計の企業債（地方債）残高 415億8200万円
  - 主な内訳 病院事業会計分 約213億円
- 第3セクター等の地方債等残高 2億2600万円
- 地方債等の合計 1兆0137億6300万円（連結会計）
- 愛媛県民一人当たりの地方債等残高 70万1401円（連結会計）

##### 平成17年度
- 財政力指数:0.34（平成17年度）の財政力指数）

### 国政

#### 衆議院
長く自由民主党が選挙区を独占していたが、第45回衆議院議員総選挙では愛媛3区で民主党公認の白石洋一が当選した。第46回衆議院議員総選挙では再び小選挙区で自由民主党が選挙区を独占した。比例四国ブロック2区の西岡新、4区の桜内文城（両氏とも日本維新の会公認）が復活当選した。第48回衆議院議員総選挙では、白石洋一が議席を取り戻した。
- 愛媛県第1区 -塩崎彰久
- 愛媛県第2区 - 白石洋一
- 愛媛県第3区 - 長谷川淳二
- 愛媛県第4区 - 廃止

#### 参議院
衆議院と同様に自由民主党が独占していたが、第21回参議院議員選挙では現職の自由民主党候補を破り民主党・社会民主党などが推薦する無所属の友近聡朗が（その後民主党を経て国民の生活が第一に入党）が当選した。2013年の第23回参議院選挙では自由民主党新人で元四国中央市長の井原巧が他の新人候補を破って当選し、再び自民党が議席を独占することとなった。
愛媛県選挙区
- 2022年改選 
  - 山本順三
- 2025年改選
  - 永江孝子

#### 法務局
- 松山地方法務局（松山市）
  - 砥部出張所（砥部町）

#### 裁判所
| - 松山地方裁判所（松山市） - 大洲支部（大洲市） - 西条支部（西条市） - 今治支部（今治市） - 宇和島支部（宇和島市） - 松山家庭裁判所（松山市） - 大洲支部（大洲市） - 西条支部（西条市） - 今治支部（今治市） - 宇和島支部（宇和島市） - 愛南出張所（愛南町） | - 簡易裁判所 - 松山簡易裁判所（松山市） - 大洲簡易裁判所（大洲市） - 西条簡易裁判所（西条市） - 今治簡易裁判所（今治市） - 宇和島簡易裁判所（宇和島市） - 八幡浜簡易裁判所（八幡浜市） - 新居浜簡易裁判所（新居浜市） - 四国中央簡易裁判所（四国中央市） - 愛南簡易裁判所（愛南町） |

#### 自衛隊
陸上自衛隊が松山駐屯地に駐屯する。治安出動および防衛出動が下令された場合、愛媛県内の発電所、変電所、空港、重要港湾、重要橋梁、石油関連施設、重要生産工場などに展開する。敵対勢力から急迫不正の攻撃が予測される場合には、対象目標を迅速に撃破する。また、山林火災や渇水、洪水時などの災害派遣も担当する。

## 経済・産業

### 経済
愛媛県は、前述したように、各地が山で隔てられているため、都市圏が孤立している。以下に愛媛県が定めた中央圏域区分を記す。
- 宇和島圏（宇和島都市圏）
- 今治圏（今治都市圏）
- 新居浜・西条圏（新居浜都市圏）
- 宇摩圏（四国中央都市圏）
- 八幡浜・大洲圏（八幡浜都市圏）

松山都市圏は、松山市とその周辺の都市のみで構成している。山がちな高縄半島と四国山地、とりわけ石鎚山脈の影響で愛媛県の主要都市である今治市や新居浜市、宇和島市などと隔絶されている。そのため、県全体で都市圏を構成している高松都市圏や徳島都市圏のようにはいかず、四国で3位の都市圏となる。しかし、これは10％都市圏の話である。総務省統計局の定義する都市圏 (総務省)(1.5%都市圏）には四国で唯一掲載されている。定義によって松山都市圏の規模の見方は変わってくる。

### 産業
愛媛県は地理的に東予・中予・南予に三分されるが、産業においてもこれら地域によって大きく様相が異なる。
- 東予は、四国中央市の紙関係、新居浜市・西条市の化学工業、非鉄金属、産業機械、電機関係、今治市の造船とタオルといった製造業が中心で、瀬戸内工業地域の一角ある。別子銅山があった新居浜市は旧住友財閥発祥の地であり、現在でも住友グループの企業の多くが工場や営業所を構えている。
- 中予は、松山市を中心とした地域（松山都市圏）で、松山市だけで愛媛県の人口の3分の1を占めており、政治・経済、商業活動の中心として第三次産業が主力ながら、臨海部には化学工業も発達している。
- 南予は、柑橘類や養殖漁業を中心に第一次産業に特化している。その反面、製造業の集積が貧弱であり、経済基盤も脆弱である。そのため県や南予の自治体はコールセンターなどの誘致に補助金を支給するようにして企業の誘致を図っている。

#### 農業

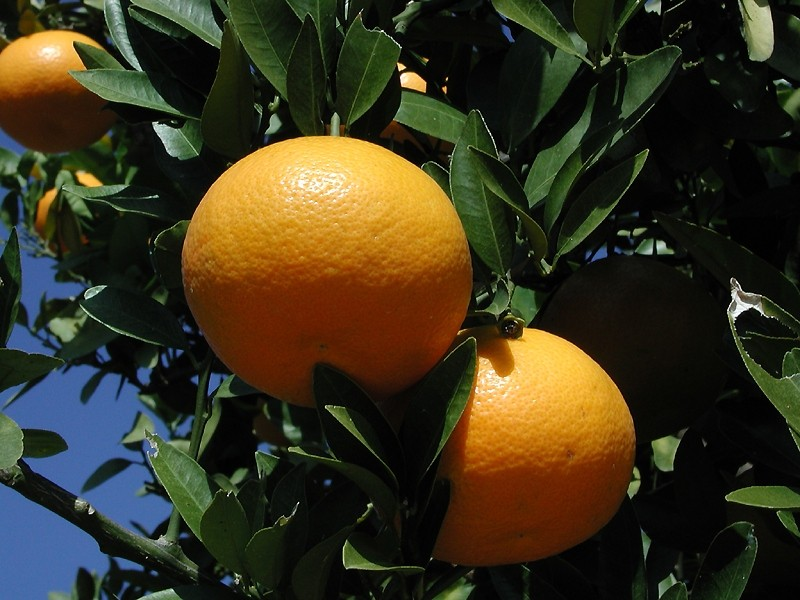
イヨカン

県下各地で、柑橘類が生産され、みかん・いよかんが有名。キウイフルーツ・栗なども有名である。そのうちみかんは2003年まで、僅差ではあるが日本一の座を守ってきた。しかし2004年には34年ぶりに和歌山県に日本一の座を明け渡した。
その後、2017年まで２位を維持していたが、2018年と2020年に静岡県に抜かれ３位となる年もあるなど生産量の低下が顕著になっている。
- 裸麦 - 生産量日本一。
- キウイフルーツ - 生産量日本一、全国シェア約2割。
- いよかん - 生産量日本一、全国シェア約9割。
- みかん - 生産量全国2位、全国シェア約16%。
- ポンカン - 生産量全国1位、全国シェア約35%。
- ハッサク - 生産量全国3位、全国シェア約1割。
- 栗 - 生産量全国3位、全国シェア約1割。
- ネーブルオレンジ - 生産量全国4位、全国シェア約1割。

#### 林業
林業産出額は57億6千万円（2010年）となっており、木材生産が41億円と全産出額の71.2%を占めている。全国の林業産出額の割合では木材生産の割合は45.1%で全国と比べ愛媛県では木材生産の割合が高くなっている。品目別の木材生産では檜が22億3千万円と最も多く、次いで杉が18億1千万円である。
1980年には林業産出額は254億7千万円であったが、外国材の流入による価格低下や林業従事者の減少などによって大幅に激減している。

#### 漁業
燧灘、伊予灘、宇和海という性質の異なる3つの海域に面し、それぞれ独自の漁業が営まれている。
- 燧灘では、小型漁船による漁業が行われている。かつては、鰯などの好漁場であったが、資源が枯渇しつつあり、漁獲高も多くない。沿岸部では、海苔などの養殖が小規模ながら行われている。また、来島海峡などの海峡部ではタイ、デベラなども獲れる。しかし、養殖は盛んではない。
- 伊予灘では、漁船漁業が中心である。小魚中心。
- 宇和海では真珠やハマチ（ブリ）の養殖が盛んで、タイの養殖では日本一となっている。真珠養殖も長らく日本一であったが、大量斃死の影響で、日本一の座から滑り落ちてしまった。

#### 製造業
東予地方を中心に瀬戸内工業地域に属しており、製造品出荷額等（2010年）は3兆7,924億円である。非鉄金属が6,044億円（全体の15.9%）と最も高く、次いでパルプが5,211億円 (13.7%)、輸送用機械が5,112億円 (13.5%)、化学が4,231億円 (11.2%)、石油・石炭が3,936億円 (10.4%) などとなっている。
事業所数（2010年）は全体では2,434事業所で、産業別に見ると食料が460事業所 (18.9%) と最も高く、次いで繊維が333事業所で (13.7%)、パルプが225事業所 (9.2%) などとなっている。従業員数（2010年）では全体が76,347人で食料が13,574人 (17.8%) と最も高く、次いでパルプが9,769人 (12.8%)、「繊維」が7,647人 (10.0%) などとなっている。
市町村別の製造業出荷額等では、今治市が8,871億円が最も多く、西条市が8,113億円、新居浜市が6,150億円、四国中央市が6,068億円、松山市が4,237億円などとなっている。上位4位は東予地方の市が占めており、上島町を含めると愛媛県全体の製造業出荷額等の7割以上 (78.5%) を東予地方の市町が占めている。

##### 東予地方

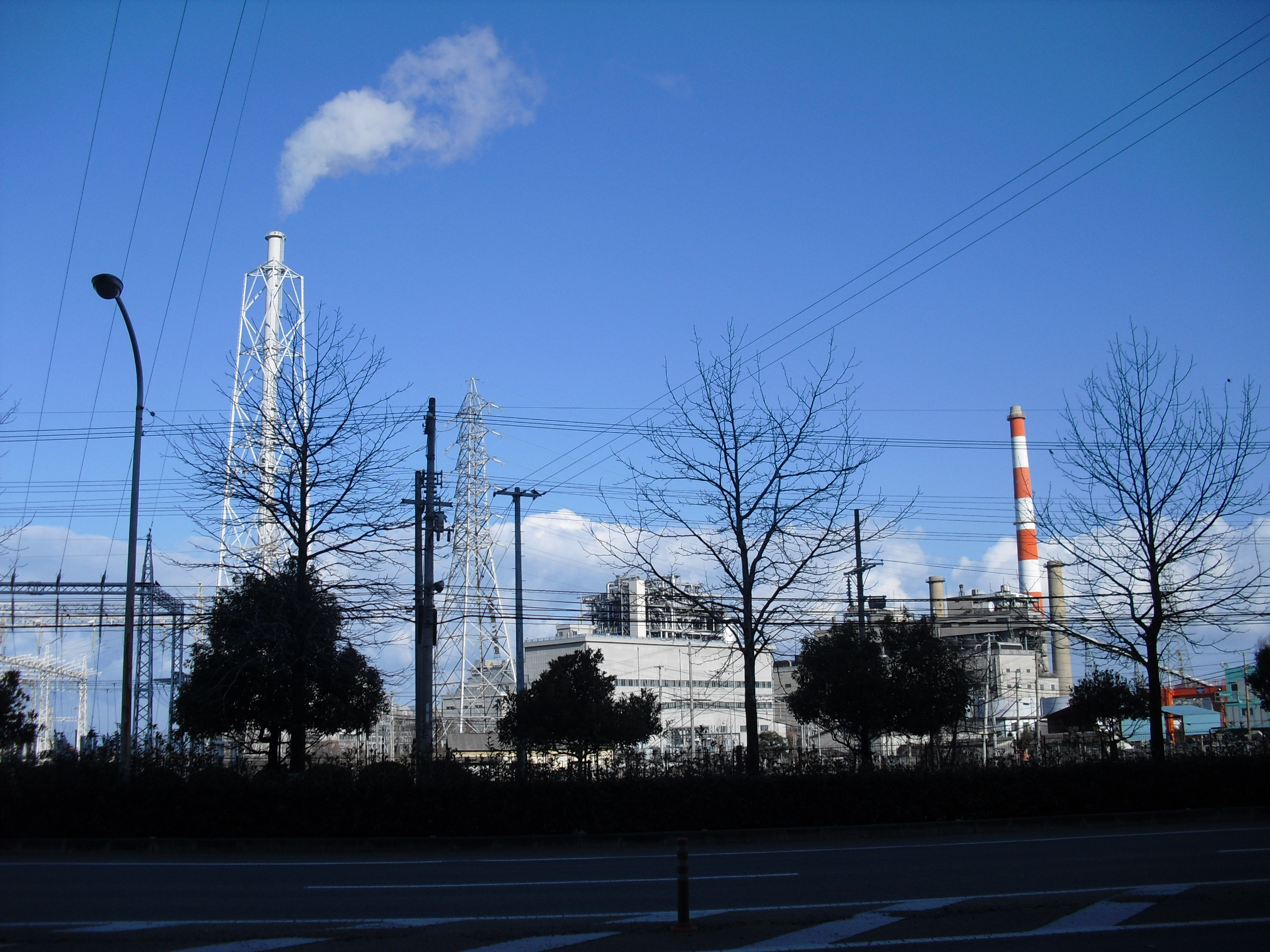
住友金属鉱山東予工場（西条市）

繊維関係
タオル（今治市）
縫製業
紙製品関係
四国中央市に大王製紙が本社を置いている。一般的な製紙業（新聞紙・印刷用紙・包装用紙・衛生用紙など）のほか、祝儀用品・書道用紙などの日用品の生産が活発である。
化学・金属
新居浜市、西条市など。住友グループ（住友金属鉱山、住友化学、住友重機械工業、SEN）、鉄鋼（日本製鉄）、メカトロニクスなど
石油化学
今治市。太陽石油
電機・機械
新居浜市、西条市、今治市。ルネサス エレクトロニクス、住友重機械工業、ハリソン東芝ライティングなど
造船
今治市。今治造船および新来島どっくグループ。
食品
今治市、西条市。日本食研ホールディングス、アサヒビールなど。

##### 中予地方

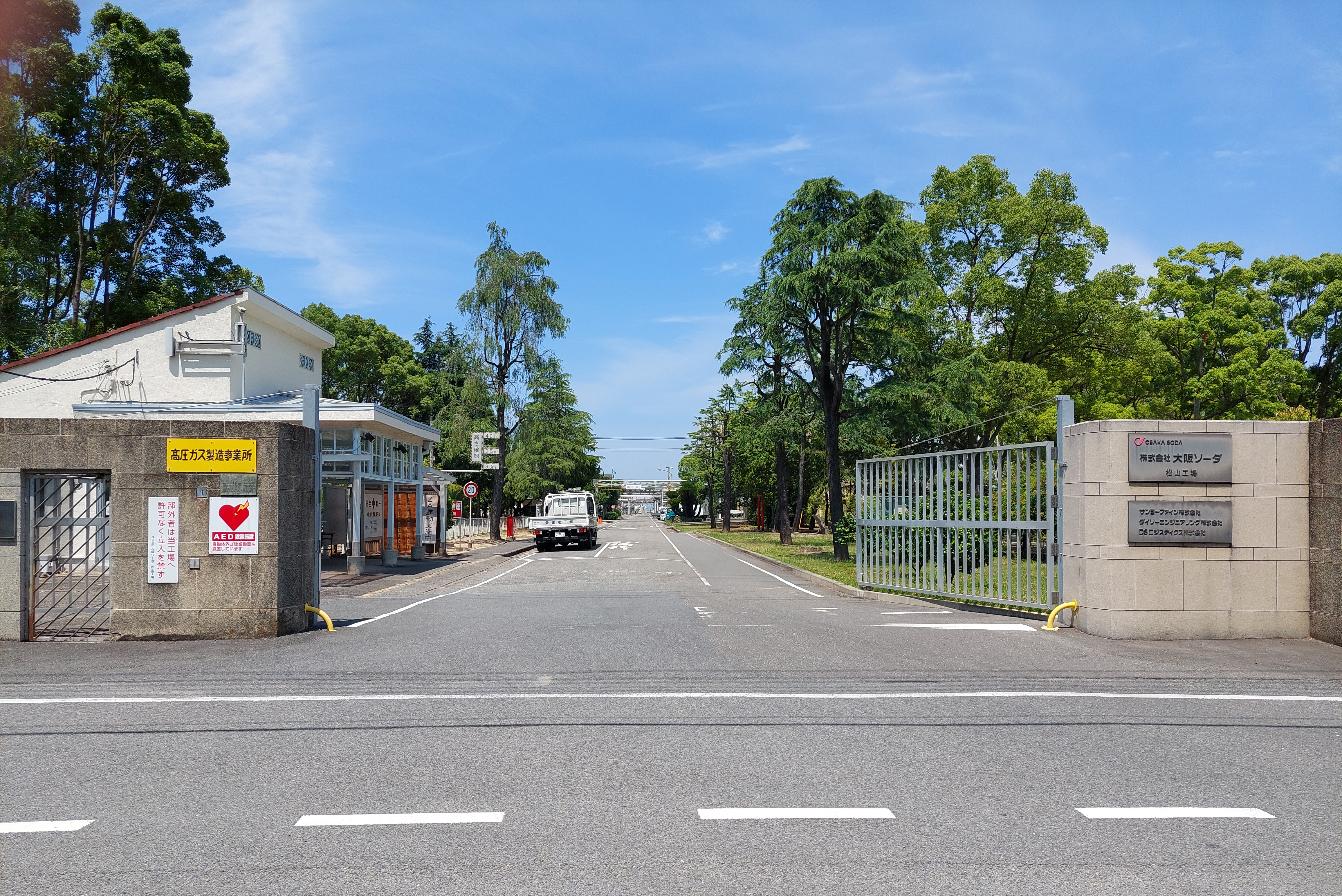
大阪ソーダ松山工場

繊維関係
化学繊維・縫製業
東レ（松前町）、帝人（松山市）などの関連工場がある。
石油化学
松山市。コスモ松山石油、三菱化学など。
機械・電気関係
松山市、東温市など。電気・電子部品、農業機械、繊維機械などおよびその部品。井関農機、三浦工業、PHCなど。
食料品
松山市。果実飲料、削り節（伊予市）など えひめ飲料、ヤマキ、マルトモなど。

##### 南予地方
電子部品工場や自動車部品工場などが撤退し地元では雇用の減少に頭を悩ませている。ただ水産業が盛んであるため飼料などの工場は複数立地している。
食品関係宇和島市など。メルシャン、日清丸紅飼料など。
魚肉練製品（じゃこ天・蒲鉾・削りかまぼこ）八幡浜市など。八水蒲鉾など。

#### 鉱業
かつては、新居浜市（旧別子山村）の別子銅山などの鉱山があったが次々と閉山し、現在は今治市の大島で大島石を採掘するぐらいになっている。

#### 建設業
バブル崩壊後は景気対策の一環として次々と公共事業が行われ建設業は栄えたが、後に県財政の悪化や三位一体改革で公共事業が減少し現在、県内の建設会社が倒産したり、会社分割など再建を図る企業も出てきている。建設業の不振で工場や事業所の撤退が相次ぐ南予地方は大きなダメージを受けている。

### 小売業

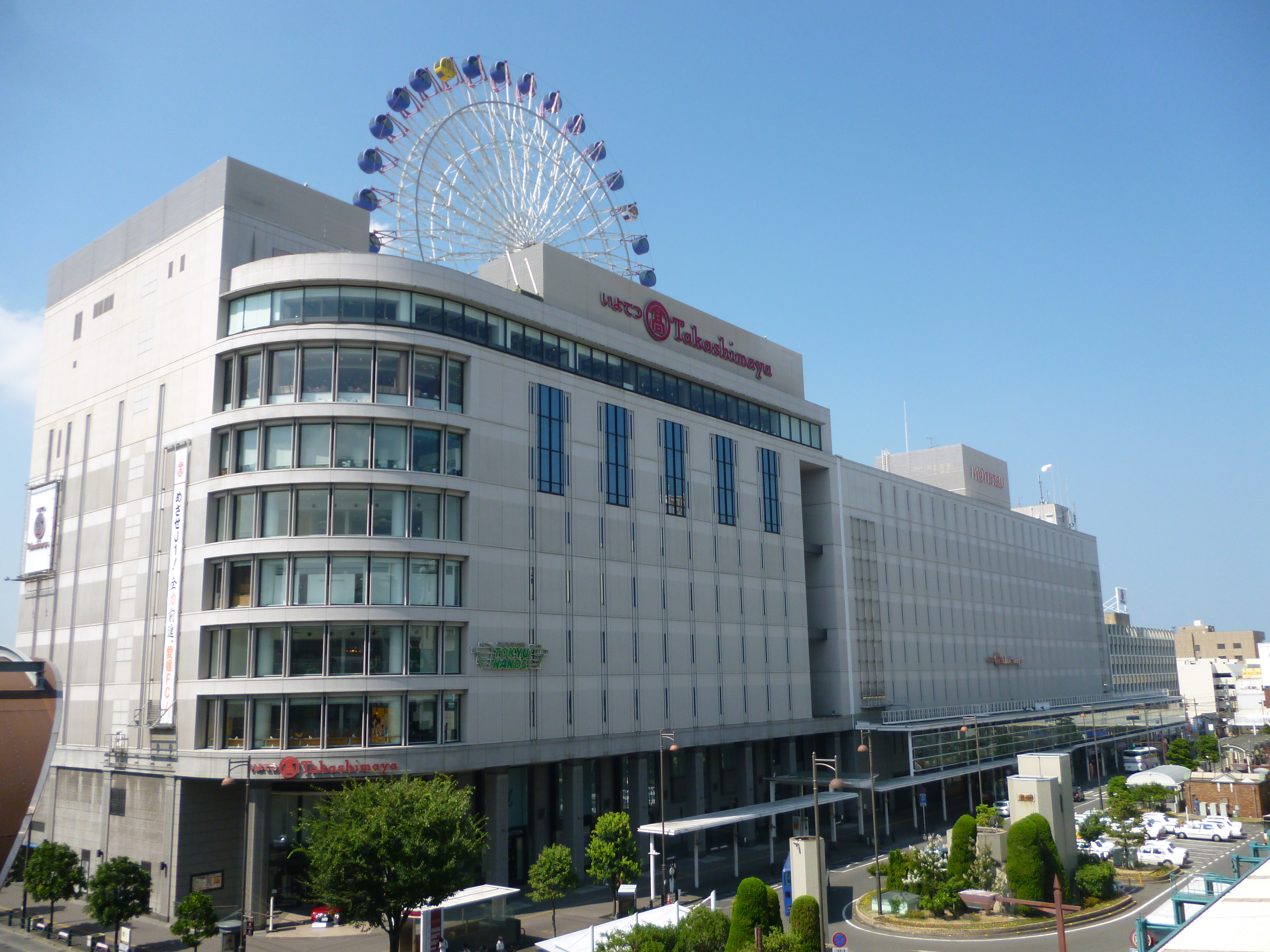
松山市駅の駅ビルでもある「いよてつ高島屋」

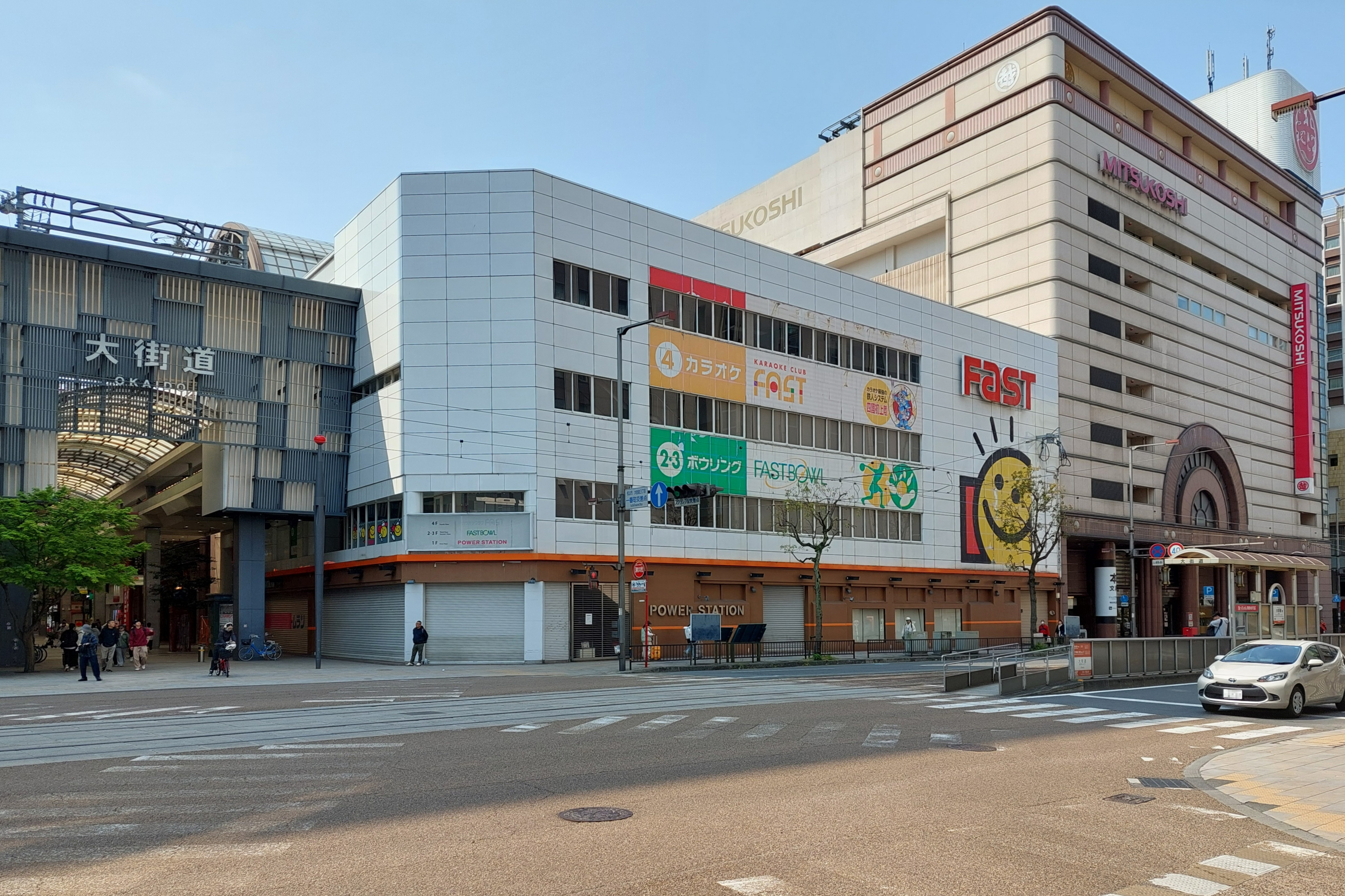
大街道入口のFASTビルが2024年に営業を終了するなど、近年の松山市中心部は衰退が著しい。

百貨店では、松山市に伊予鉄髙島屋、松山三越がある。閉店した店舗としては主に大丸（今治市・新居浜市）、髙島屋（今治市）がある。なお、今治大丸は、2008年（平成20年）12月に閉店した。
総合スーパーマーケットは、以下のような店舗がある。
フジ・リテイリング
フジグラン：フジグラン松山、フジグラン重信、エミフルMASAKIほか計9店舗
イオングループ
イオン
旧ジャスコ：松山市、四国中央市、新居浜市
旧サティ：今治市
統合以降：今治市
マックスバリュ：松山市、新居浜市、今治市
ザ・ビッグ：新居浜市、松山市、今治市
マルナカ：東予・中予エリアを中心に県内全域に27店舗
かつてはニチイ（松山、今治、新居浜など）、ダイエー（松山、新居浜、西条など）、イズミ（松山）なども進出していたが2013年1月現在それらの店舗はない。
また近年では、岡山発で24時間オープンのスーパーである大黒天物産(ラ・ムー、ディオ、2005年以降)やハローズ(2010年以降)による出店攻勢もある。(2020年1月7日現在、大黒天:7、ハローズ:7)

#### 電力・ガス業

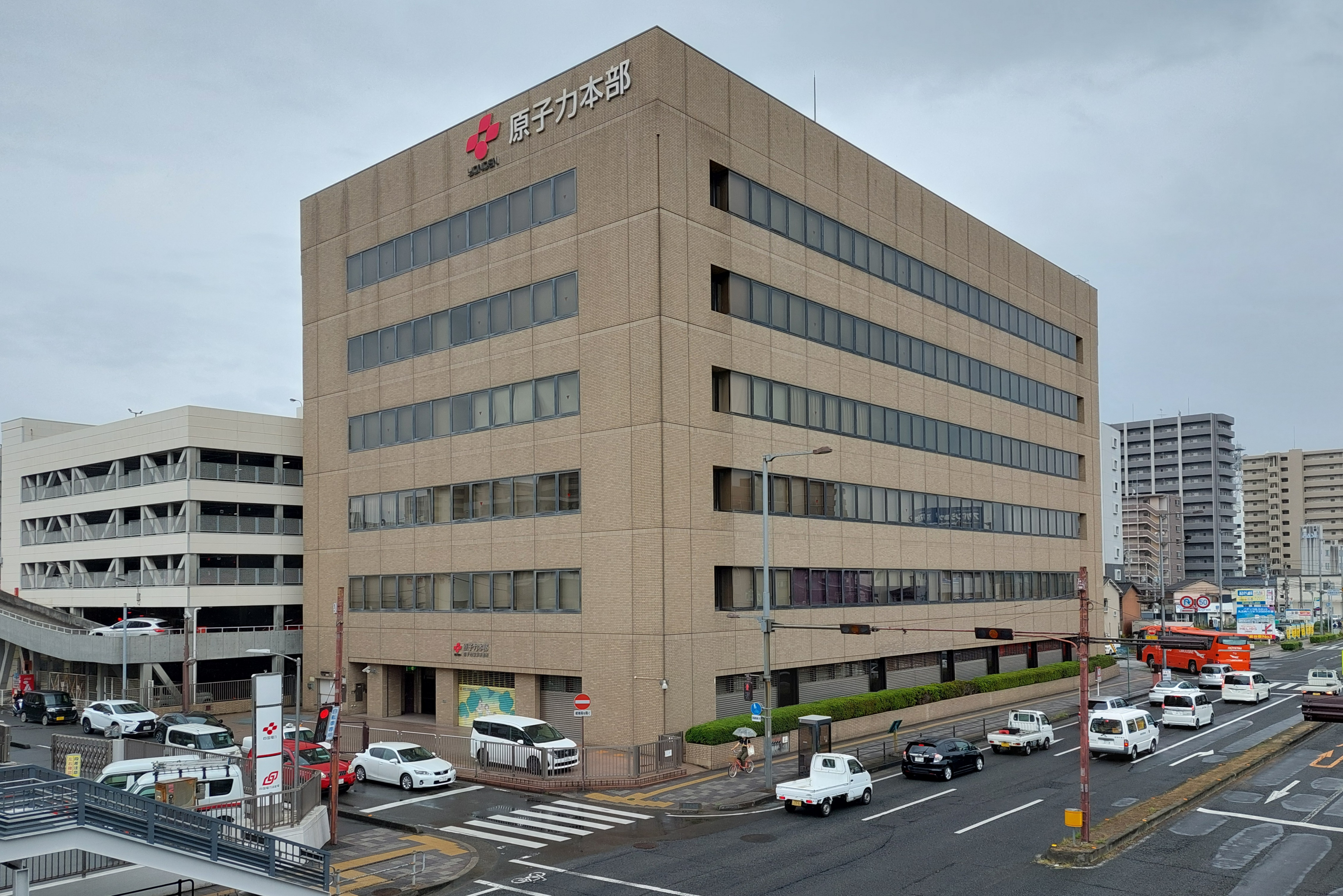
四国電力原子力本部

県内の電力は四国電力によって供給されているが、今治市の一部島嶼部、上島町では中国電力、新居浜市の別子山地区では住友共同電力によって供給されている。
主な発電所は
- 四国電力西条発電所
- 四国電力伊方原子力発電所（伊方町）
- 住友共同電力壬生川火力発電所
- 住友共同電力新居浜東火力発電所
- 住友共同電力新居浜西火力発電所

他、県内にはいくつかの水力・風力発電所がある。
県内には四国唯一の原子力発電所である伊方原子力発電所がある。四国電力の原子力本部は本店のある高松市に設置されていたが、2011年（平成23年）6月末に原子力燃料部など一部部門を除き松山市に移転した。

都市ガスは四国ガスによって松山市・今治市・宇和島市など一部の地域のみに整備されている。そのためほとんどの地域はプロパンガスによってガスが供給されている。

#### 情報通信業
愛媛県では、コールセンター誘致に補助金を交付していて、南予地方や松山市へのコールセンター誘致に成功している。また松山市には、コールセンター以外にも大手保険会社の集中事務センターが設置されたり、サイボウズの開発拠点設置が計画されるなど多くの新規雇用が生まれている。

#### 観光業

道後温泉駅

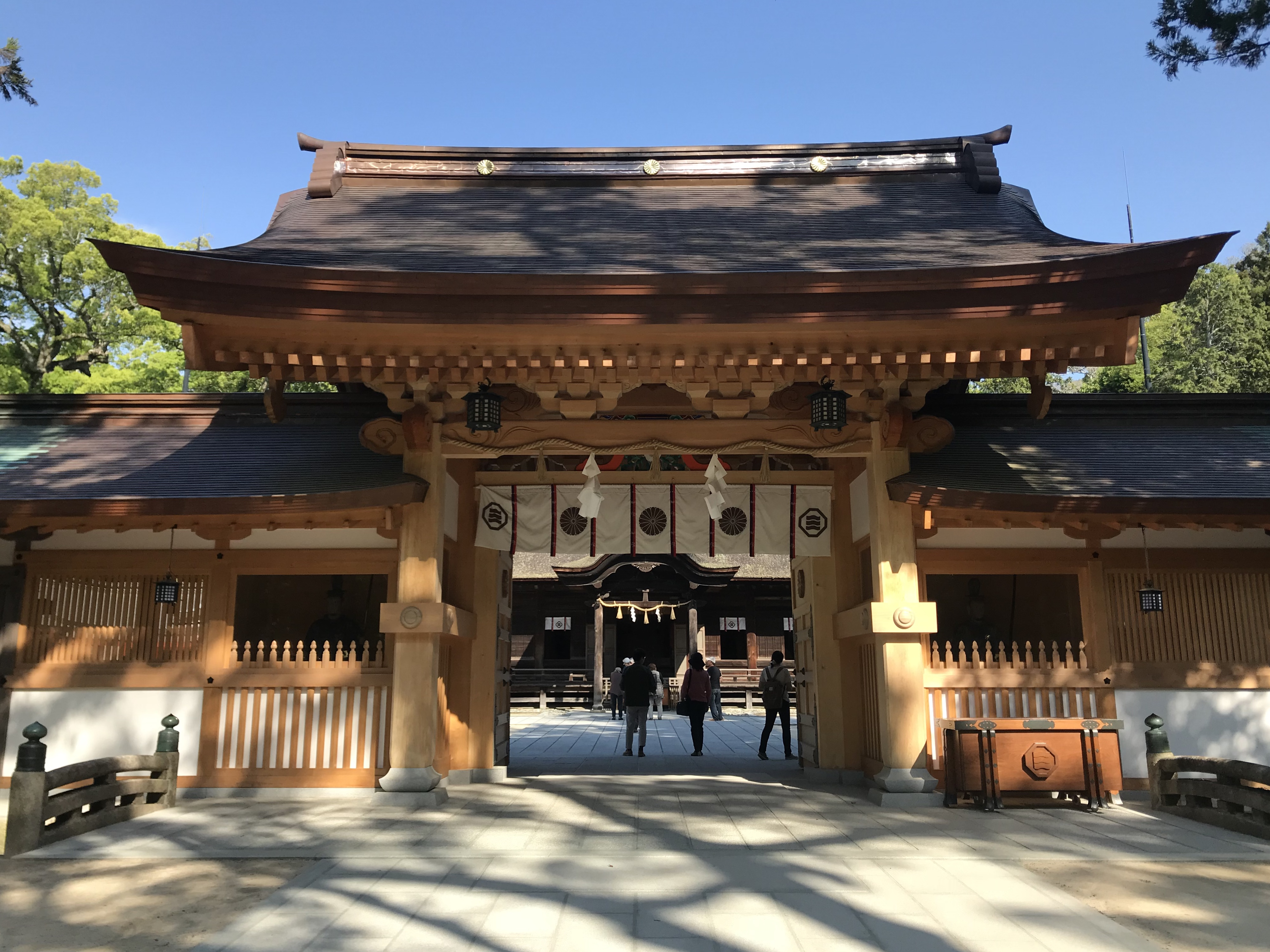
大山祇神社

愛媛県の観光客数は延べ2450万9千人（2011年）で、観光客消費総額は1049億円（2011年）となっている。
地域別では、松山圏域（中予地方）が最も多く延べ1010万4千人、今治圏域（今治市・上島町）が延べ436万1千人、八幡浜・大洲圏域（八幡浜市・大洲市・西予市・内子町・伊方町）が延べ402万3千人（2011年）、東予東部圏域（四国中央市・新居浜市・西条市）が延べ335万0千人、宇和島圏域（宇和島市・松野町・鬼北町・愛南町）が延べ267万1千人となっている。
県外観光客は尾道市と今治市を結ぶしまなみ海道が開通し、開通した1999年には県外観光客延べ数は1100万人を超え「しまなみブーム」と呼ばれる程、観光客が大幅に増加した。2000年にはブームの収束で県外観光客は減少したが、その後は800万人から1000万人で推移している。2011年の県外観光客数は延べ9,396千人で観光客消費総額は931億円である。
ミシュランガイド日本編で2つ星にそれぞれ選定された、3000年の歴史を有する道後温泉や四国最大の平山城である松山城、また、東・中・南予地方特有の自然や文化施設などの観光資源があり、毎年、県内各地で数多くのイベントが行われている。

### 県内に本社を置く主要企業

#### 上場企業
- アザース
- アドメテック
- ありがとうサービス
- 井関農機
- 伊予銀行
- 愛媛銀行
- セキ
- 大王製紙
- ダイキアクシス
- ファインデックス
- フジ・リテイリング
- マルク
- ベルグアース
- 三浦工業
- ユニ・チャーム
- ヨンキュウ

#### 非上場企業

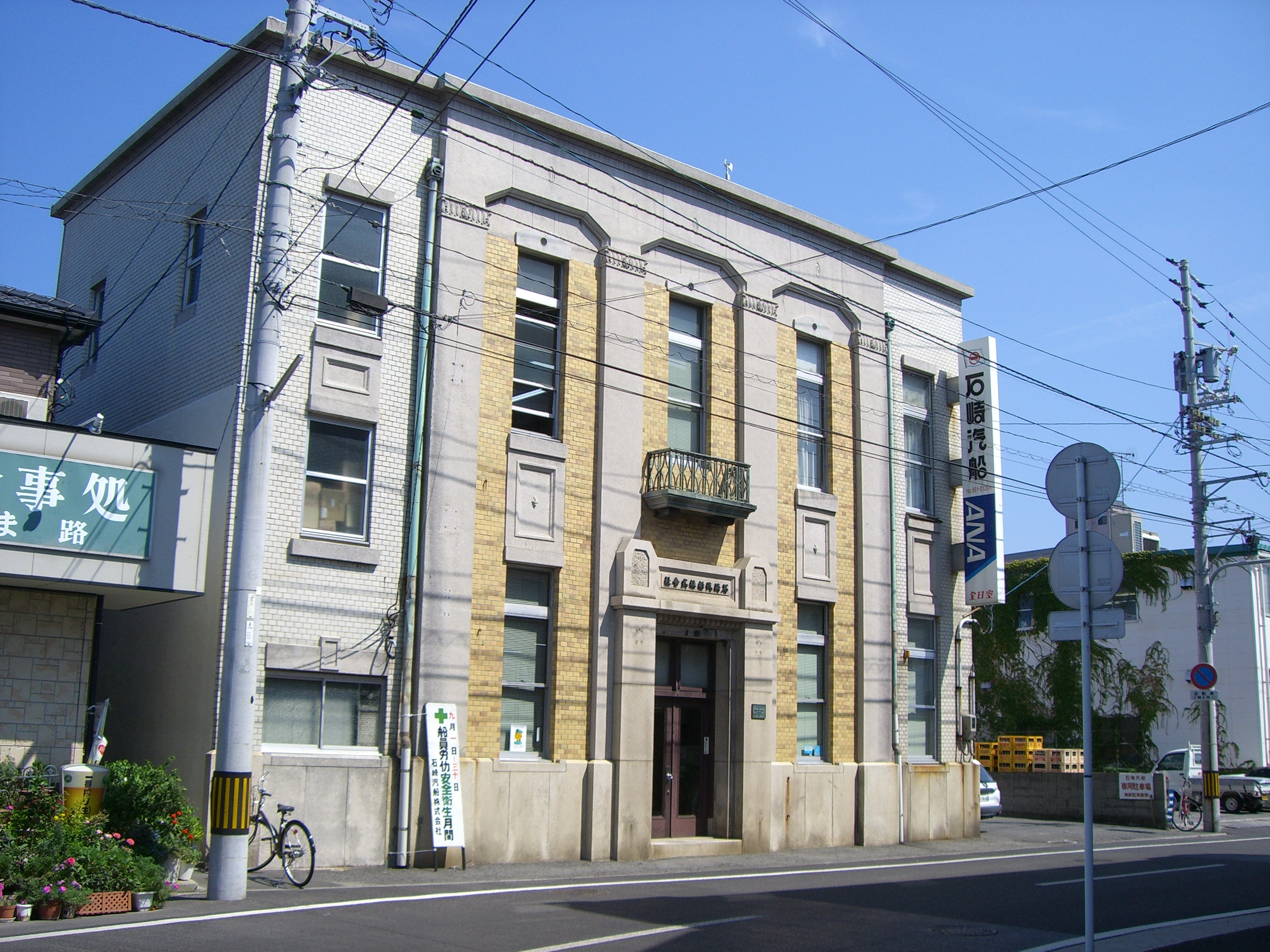
木子七郎設計による国の登録有形文化財：石崎汽船本社

製造業（機械・電機）
- 潮冷熱
- BEMAC（旧渦潮電機）
- PHC

製造業（造船）
- 浅川造船
- 今治造船
- 新来島どっく
- 檜垣造船
- 村上秀造船
- 山中造船

製造業（石油・化学）
- コスモ松山石油
- 日泉化学
- 日東ライフテック

製造業（製紙・パルプ）
- カミ商事
- 新タック化成
- 福助工業
- 丸住製紙
- リブドゥコーポレーション

製造業（金属）
- イワキテック
- 田窪工業所

製造業（食品）
- あわしま堂
- 一六本舗
- えひめ飲料
- サンタ
- 四国乳業
- 西南開発
- 日本食研ホールディングス
- 伯方塩業
- ハタダ
- 母恵夢
- ビージョイ
- マルトモ
- ヤマキ

製造業（繊維）
- 一広
- クラレ西条
- 丸三産業

建設業・エンジニアリング業
- 四国通建
- ジョー・コーポレーション
- フジケンエンジニアリング
- 堀田建設

電力・ガス業
- 住友共同電力
- 四国ガス

金融業
- 宇和島信用金庫
- 愛媛信用金庫
- 川之江信用金庫
- 東予信用金庫

卸売・小売業
- アスティス
- いよてつ高島屋
- サークルケイ四国
- サンクス西四国
- DCMダイキ
- 大屋
- 太陽石油販売
- 西日本セイムス
- パワーアップ
- 明屋書店
- ビッグウッド
- フジファミリーフーズ
- 松山三越
- よんやく
- レデイ薬局

運輸業
- 石崎汽船
- 一宮運輸
- 伊予商運
- 伊予鉄道
- 宇和島自動車
- 四国開発フェリー
- 四国西濃運輸
- 四国名鉄運輸
- 瀬戸内運輸
- 合田運送

情報通信業
- NTTデータ四国
- DIOジャパン

サービス業
- 寺小屋グループ
- ファーム

放送・新聞・出版業
- あいテレビ
- 愛媛朝日テレビ
- 愛媛新聞社
- エフエム愛媛
- テレビ愛媛
- 南海放送

### 県内に拠点事業所・工場を置く主要企業
- 住友化学 - 新居浜市
- 住友金属鉱山 - 新居浜市、今治市
- 住友重機械工業 - 新居浜市、西条市
- ルネサス エレクトロニクス - 西条市
- アサヒビール - 西条市
- 日本製鉄 - 西条市

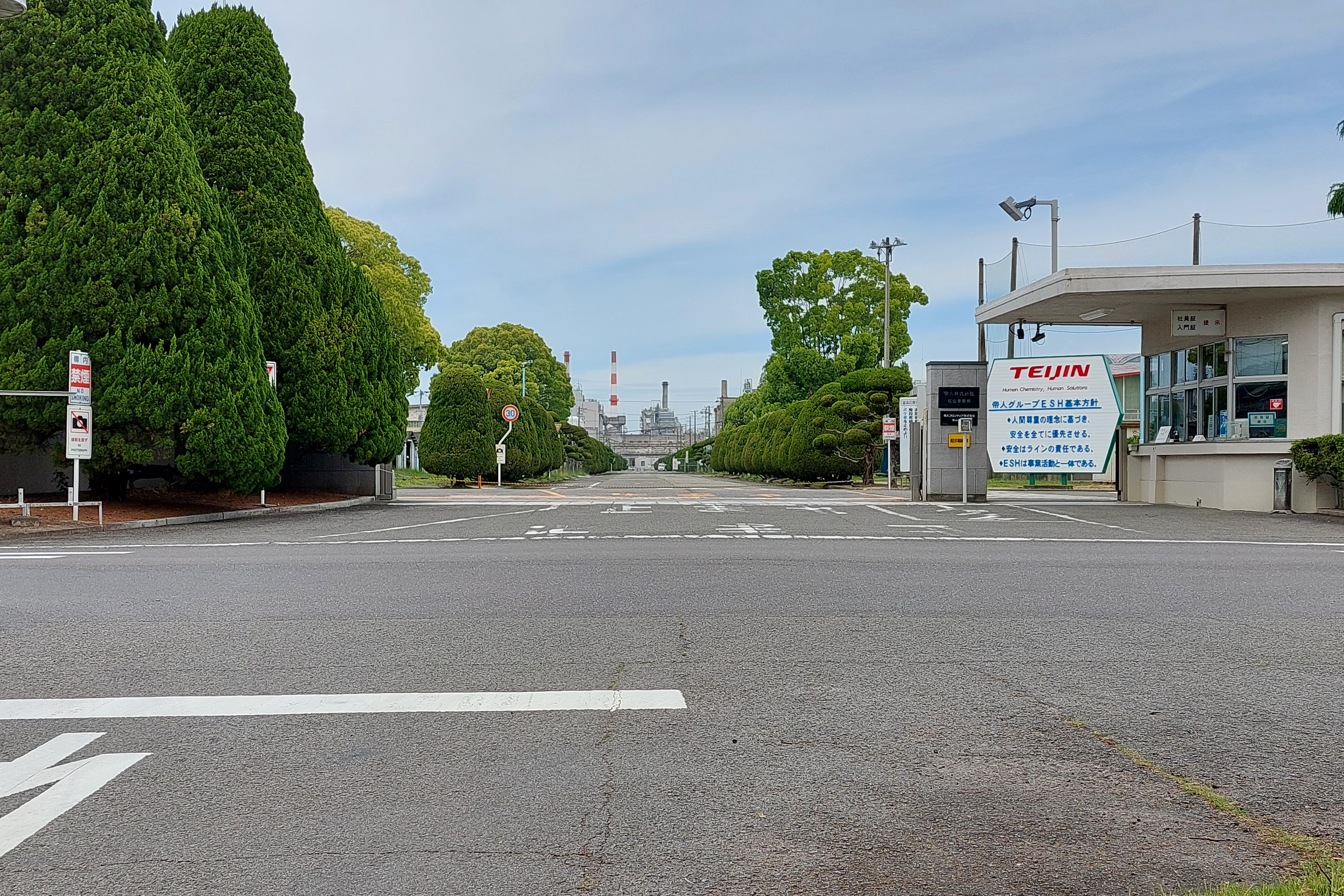
帝人松山事業所

- コカ・コーラボトラーズジャパン - 西条市
- 帝人 - 松山市
- 東レ - 松前町
- 太陽石油 - 今治市
- 東芝ライテック - 今治市

### 県内に工場・事業所を置く主要企業（上の項目を除く）
- 三菱化学 - 松山市
- 倉敷紡績 - 松山市
- ジャストシステム - 新居浜市
- 大日本住友製薬 - 新居浜市
- シャディ - 新居浜市
- 小林製薬（愛媛小林製薬） - 新居浜市
- 吉野石膏 - 今治市
- 東レ・ファインケミカル - 松山市
- 帝人化成 - 松山市
- 帝人ファイバー - 松山市
- 大阪ソーダ - 松山市
- 日本フーズデリカ - 西条市
- レンゴー - 松山市
- リンテック - 四国中央市
- メルシャン - 宇和島市
- 日清丸紅飼料 - 宇和島市

### 金融機関

#### 銀行

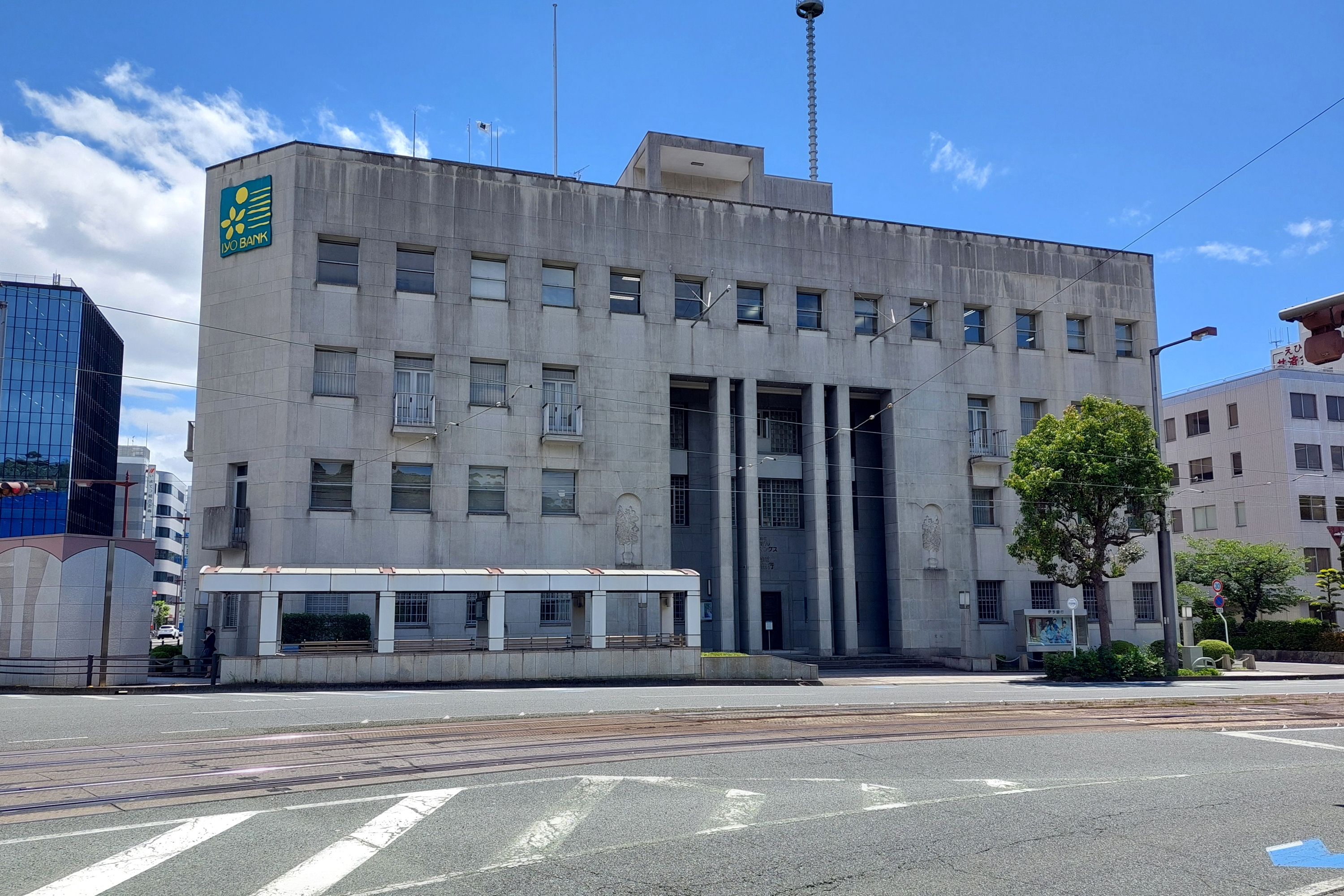
伊予銀行本店

- 伊予銀行
- 愛媛銀行

#### 信用金庫
- 愛媛信用金庫
- 東予信用金庫
- 川之江信用金庫
- 宇和島信用金庫

#### 郵便局

松山中央郵便局

- 松山中央郵便局
- 松山西郵便局
- 伊予郵便局
- 北条郵便局
- 松山南郵便局
- 松前郵便局
- 重信郵便局
- 新居浜郵便局
- 今治郵便局
- 西条郵便局
- 伊予三島郵便局
- 川之江郵便局
- 東予郵便局
- 宇和島郵便局
- 大洲郵便局
- 八幡浜郵便局
- 宇和郵便局
- 内子郵便局

### 県人会
- 関東愛媛県人会 （本部：東京都港区）
- 近畿愛媛県人会 （本部：大阪府大阪市西区）

## 生活・交通

### 警察
愛媛県警察本部の管轄にある。以下16警察署が置かれている。

| - 松山東警察署（松山市） - 松山西警察署（松山市） - 松山南警察署（松山市） - 四国中央警察署（四国中央市） - 新居浜警察署（新居浜市） - 西条警察署（西条市） | - 西条西警察署（西条市） - 今治警察署（今治市） - 伯方警察署（今治市） - 伊予警察署（伊予市） - 大洲警察署（大洲市） - 八幡浜警察署（八幡浜市） | - 西予警察署（西予市） - 宇和島警察署（宇和島市） - 久万高原警察署（上浮穴郡久万高原町） - 愛南警察署（南宇和郡愛南町） |

### 海上保安庁

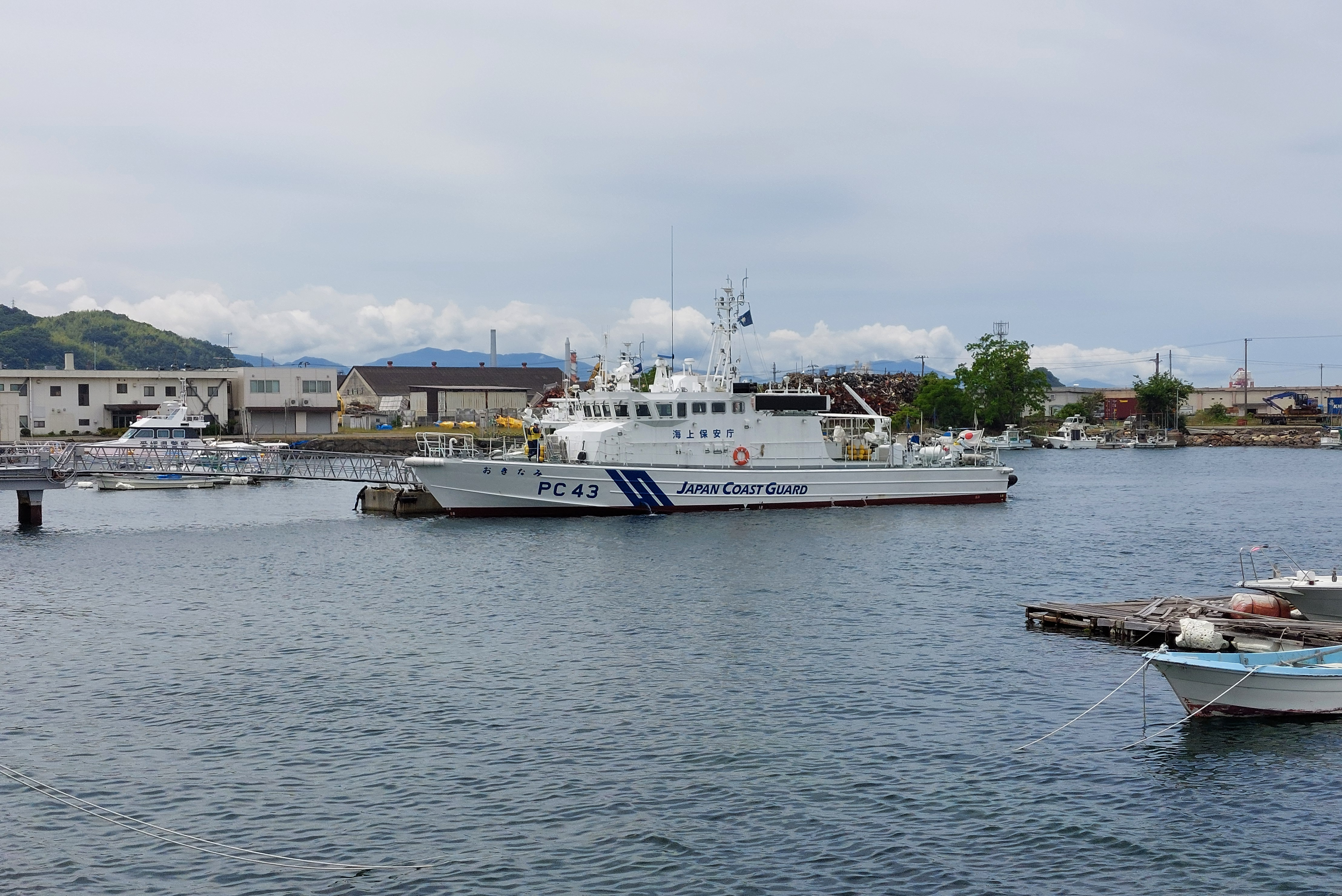
第六管区巡視艇「おきなみ」

第六管区海上保安本部の管轄にある。
- 松山海上保安部（松山市）
- 今治海上保安部（今治市）
  - 新居浜海上保安署（新居浜市）
  - 三島川之江分室（四国中央市）
- 宇和島海上保安部（宇和島市）
- 来島海峡海上交通センター（今治市）

### 交通

#### 航空

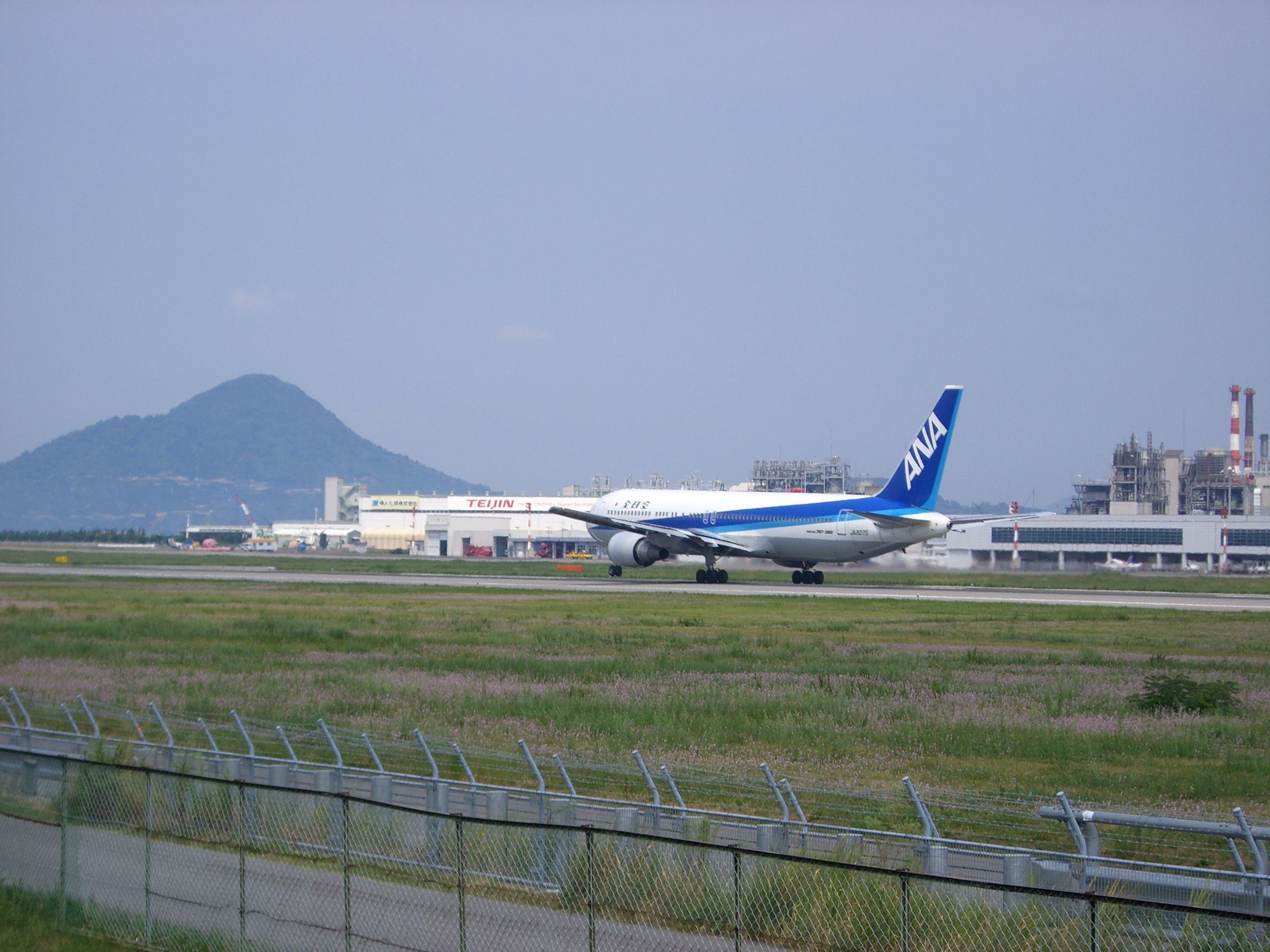
松山空港（MYJ）

現在、愛媛県内にある空港は松山空港のみである。国内線では、東京・成田・大阪・中部・福岡・鹿児島・那覇、国際線では上海/浦東・ソウル/仁川・台北/桃園への定期便が就航している。1959年から1965年までは新居浜市の黒島地区に海上空港があり、大阪・大分へ定期便が就航していた。
- 松山空港（国管理空港）

#### 国内線
| 航空会社                      | 就航地                                       |
| ----------------------------- | -------------------------------------------- |
| 日本航空(JAL)                 | 東京/羽田、大阪/伊丹、福岡、鹿児島           |
| 全日本空輸(ANA)               | 東京/羽田、名古屋/中部、大阪/伊丹、沖縄/那覇 |
| ジェットスター・ジャパン(JJP) | 東京/成田                                    |

#### 国際線
| 航空会社          | 就航地                                        |
| ----------------- | --------------------------------------------- |
| 中国東方航空 (MU) | 中国・上海/浦東（月・金）                     |
| チェジュ航空(7C)  | 韓国・ソウル/仁川（火・木・日）               |
| エバー航空(BR)    | 中華民国（台湾）・台北/桃園（水・木・土・日） |

#### 鉄道

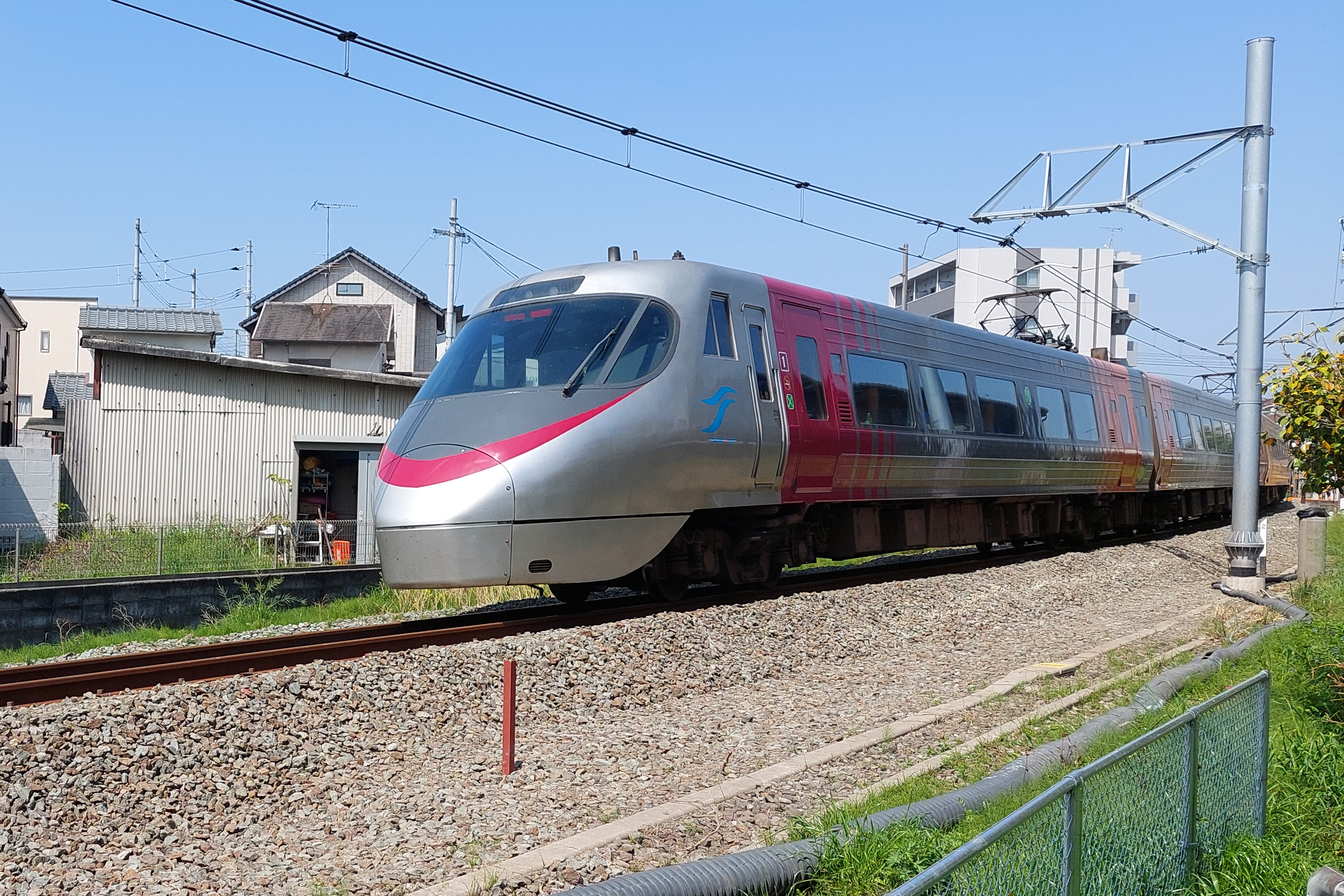
JR四国の特急車両

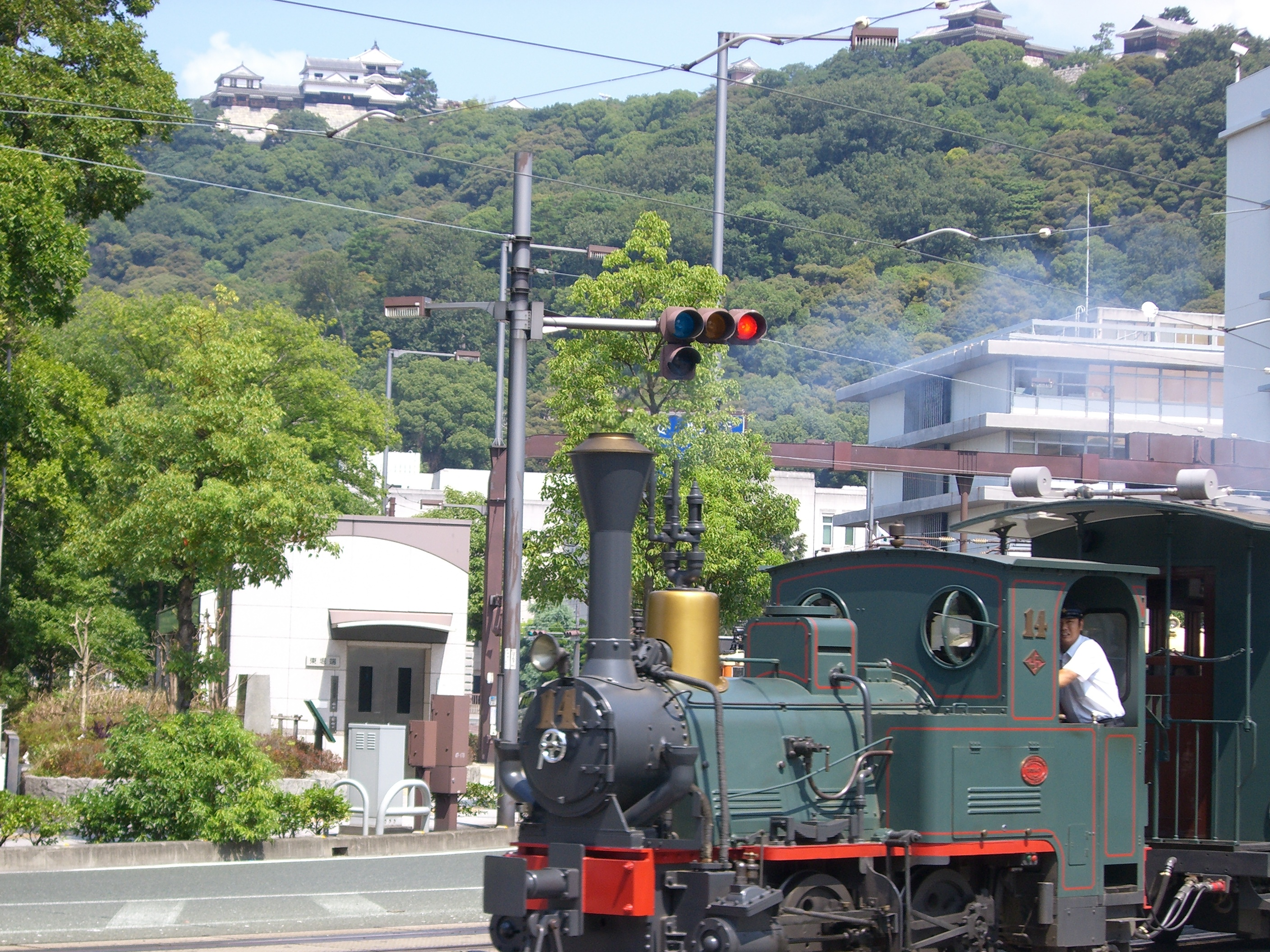
松山城を背景に運行される「坊っちゃん列車」（伊予鉄道松山市内線）

JR線に関しては、予讃線の川之江駅から伊予市駅の区間が電化されており、日中の普通列車の本数は県内全域に亘り毎時1本以下である。また2024年8月まではJR線を保有しない沖縄県を除く46都道府県では唯一、4番線以上の旅客用のホームを保有するJR線の駅が存在しなかった。また、2024年9月のダイヤ改正より、県内における営業列車の運用は臨時列車を除きすべて当日中に終了する（=日付越えの運用は行われていない）ようになった。
- 四国旅客鉄道（JR四国）
  - 予讃線
  - 予土線
  - 内子線
- 伊予鉄道
  - 郡中線
  - 高浜線
  - 横河原線
  - 松山市内線
- 廃線となった路線
  - 伊予鉄道 森松線
  - 住友別子鉱山鉄道 上部鉄道・下部鉄道

#### バス
- 一般路線バス
  - ジェイアール四国バス
  - 伊予鉄バス・伊予鉄南予バス

宇和島自動車特急バス

  - 瀬戸内運輸・瀬戸内海交通・せとうち周桑バス
  - 中島汽船
  - 瀬戸内しまなみリーディング
  - 肱南観光バス
  - 西予市バス（野村ツーリスト）
  - 宇和島自動車
  - 黒岩観光バス（久万高原町に乗り入れている）
  - 四国交通（四国中央市新宮地区に乗り入れている）
- 自治体バス
  - 愛南町コミュニティバス
  - 伊予市福祉バス
  - 上島町有バス
  - 鬼北町営バス
  - 久万高原町営バス
  - 別子山地域バス
  - 松前町ひまわりバス
  - 松野町コミュニティバス
  - 四国中央市福祉バス
  - 大洲市営バス
  - 内子町営バス

#### 航路
- 港湾
  - 川之江港
  - 新居浜港
  - 東予港
  - 今治港
  - 松山港
  - 八幡浜港
  - 三崎港
  - 宇和島港
- 定期旅客航路
  - 青島海運：長浜港 - 青島

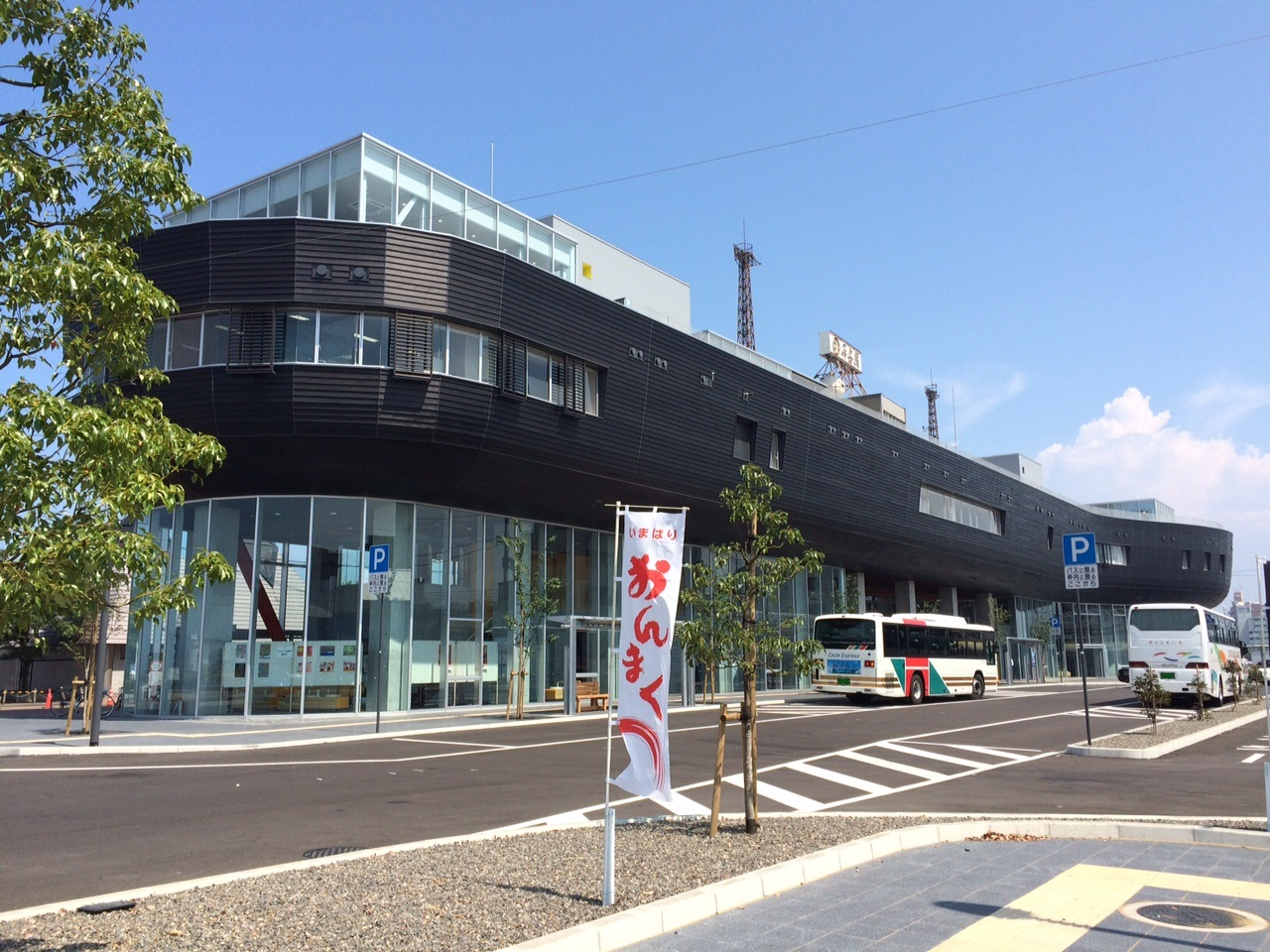
みなと交流センター（今治港）

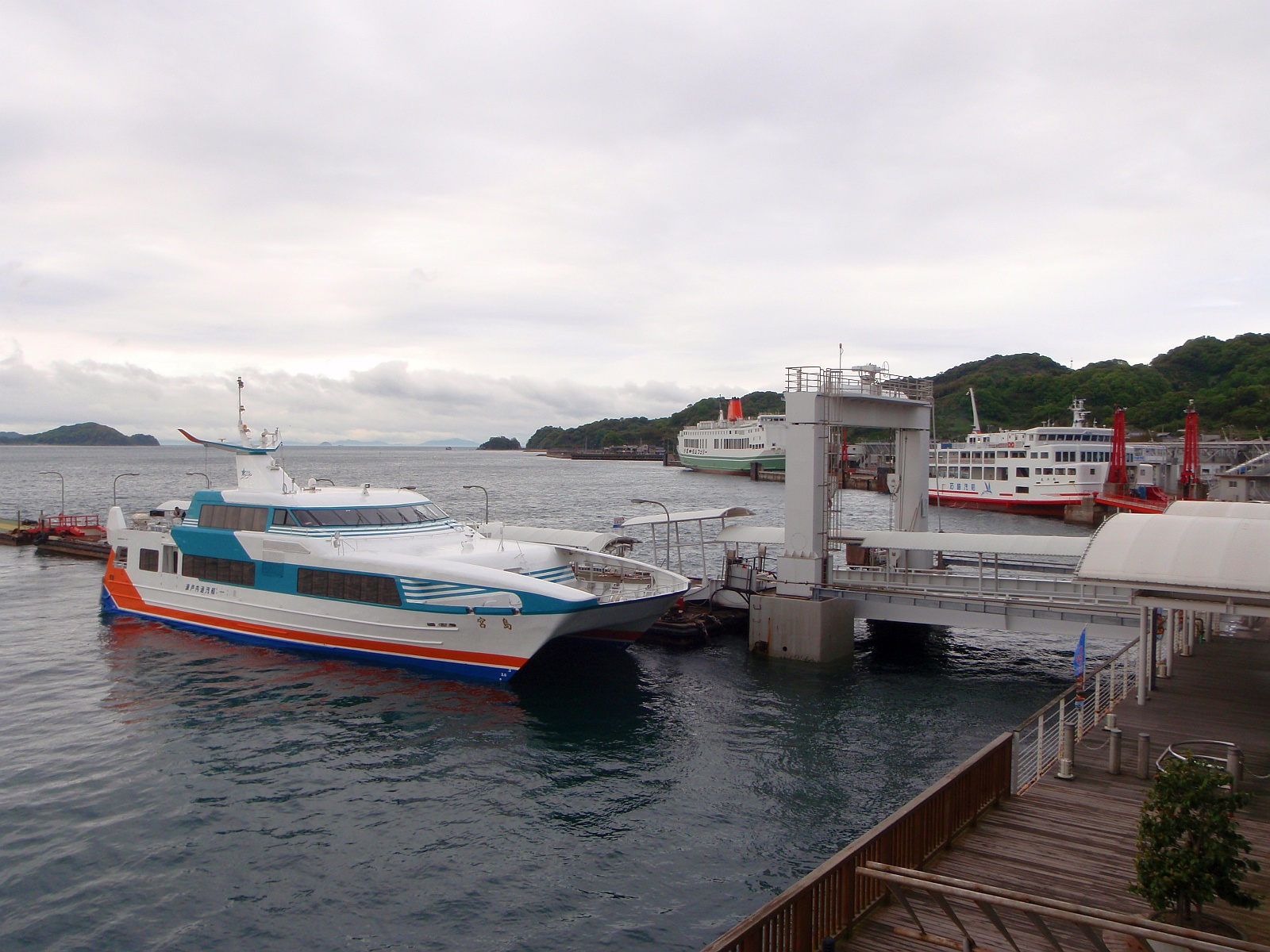
松山観光港高速艇桟橋

  - 石崎汽船・瀬戸内海汽船：松山観光港 - 呉港 - 広島港
  - 今治市営フェリー：今治港 - 関前諸島、大島 - 津島
  - 宇和島運輸フェリー - 八幡浜港 - 別府港、八幡浜港 - 臼杵港
  - えひめ南汽船：宇和島港 - 九島
  - 大三島フェリー：盛港 - 忠海港
  - 大三島ブルーライン：今治港 - 芸予諸島、大三島 - 岡村島
  - 上島町営フェリー：上島諸島 - 土生港、立石港 - 土生港
  - 家老渡フェリー汽船：弓削島 - 因島
  - 協和汽船：今治港 - 大島
  - くるしま：波止浜港 - 来島 - 小島 - 馬島
  - ごごしま：高浜港 - 興居島
  - 国道九四フェリー：三崎港 - 佐賀関港
  - 芸予フェリー：今治港 - 芸予諸島 - 上島諸島
  - 三光汽船：上島諸島 - 金山港
  - シーセブン - 大島：鵜島 - 伯方島
  - 四国開発フェリー：東予港 - 大阪南港、新居浜東港 - 神戸港
  - 盛運汽船 - 宇和島港：日振島 - 戸島 - 嘉島
  - 九四オレンジフェリー：八幡浜港 - 臼杵港
  - 長江フェリー・岩城汽船：長江港 - 土生港
  - 中島汽船：三津浜港 - 忽那諸島、高浜港 - 忽那諸島
  - 新居浜市営渡海船：新居浜港 - 新居大島
  - 土生商船：生名島 - 因島 - 佐木港 - 三原港
  - 防予フェリー・周防大島 松山フェリー：三津浜港 - 伊保田港 - 柳井港

#### 道路

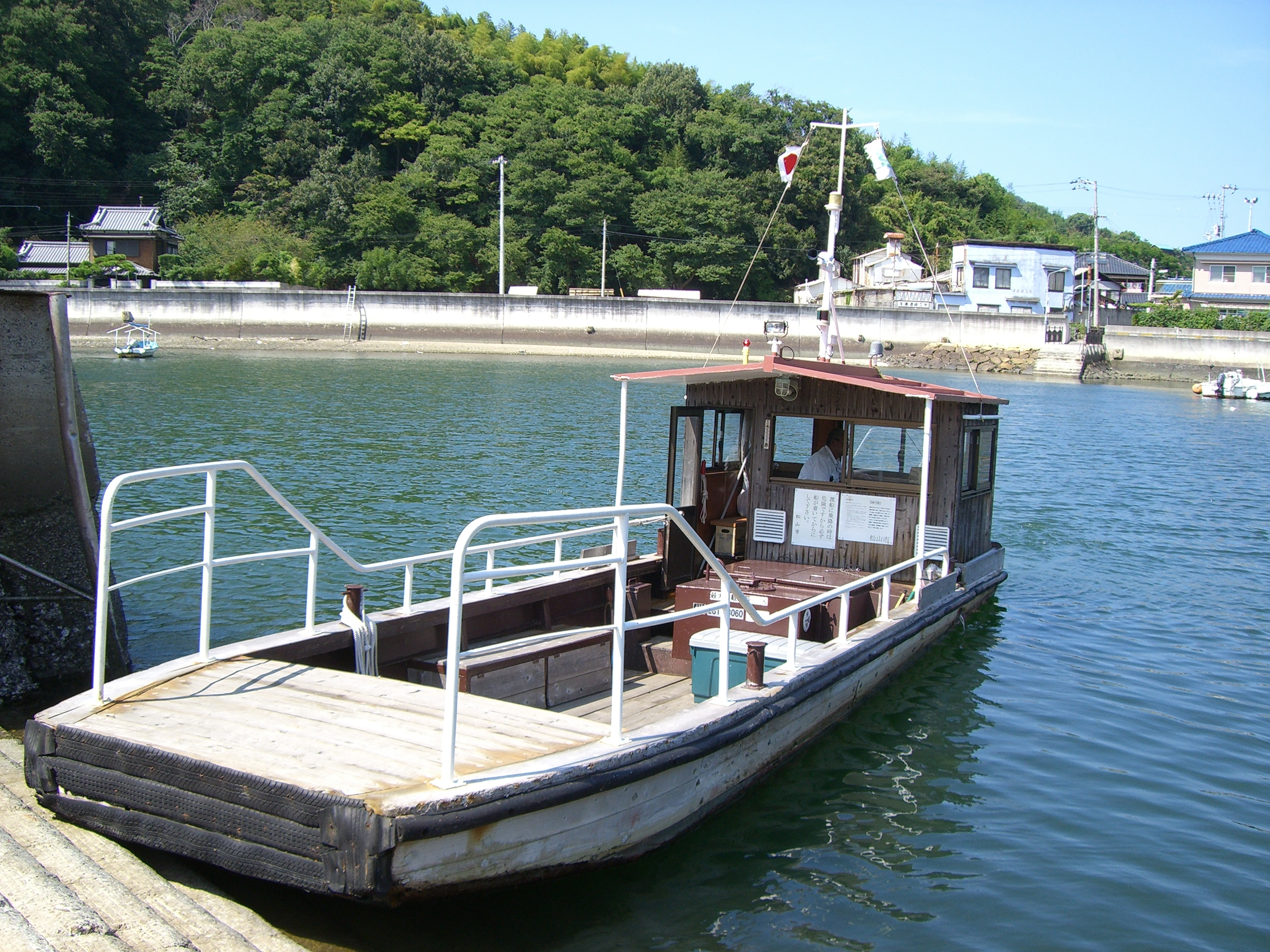
三津の渡し（松山市道：高浜2号線）

- 有料道路
  - 松山自動車道
  - 高松自動車道
  - 徳島自動車道
  - 高知自動車道
  - 西瀬戸自動車道
  - 今治小松自動車道
- 一般国道
（以下の国道は国土交通省四国地方整備局管理）
  - 国道11号
  - 国道33号
  - 国道56号
  - 国道192号
  - 国道196号

（以下の国道は愛媛県管理）
  - 国道194号
  - 国道197号
  - 国道317号
  - 国道319号
  - 国道320号
  - 国道378号
  - 国道379号
  - 国道380号
  - 国道381号
  - 国道437号
  - 国道440号
  - 国道441号
  - 国道494号
- 県道
  - 愛媛県の県道一覧
- 広域農道・農免農道
  - 大洲南部広域農道
  - 越智広域農道
  - 周桑今治広域農道
  - 大崎下島広域農道（広島県と接続）

### 医療・福祉
災害拠点病院
愛媛県災害拠点病院
保育所
愛媛県保育所一覧

### 教育
県内の一部、特に南予地方の公立中学校において、生徒への部活強制加入制度、所謂部活強制の問題が残存している。
大学
国立
- 愛媛大学（松山市）

公立
- 愛媛県立医療技術大学（伊予郡砥部町）

私立
- 岡山理科大学今治キャンパス（今治市）
- 聖カタリナ大学（松山市）
- 松山大学（松山市）
- 松山東雲女子大学（松山市）
- 人間環境大学松山キャンパス（松山市）

短期大学
私立
- 今治明徳短期大学（今治市）
- 環太平洋大学短期大学部（宇和島市）
- 聖カタリナ大学短期大学部（松山市）
- 松山短期大学（松山市）
- 松山東雲短期大学（松山市）

通信制大学
- 放送大学 愛媛学習センター（松山市）

高等専門学校
- 新居浜工業高等専門学校（新居浜市）
- 弓削商船高等専門学校（越智郡上島町）

中等教育学校
県立
- 愛媛県立松山西中等教育学校
- 愛媛県立宇和島南中等教育学校
- 愛媛県立今治東中等教育学校

私立
- 済美平成中等教育学校
- 新田青雲中等教育学校

専修学校
- 愛媛県専修学校一覧

特別支援学校
- 愛媛県特別支援学校一覧

高等学校
- 愛媛県高等学校一覧

中学校
- 愛媛県中学校一覧

小学校
- 愛媛県小学校一覧

幼稚園
- 愛媛県幼稚園一覧

その他教育機関
農業大学校
- 愛媛県立農業大学校（松山市）

海上技術短期大学校
国立
- 国立波方海上技術短期大学校（今治市）

職業能力開発校
県立

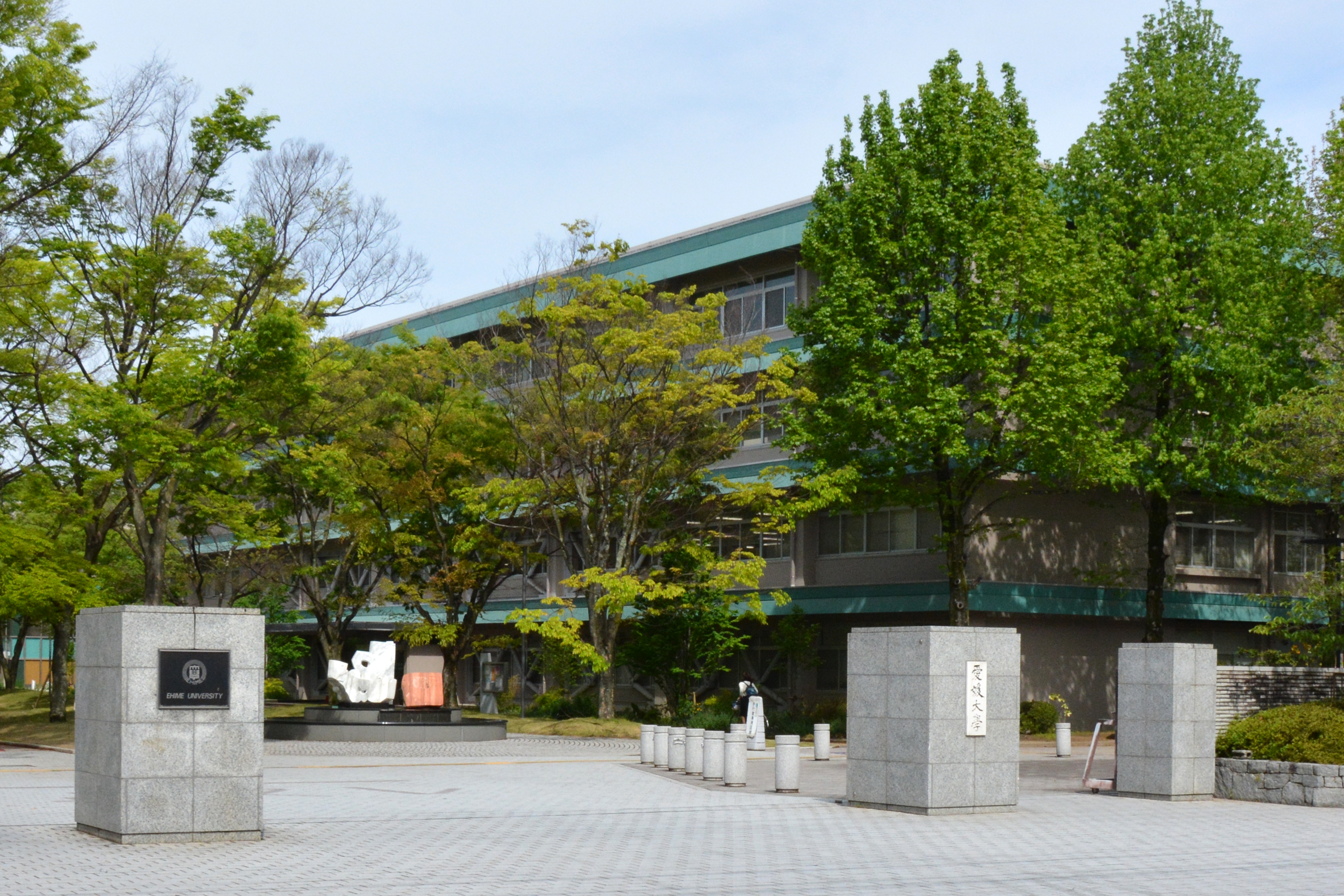
愛媛大学

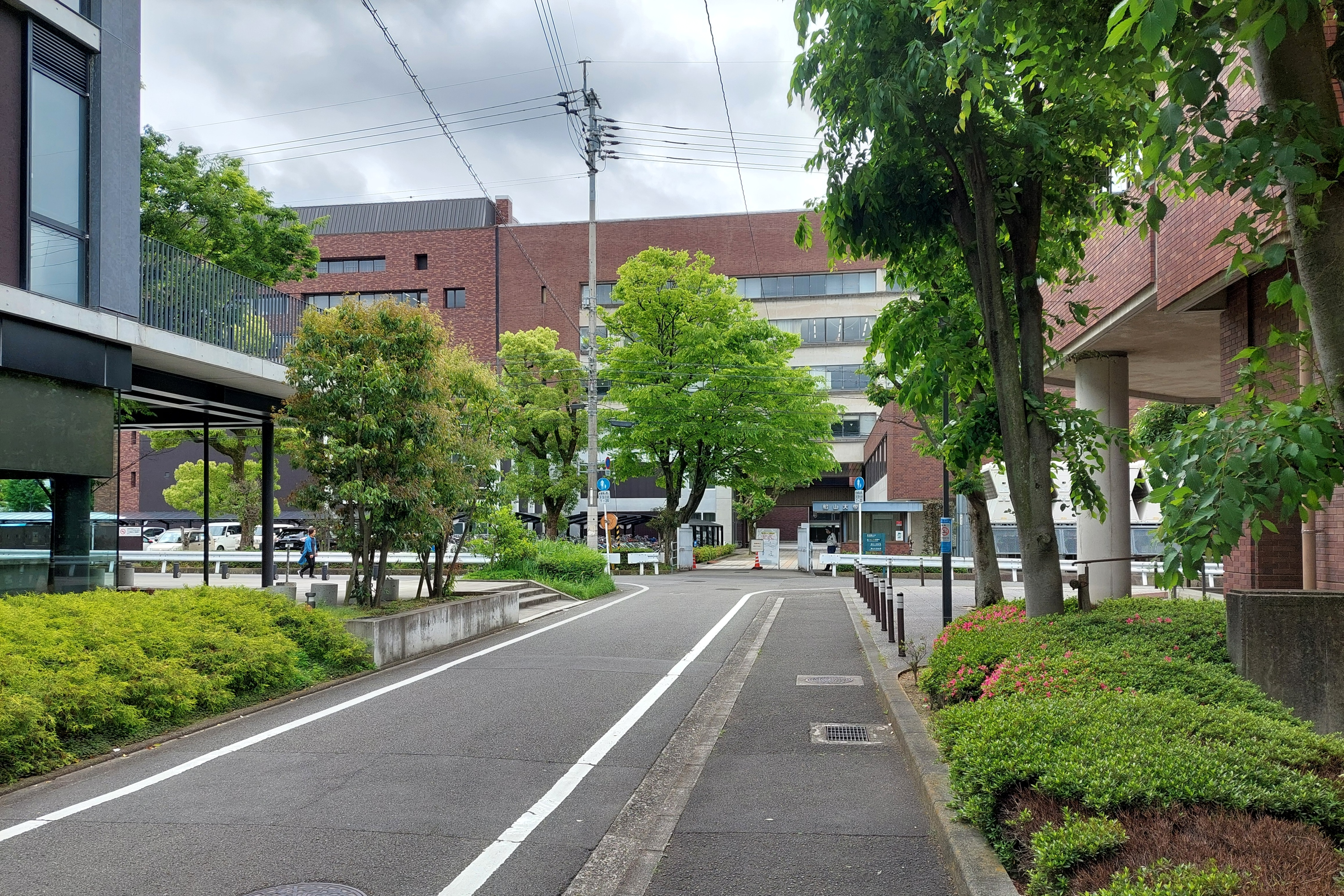
松山大学

- 愛媛県立愛媛中央産業技術専門校（松山市、今治市）
- 愛媛県立新居浜産業技術専門校（新居浜市）
- 愛媛県立宇和島産業技術専門校（宇和島市）

### マスメディア

#### 新聞
- 地方紙
  - 愛媛新聞
- 全国紙
  - 読売新聞
  - 朝日新聞
  - 毎日新聞
  - 産経新聞
  - 日本経済新聞

#### テレビ局

##### 概況
- NHK松山放送局（地上デジタル放送リモコン番号：総合＝1、教育(Eテレ)＝2）
- 南海放送 (RNB)（日本テレビ系列、リモコン番号＝4）
- テレビ愛媛 (EBC)（フジテレビ系列、リモコン番号＝8）
- あいテレビ (ITV)（TBS系列、リモコン番号＝6）
- 愛媛朝日テレビ (eat)（テレビ朝日系列、リモコン番号＝5）

愛媛県ではテレビ東京系列を除く4大キー局系列局が視聴できる。ただし、平成新局であるあいテレビと愛媛朝日テレビは先発局と比べて中継局の数が少なくなっている。
デジタルテレビの親局送信所は伊予市の行道山に置かれている。

テレビ局舎外観
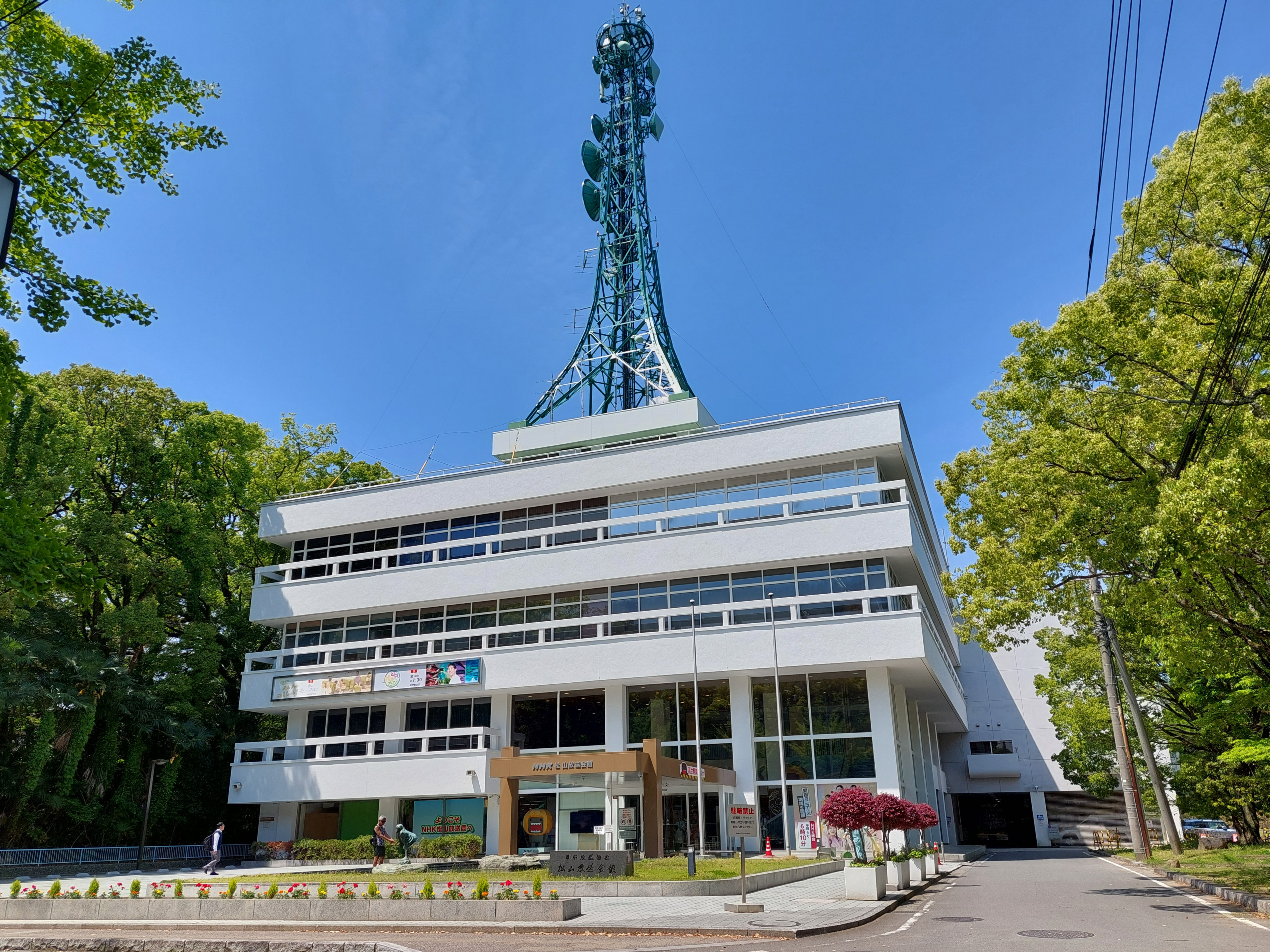
NHK松山放送局 （松山市）
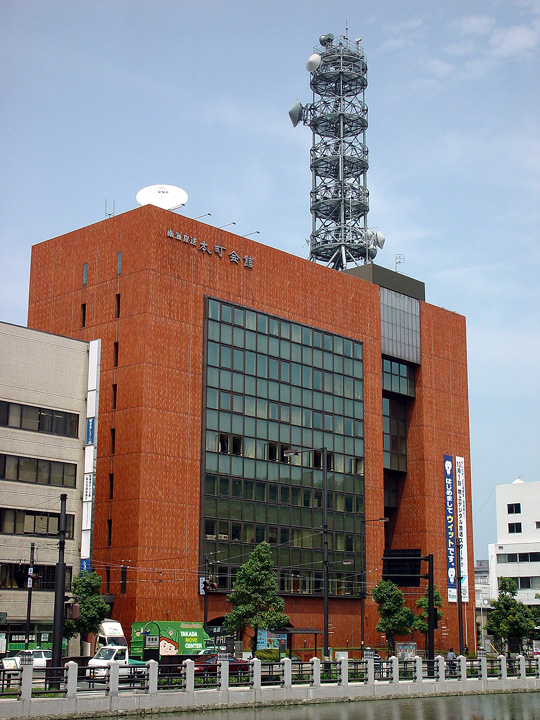
南海放送 (RNB) （松山市）
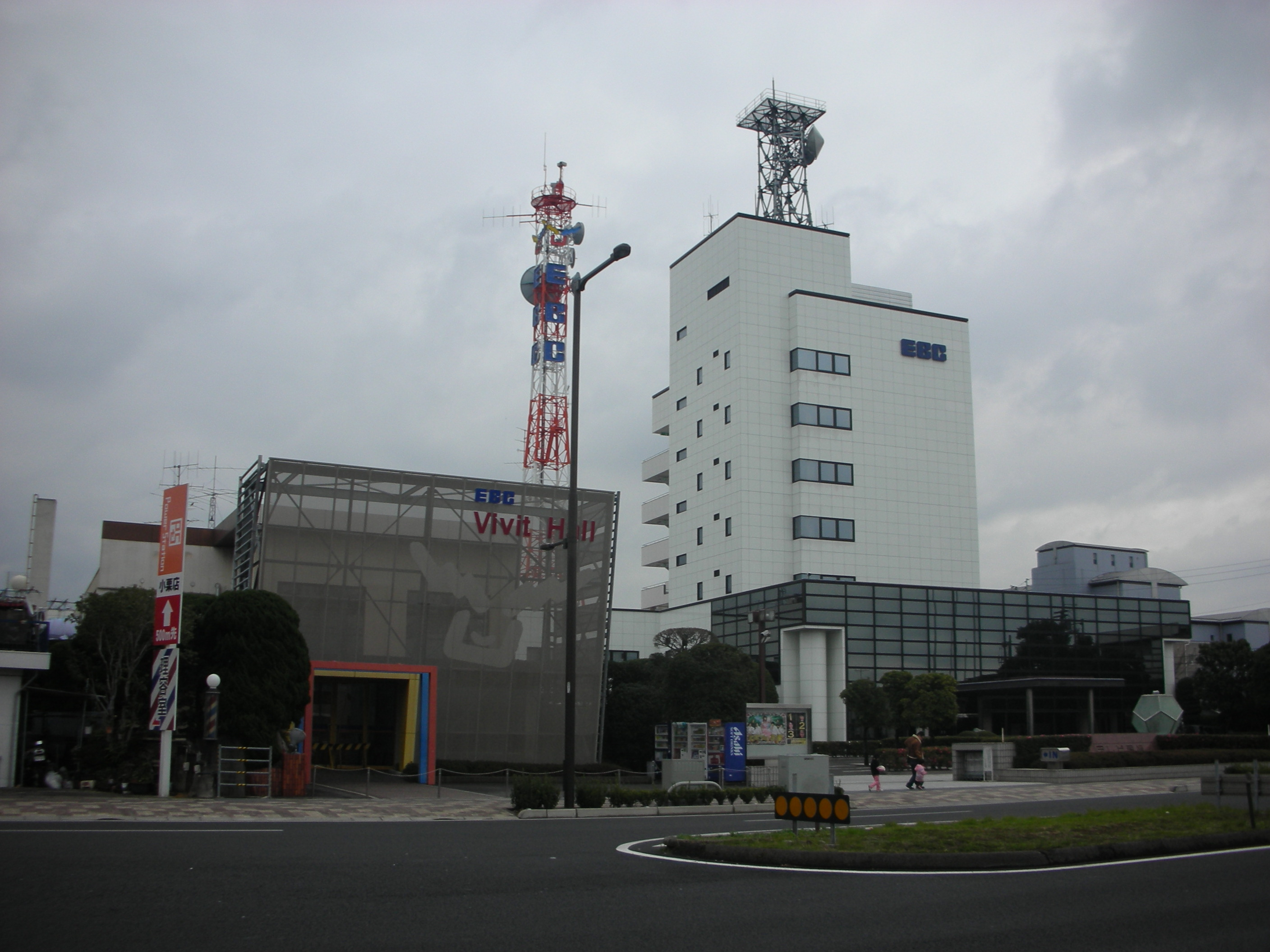
テレビ愛媛 (EBC) （松山市）
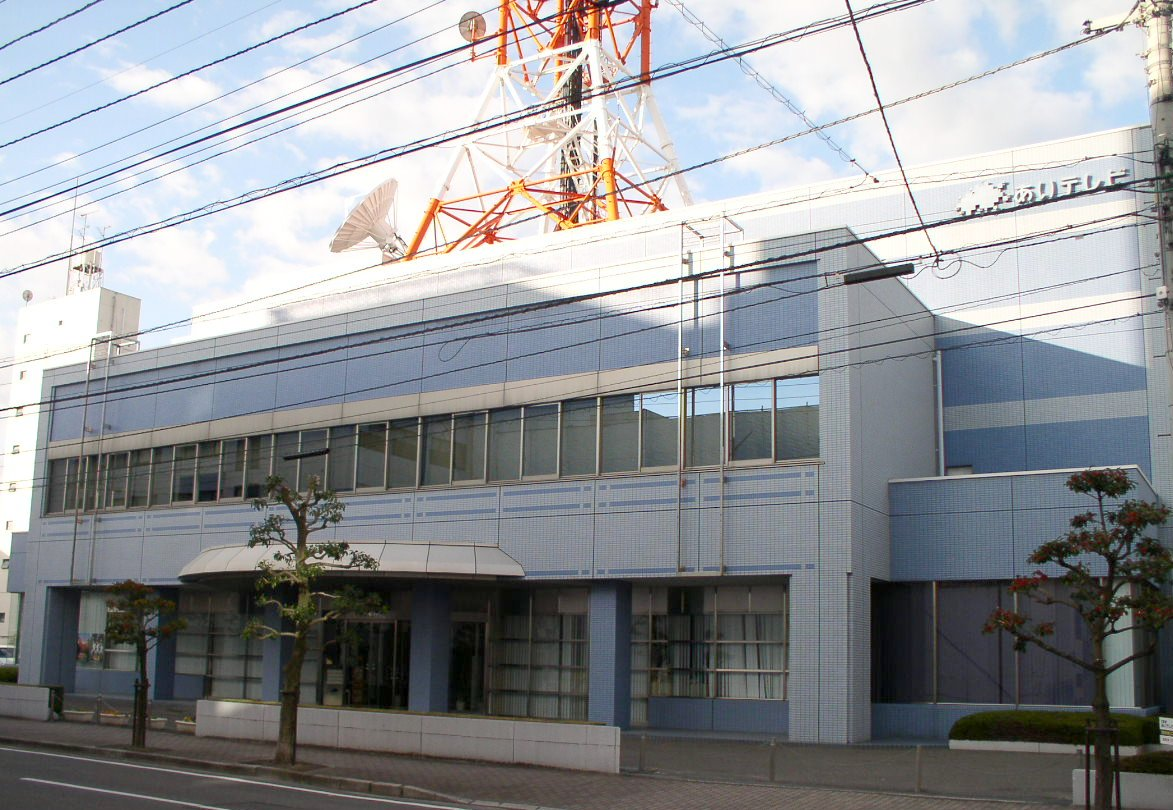
あいテレビ (ITV) （松山市）
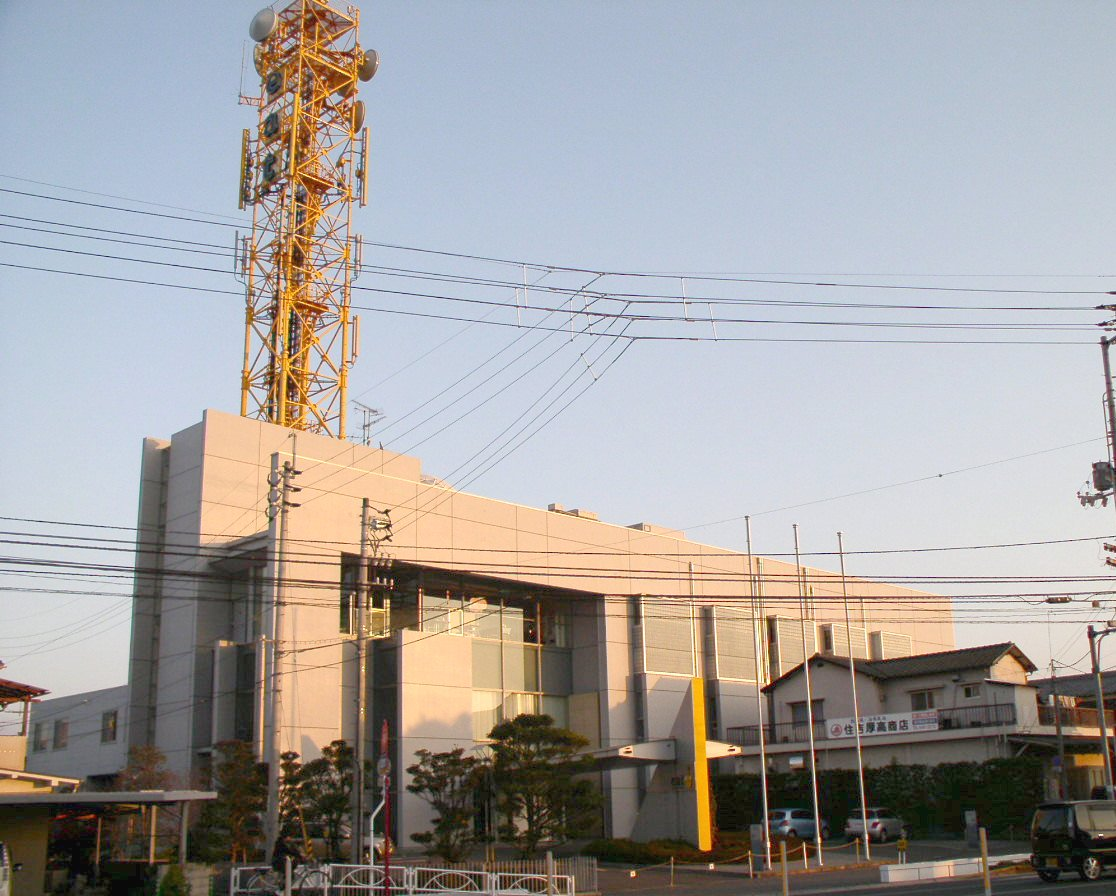
愛媛朝日テレビ (eat) （松山市）

##### 変遷
愛媛県では1957年（昭和32年）5月29日にNHK松山放送局が、翌1958年（昭和33年）12月1日に南海放送がそれぞれVHF波によるテレビ放送を開始した。4年後の1962年（昭和37年）6月1日にはNHK松山がそれまでの総合テレビに加えて教育テレビ(Eテレ)の放送を開始し、結果的にはこれが愛媛県における最後のVHF局となる。そして全国的にUHF局が開局していった1969年（昭和44年）12月10日、愛媛県にとって初のUHF局である愛媛放送（現・テレビ愛媛）が開局した。以降、平成に入るまではテレビ事情に変化は無く、23年間は NHK、日テレ系、フジ系の3局4波時代が続いていた。ところが平成に入ると1992年（平成4年）10月1日にあいテレビが、1995年（平成7年）4月1日に愛媛朝日テレビが開局し、民放の数が一気にそれまでの倍となり、テレビ環境が著しく変化・向上した。その後2006年（平成18年）10月1日、全局一斉に地上デジタルテレビ放送（通称：地デジ）を開始、5年間のアナ・デジ共存期間を経て2011年（平成23年）7月24日にそれまでのアナログ放送を終了し現在に至る。

#### ラジオ局
エフエム愛媛の親局送信所と南海放送のFM補完放送のメイン中継局はデジタルテレビ親局と同じ行道山であるが、NHK-FMの送信所は松山市街地の城山に置かれている。
- AMラジオ局
  - NHK松山放送局
  - 南海放送（JRN・NRN系列、2014年12月1日に、FM放送開始。）
- FMラジオ局
  - NHK松山放送局
  - エフエム愛媛（JFN系列）

#### コミュニティラジオ局
- FMラヂオバリバリ（今治コミュニティ放送）
- FMがいや（宇和島ケーブルテレビが兼営）
- Hello！NEW新居浜FM（ハートネットワーク）

#### ケーブルテレビ局
- 愛媛シーエーティヴィ（松山市、サービスエリアは松山市、東温市、松前町、砥部町、伊予市、久万高原町、愛南町）
- 今治シーエーティーブィ（今治市）
- 上島町CATV（上島町）
- 宇和島ケーブルテレビ（宇和島市）
- ケーブルネットワーク西瀬戸（大洲市）
- 四国中央テレビ（四国中央市）
- 西予CATV（西予市）
- ハートネットワーク（新居浜市、サービスエリアは新居浜市、西条市）
- 八西CATV（伊方町、サービスエリアは伊方町、八幡浜市）

### アマチュア無線FM中継局（レピータ）設置場所・周波数
JR5WA（松山市高縄山）439.40 MHz、1291.38 MHz、2426.22 MHz
西瀬戸内海に四国側から突き出している高縄半島、標高約1000mの高縄山山頂に設置され、愛媛県第一、第二の人口を持つ松山と今治を中継するとともに、西瀬戸内海沿岸地域など広範囲なサービスエリアを有する計画レピータ
JR5WC（久万高原町陣ヶ森）439.82 MHz、1292.82 MHz
皿ヶ嶺連峰県立自然公園内、標高1,200mの陣ヶ森に設置され、県内最高峰に位置している。松山平野と久万高原町を中継するとともに、岡山県西部・広島県・山口県・大分県の瀬戸内海沿岸部もサービスエリアに含めている実質的な広域レピータ。
JR5WK（宇和島市小岩道）439.76 MHz、1292.36 MHz
標高約450mの小岩道（旧津島町）にあり南予の中心都市宇和島と南宇和郡とを中継するレピータ。南予は平地が少なく、また、リアス式海岸のため、都市間の電波伝搬状況が悪く、中継局が不可欠である。
JR5WO（四国中央市呉石高原）439.64 MHz、1292.74 MHz
標高800mの呉石高原にあり、東予の新居浜・四国中央・香川県の西部地域と山村である旧新宮村・別子山村を中継するレピータ。海上伝搬により岡山県西部や広島県東部の沿岸部もサービスエリアに含めている。
JR5WR（大洲市神南山）439.88 MHz、1292.22 MHz、2425.44 MHz
パラグライダーの基地などがある標高710mの神南山にあり、大洲市と西予市・肱川町・内子町などその周辺部を中継するレピータ。久万高原町の一部などもサービスエリアに含めている。
JR5WS（宇和島市泉ヶ森）439.56 MHz、1292.60 MHz、2425.38 MHz
標高約750mの宇和島地域のテレビ送信塔などがある泉ヶ森にあり、宇和島市と鬼北町・松野町などを中継するレピータ。その標高から対岸の大分県南部の沿岸部もサービスエリアに含めている。
JR5WW（西条市横峰寺）439.96 MHz
標高約780mの横峰寺の上にあり、西条・今治を中継するレピータ。その標高から燧灘方面もサービスエリアに含めている。
JR5WX（伊方町見晴山）439.52 MHz、1292.66 MHz
佐田岬の中間点、見晴山（標高約400メートル）にあり、佐田岬半島の各町と八幡浜市や伊予灘・宇和海沿岸の市町とを中継するレピータ。そのロケーションから松山や大分県東沿岸地域もサービスエリアに含めている。
JR5WY（愛南町御荘中浦）439.62 MHz
標高約200mの旧御荘町中浦にあり、リアス式海岸のため電波状況が悪い愛南地域一帯を中継する局部レピータ
JR5VL（伊予市秦皇山）439.20 MHz、1291.56 MHz
標高約870mの中山地区のテレビ送信塔などがある秦皇山にあり、松山平野と旧中山町・旧広田村・内子町など山村を中継する計画レピータ。そのロケーションから久万高原町の一部や広島県西部・山口県・大分県瀬戸内海沿岸地域もサービスエリアに含めている。
JP5YCF（松山市大峰ヶ台）439.62 MHz、1292.62 MHz
愛媛県の人口の3分の1以上を有する松山平野間の中継を担う局部レピータ。JR松山駅の西側にある標高130メートルの大峰ヶ台に設置されている。
JP5YCG（上島町魚島城山）439.90 MHz、1292.56 MHz
瀬戸内海燧灘のほぼ中央にある孤島で、釣り客が訪れる魚島の城山展望塔（標高150メートル）に設置されており、魚島の集落は広島県側に向いているため、旧魚島村と愛媛県東予全域を中継するレピータ。標高はあまりないものの強力な海上伝搬のため、香川県西部やしまなみ海道もサービスエリアに含めている。
JP5YCI（西予市金剛岩）439.70 MHz
野村地域のテレビ送信塔がある金剛岩（標高約500メートル）にあり、山間部の野村地域と大洲市などを中継するレピータ。その標高から肱川町の一部などもサービスエリアに含めている。
JP5YCJ（八幡浜市郷）1292.02 MHz
八幡浜市の西部の標高約300メートルの郷（峠）にあり、八幡浜市と大洲市を中継する局部レピータ。
日本アマチュア無線連盟 (JARL) を免許人とするアマチュア無線用中継局が県内各所に設置されており、運営・管理はJARL直轄局である JR5WA を除きJARL愛媛県支部と密接な関係にある愛媛レピータ研究会がボランティアで行っている。愛媛県の地形は西日本最高峰の石鎚山を有するなど急峻な山が多く、かつ、南予のリアス式海岸など都市・集落間の通信を妨げる要因が多彩に存在するため、それらをカバーするように設置されているところに特色がある。

## 文化・スポーツ

### 県民気質と文化的背景
江戸時代に、伊予八藩と呼ばれるように、多くの藩が分立したため、地域ごとに微妙に異なる文化が息づいている。この点、同じ四国内でも一藩であった高知県（土佐、土佐藩）や徳島県（阿波、徳島藩）、三藩（高松藩、丸亀藩、多度津藩）であった香川県（讃岐）と状況を異にしている。
明治時代以降の地理的区分である、東予、中予、南予という三区分も文化的背景を語るには欠かせない要素となっている。
愛媛の人の気質は、端的にいえば保守的である。
古くから山の幸、海の幸が豊富であったため、郷土料理といえるものが少なくない。
住民の気質も、今日ではかなり薄まったといわれるが、東予、中予、南予で若干異なる。
たとえ話で、100万円あったら、東予の人はそれを元手に商売を始め、2倍3倍に増やそうとする、中予の人はそれを預けて金利を趣味に充て、温泉三昧の生活を夢見る、南予の人は一晩で使い切るような大散財をする（特に酒宴）、と評される（同様の話は、四国四県にもあり、高知県の喩えは南予に似ている）

### 方言
愛媛県内の方言は伊予弁と呼ばれるが、地域によって違いがある。夏目漱石の小説『坊っちゃん』などの影響で「ぞなもし」が有名だが、これは松山市の方言であり、しかも現在の松山市では一部の年配者が使う「ぞな」にかろうじて形跡を感じられる程度で、一般には使われない。伊予弁はアクセントの地域差が大きく、東予・中予では京阪式アクセント、南予では東京式アクセント、大洲では崩壊アクセントである。語彙・表現では東予東部は讃岐弁、東予西部は広島弁、中予は関西弁、南予は幡多弁との関係が窺える。

### 食文化

#### 郷土料理
- 麦味噌 - 愛媛県は全国の裸麦の生産の4割を占め、特に松山平野で水稲の裏作として作付される。こうした麦を用いた麦味噌の工場30か所余が愛媛県内各地に分布している。麦を多量に用いるため、含まれる麹の量もやや多くなり、発酵が進み、独特の甘みを持った味となる。製造所によって独特の味があるが、一般的に県内でも南になるほど、甘みが増すといわれる。伊予さつまなど、味噌を使った郷土料理もある。
- 醤油 - 味噌同様、南になるほど甘みが増す傾向にあり、他県の人が「砂糖醤油」と評することもあるほどである（実際作る過程で砂糖を入れることがある）

#### 特産品・名産品

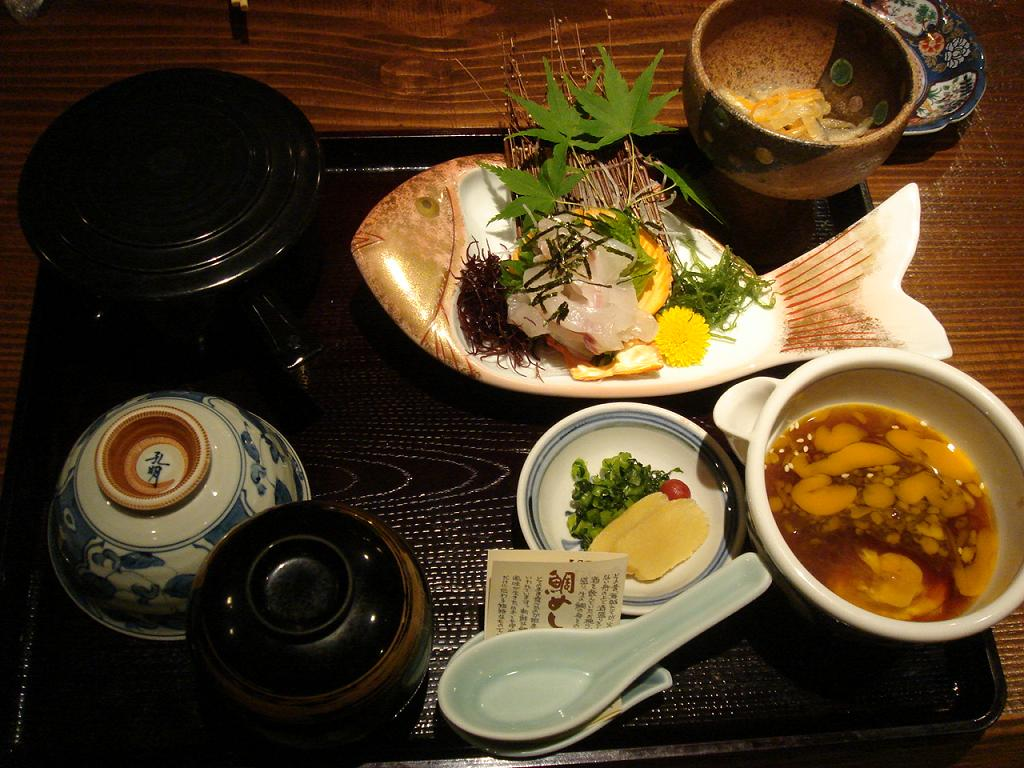
南予の鯛めしの一例

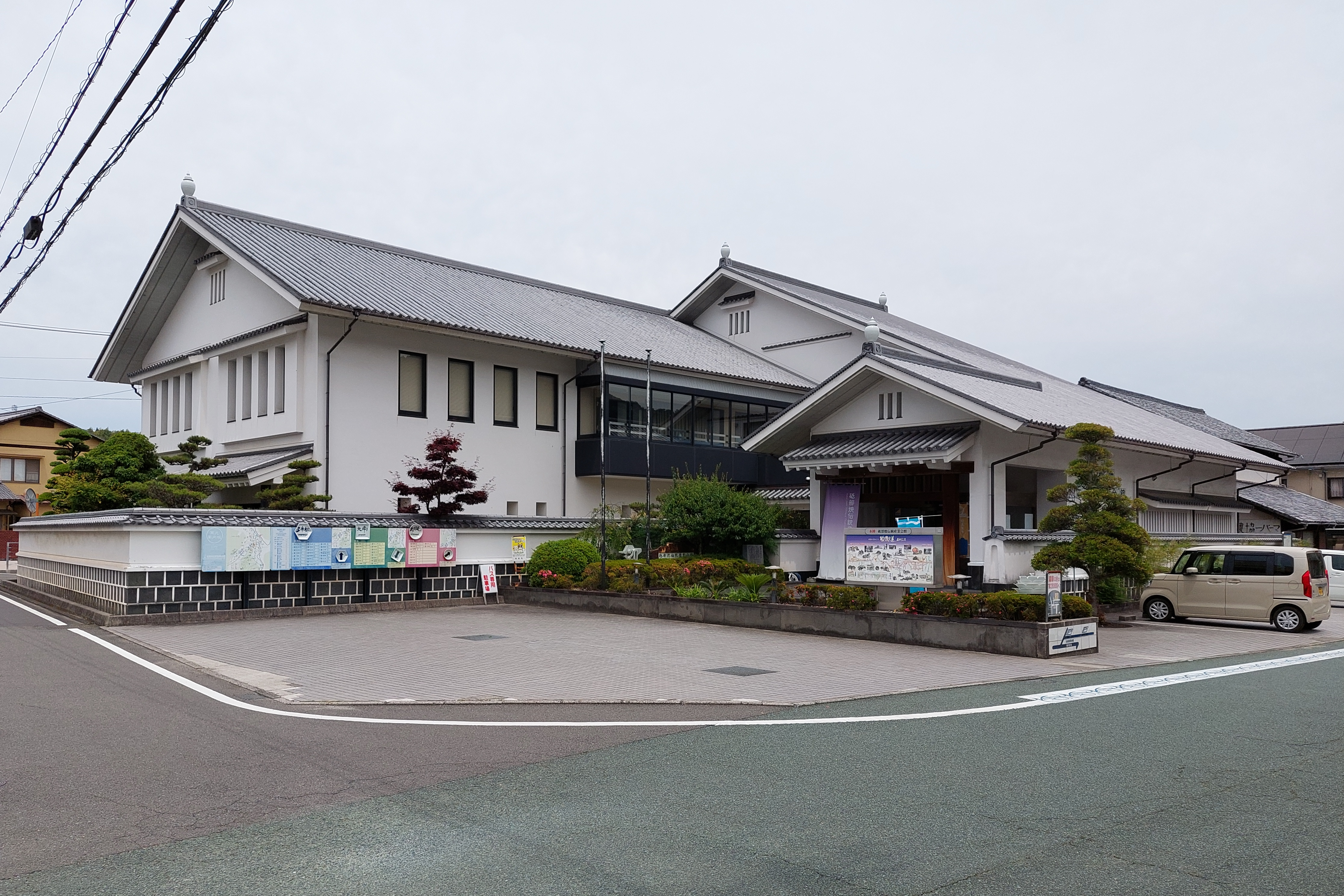
砥部焼伝統産業会館

- 五色そうめん
- うどん
- 鯛めし
- ふぐざく
- えび天
- せんざんき
- 鉄板焼き鳥
- じゃこ天・かまぼこ
- ポンジュース
- いもたき
- タルト

- 薄墨羊羹
- ガンス
- 坊っちゃん団子
- 醤油餅
- 母恵夢
- 別子飴
- 梅錦
- 伊予牛絹の味
- みかん
- いよかん
- 削りかまぼこ

### 伝統工芸
経済産業大臣指定伝統的工芸品
砥部焼（陶磁器、1976年）
大洲和紙（和紙、1977年）
伝統工芸品

### スポーツ
- 愛媛FC（サッカー・Jリーグ）
- 愛媛FCレディース（サッカー・なでしこリーグ）
- FC今治（サッカー・Jリーグ）
- 愛媛マンダリンパイレーツ（独立リーグ野球・四国アイランドリーグplus）
- 新国際空手道連盟 芦原会館
- 愛媛オレンジバイキングス（バスケットボール・ジャパン・プロフェッショナル・バスケットボールリーグ）
- 愛媛プロレス

## 観光

### 有形文化財建造物

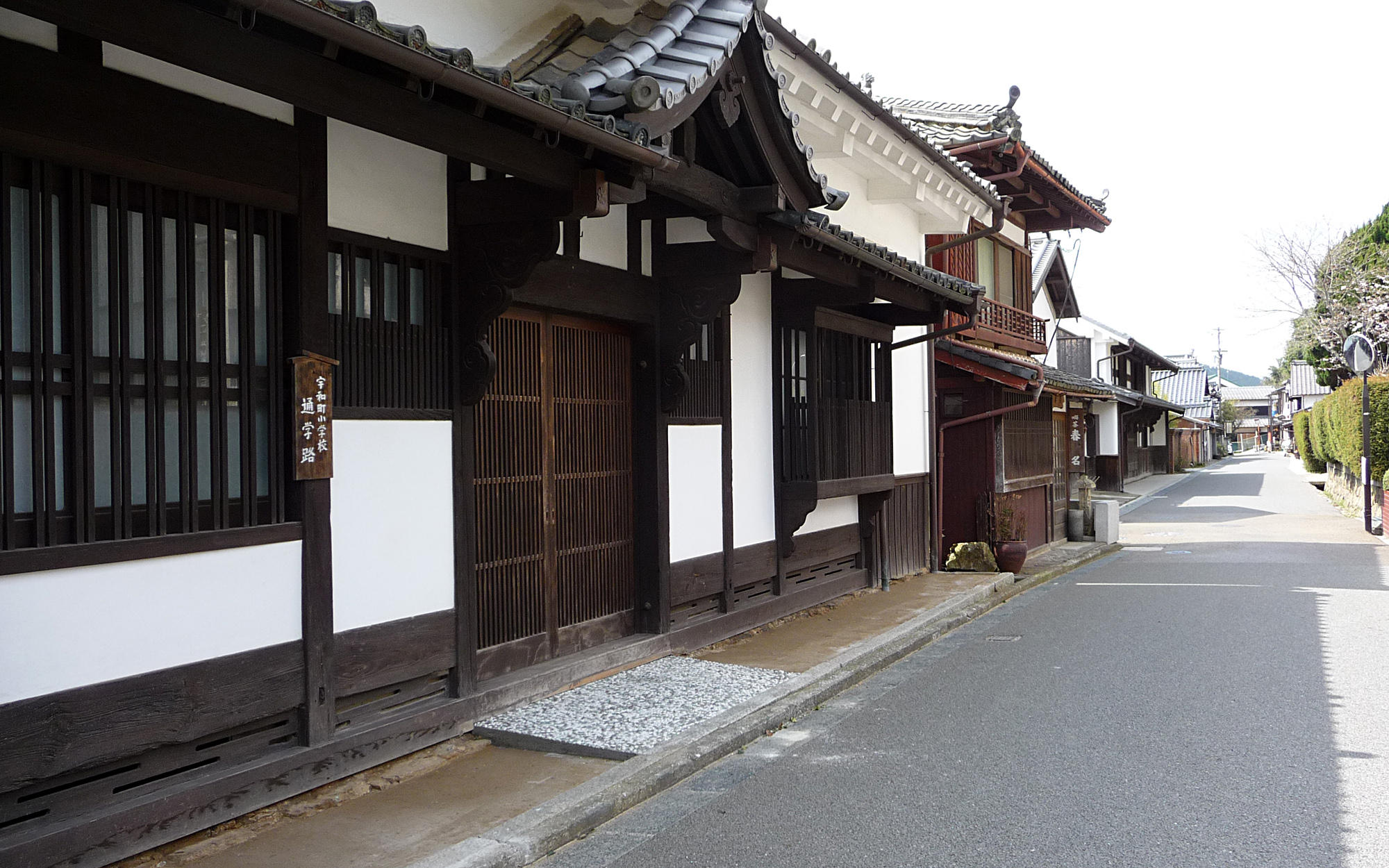
宇和町卯之町の町並み

- 国宝
  - 石手寺 - 二王門
  - 太山寺 - 本堂
  - 大宝寺 - 本堂
- 重要伝統的建造物群保存地区
  - 八日市護国 （内子町）
  - 宇和町卯之町 （西予市）

### 史跡・旧跡

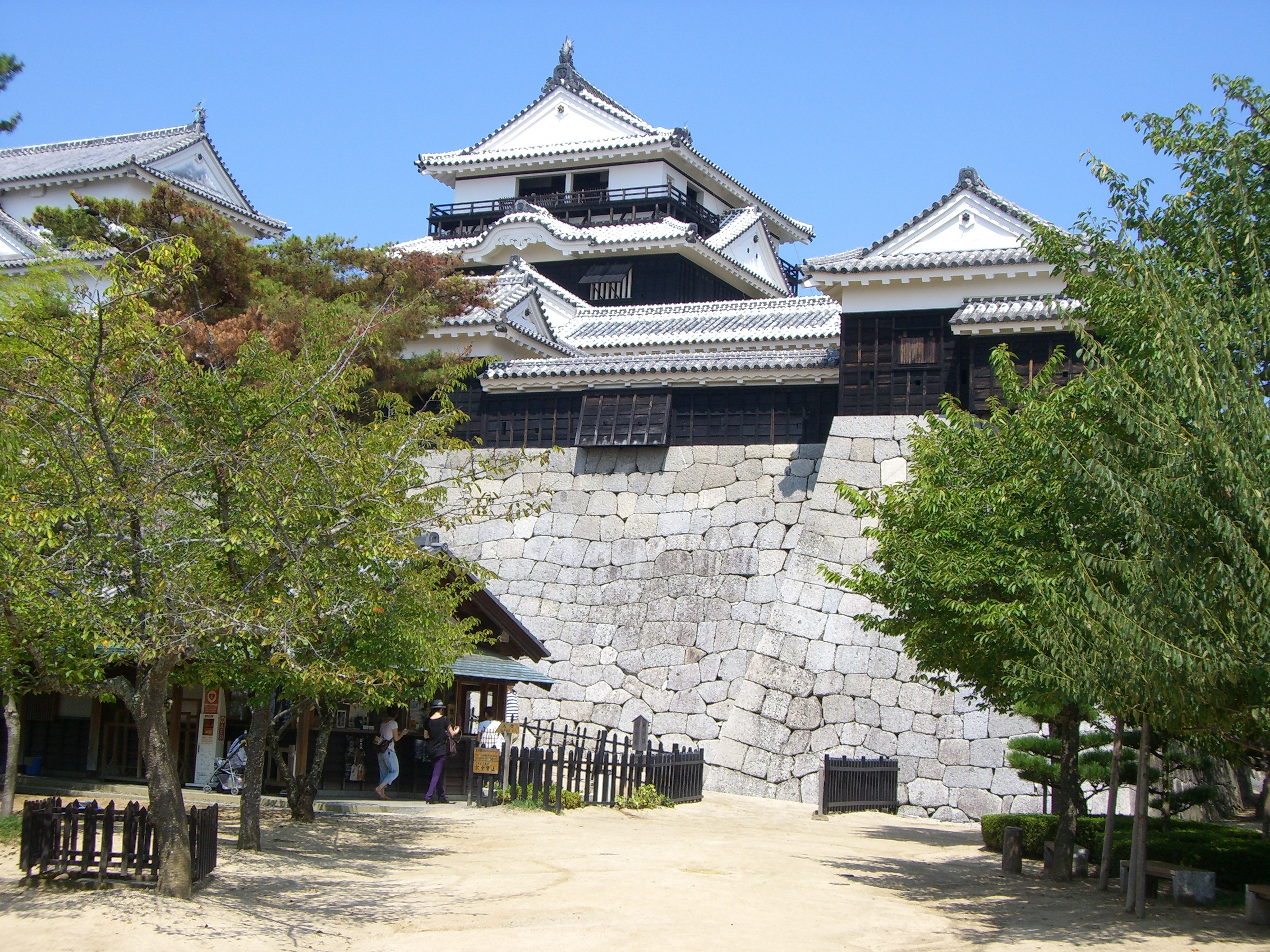
松山城（国の史跡・重要文化財）

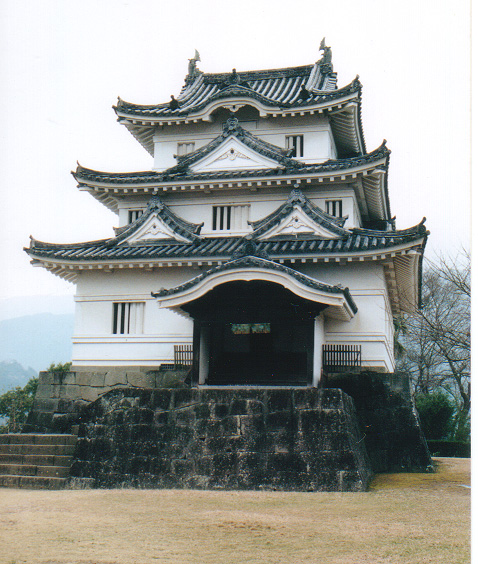
宇和島城（国の史跡・重要文化財）

松山城
豊臣秀吉の朝鮮出兵の際に水軍の将であった加藤嘉明が、1602年（慶長7年）に築城を開始した広大な平山城であり、城山公園全体は国の史跡で、建造物21棟は国の重要文化財に指定されている。黒船来航の翌年に当たる1854年（安政元年）に、15万石の親藩松平家により本壇の天守群が再建されたため、代表紋章は葵の御紋。城山の樹叢（樹林）は、県指定天然記念物。登城客の利便のため、城山索道が設置されている。日本100名城、美しい日本の歴史的風土100選（道後温泉とともに）、日本さくら名所100選、日本の歴史公園100選などの指定も受け、標高150mの松山城天守からの眺望も素晴らしく、松山市のランドマークであるとともに愛媛県を代表する観光名所である。日本に12か所しかない現存天守の一つ。
宇和島城
伊達家10万石の居城。日本100名城。大名庭園の天赦園も現存。日本に12か所しかない現存天守の一つ。
今治城
藤堂高虎が築いた日本三大水城で、日本100名城。
大洲城
日本100名城
湯築城
道後温泉近くの中世の城郭の縄張りが残る、日本100名城
大山祇神社

### 名所

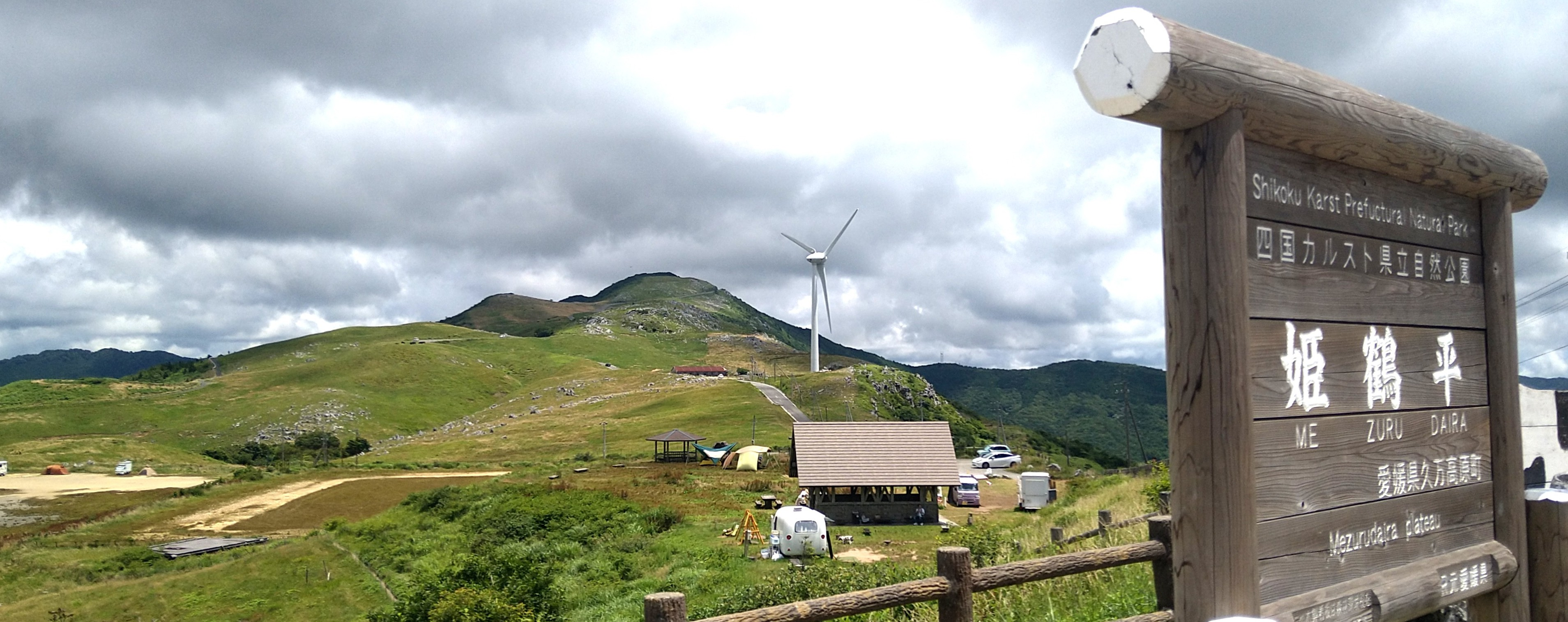
四国カルスト

- 四国カルスト（西予市・久万高原町・内子町）

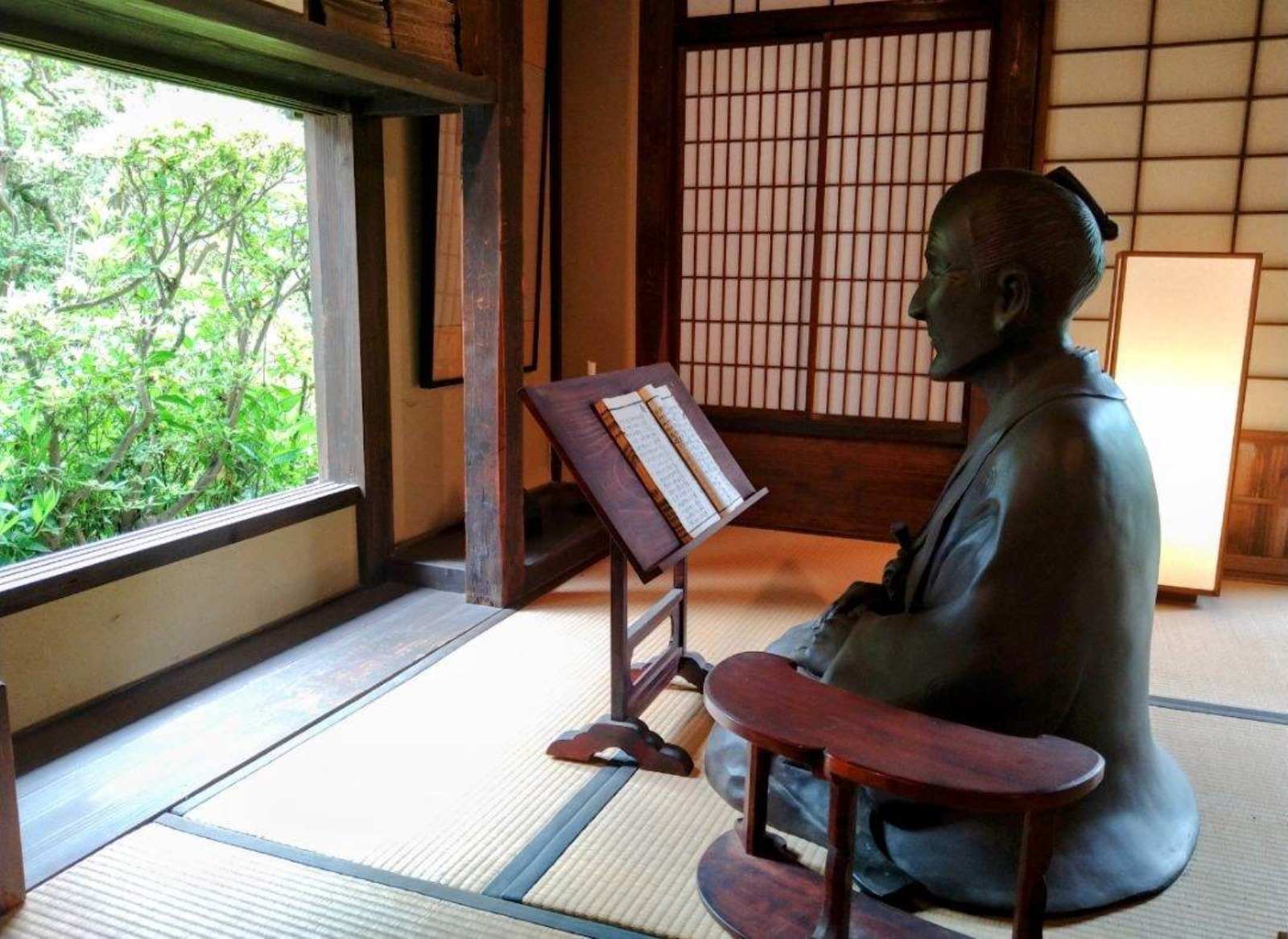
県史跡近藤篤山旧邸

- 面河渓（久万高原町）
- 天赦園（宇和島市）
- せと風の丘パーク（伊方町）
- 内子座（内子町）
- 開明学校（西予市）
- 滑床渓谷（松野町）
- 滑川渓谷（東温市）
- 北条鹿島（松山市）
- 来島海峡展望館（今治市）

- 県史跡近藤篤山（とくざん）旧邸（西条市）
- 具定展望台（四国中央市）

### 温泉
道後温泉郷に代表されるように古くから天然温泉が親しまれている。
- 道後温泉（松山市）
  - 日本三古湯の1つであり3000年以上の歴史を持つと言われている。
- 湯ノ浦温泉（今治市）
  - 国民保養温泉地の1つ
- 鈍川温泉（今治市）
- 本谷温泉（西条市）

### 祭事・催事

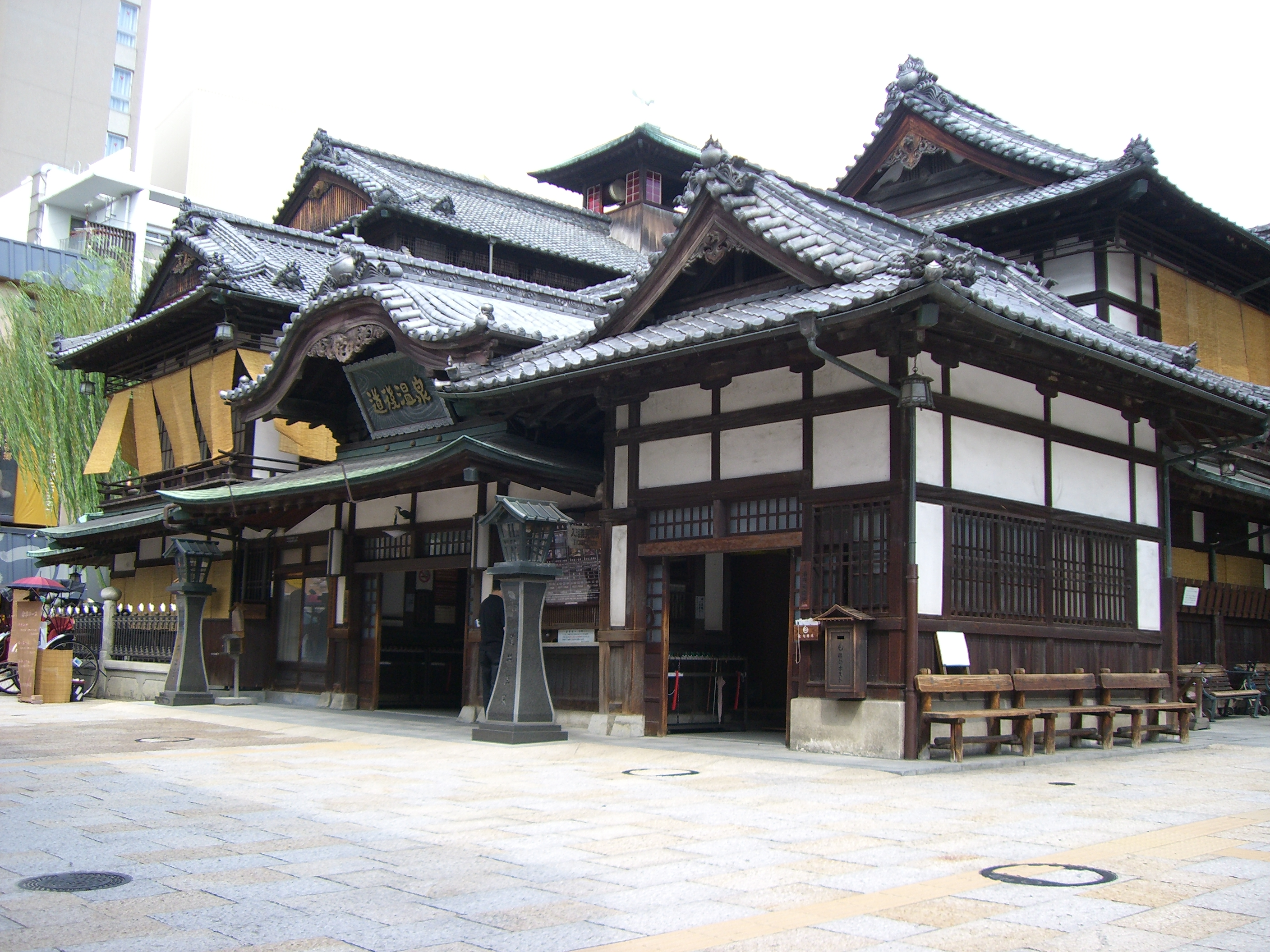
道後温泉本館（重要文化財）

- 道後温泉まつり （毎年4月19・20・21日）道後温泉おどり、時代絵巻パレードなどが見所
- 松山まつり （毎年8月11・12・13日）野球拳を基にした野球拳おどり、野球拳サンバが松山市街を練り歩く
- 松山春まつり （毎年4月第一週目の金・土・日曜日）桜が満開のこの季節に、松山城周辺で行われる。大名行列や茶会、本家野球拳全国大会、地元学生らによる催し物が見所。

#### 新居浜太鼓祭り
毎年10月16・17・18日。

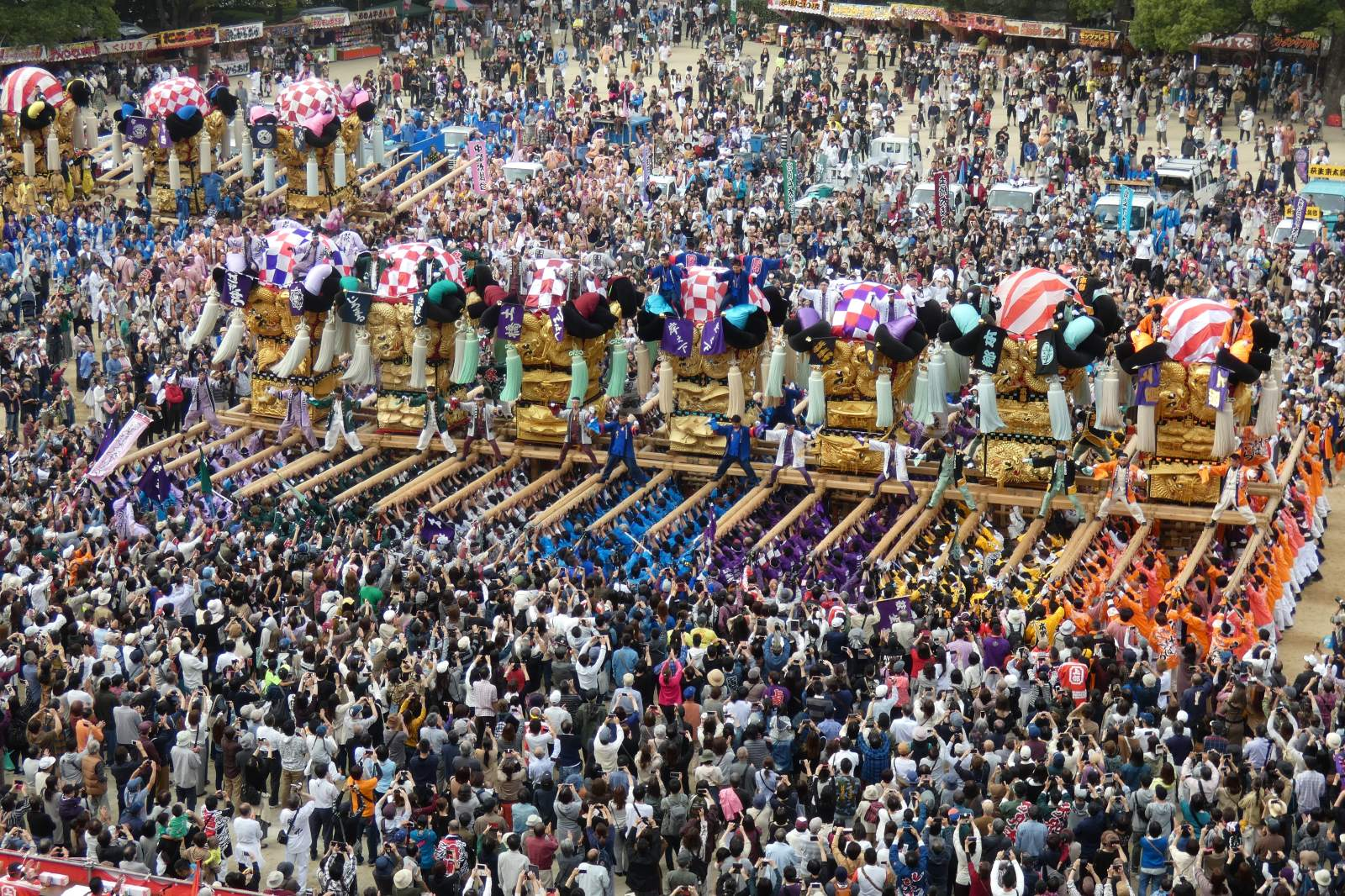
新居浜太鼓祭り

総勢50台の太鼓台が町を練り歩く祭り。明治時代に町の発展と共に大きく豪華になり、市外の太鼓台にも影響を与えている。
市内5つの地区ごとに集まりかきくらべが行われ、毎年数十万人という観光客が訪れるほど人気を誇っていたが、現在は10万人程度に落ちている。
16日早朝の内宮神社宮出しの大階段かき上げはまだ夜が明けない内の行事だが、多くの観客で神社が埋めつくされる。
17日午前の国領川河川敷、17日午後の山根グラウンド、17日夕方の工場前、17日夕方の多喜浜駅前、18日午前の大江浜、18日午後の一宮神社、18日午後の八旛神社などで行われるかきくらべは多くの観客で賑わう。
隔年の18日午前に川西地区の新居浜港で行われる船御幸は一宮神社の神輿の船渡御に合わせて、太鼓台を台船に乗せてお供をする行事。近年では川東地区の新居浜東港においても川西地区の翌年に船御幸が行われるようになった。
阿波踊り、よさこいに並ぶ『四国三大祭』の1つである。

#### 土居太鼓祭り
毎年10月13・14・15日。
14日にふるさと広場で行われる、総勢14台の太鼓台による寄せ担きが見所
15日に関川地区で行われる鉢合せと呼ばれる太鼓台同士の喧嘩も見応えがある。

#### 西条祭り
開催日は神社によって異なり、嘉母神社では毎年10月体育の日の前々日・前日、石岡神社では毎年10月14・15日、伊曽乃神社では毎年10月15・16日となっている。
山車は京都の祇園祭に通ずるところがあり、だんじりや太鼓台や神輿などによる練り廻しや担き比べが見所

#### うわじま牛鬼まつり
毎年7月22・23・24日。
牛鬼パレードがある。

### 観光スポット・テーマパーク
- 愛媛県立とべ動物園（砥部町）
- えひめこどもの城（松山市）

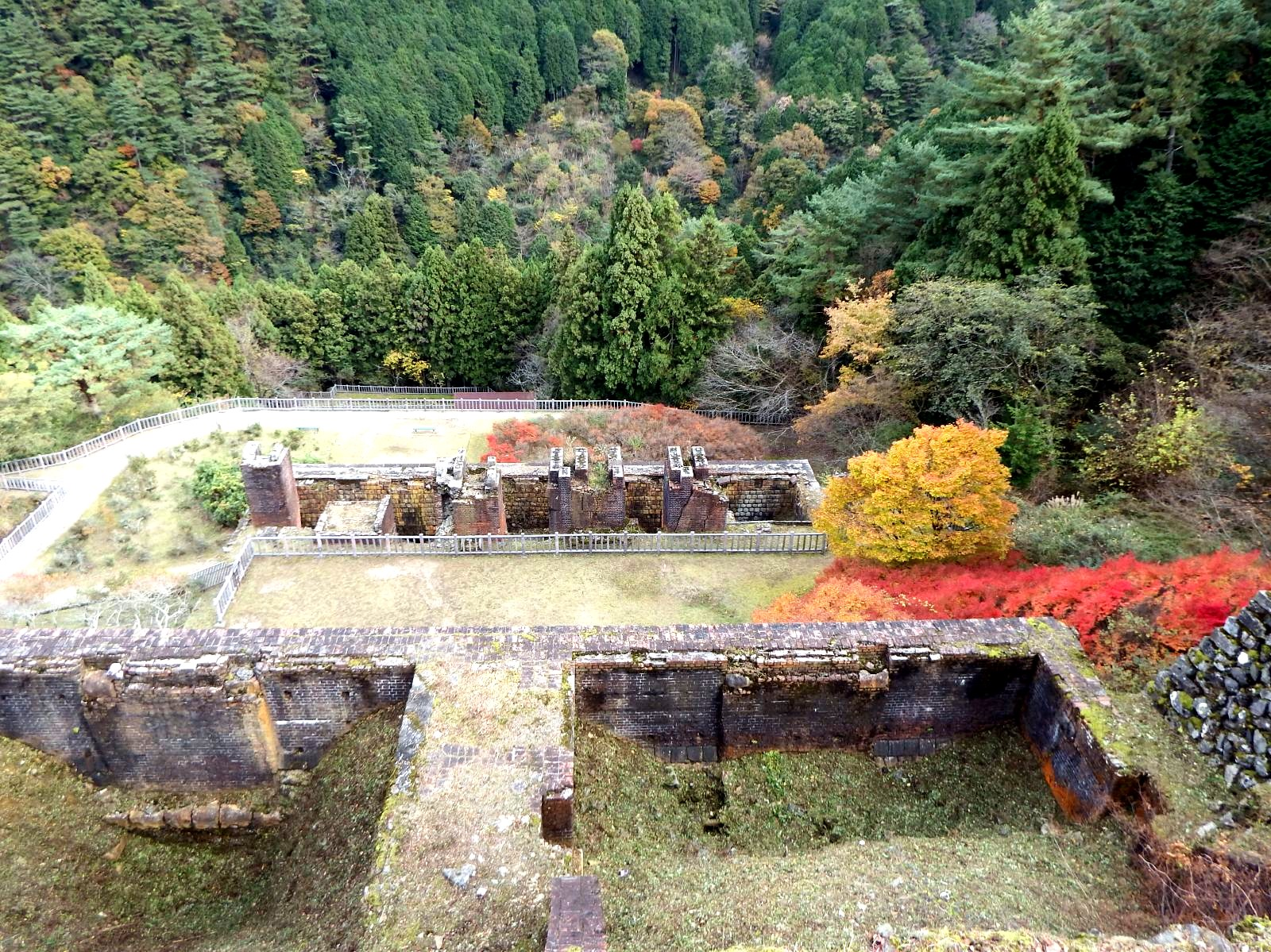
マイントピア別子の東平遺跡

- 萬翠荘（久松伯爵家別邸）・愚陀仏庵（夏目漱石旧居跡）（松山市）
- マイントピア別子（新居浜市）
- 新居浜マリーナ（マリンパーク新居浜、新居浜市）
- 野間馬ハイランド（今治市）
- 坊っちゃん列車（松山市）

### 博物館・美術館

愛媛県美術館

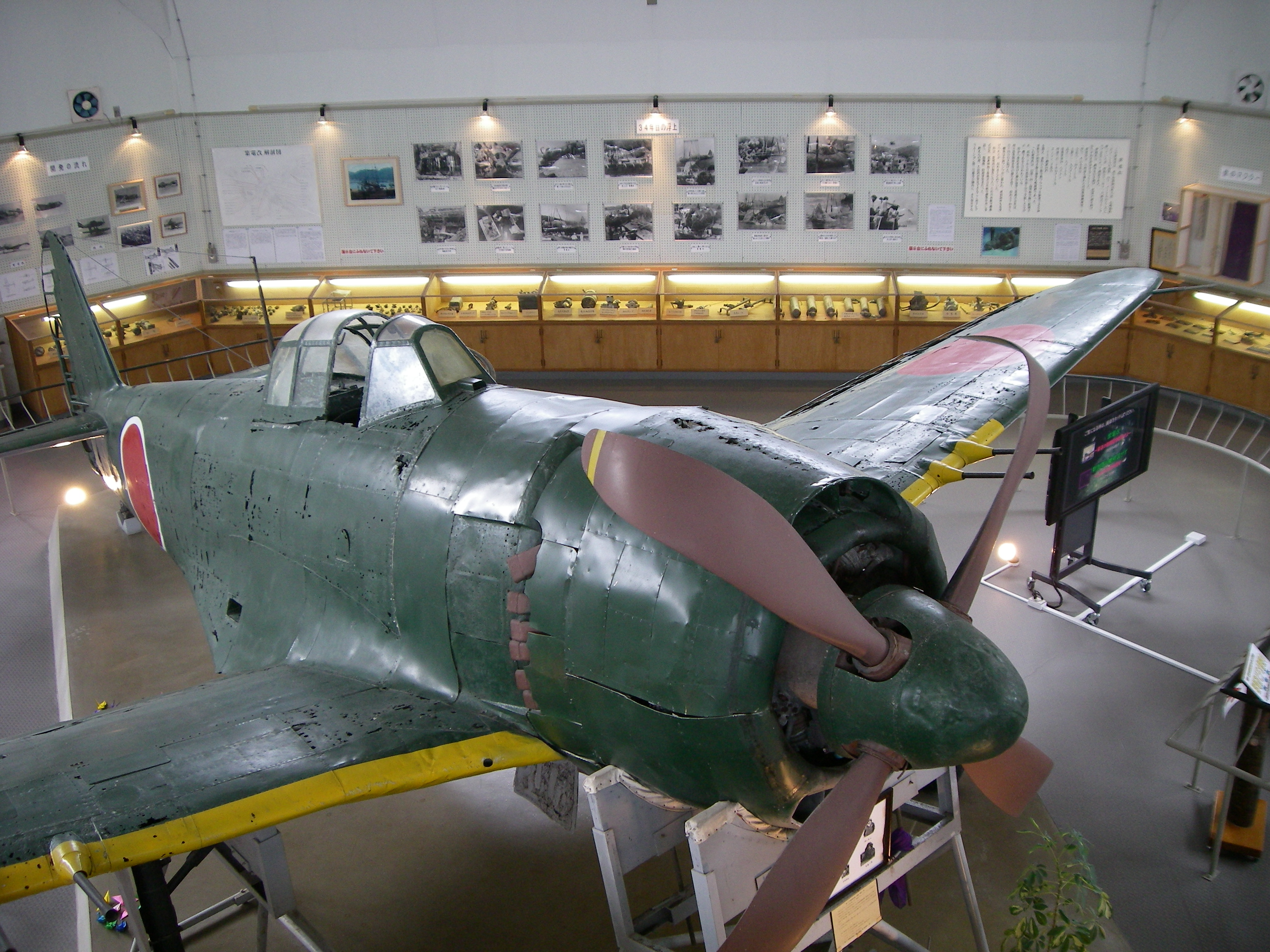
紫電改展示館

- 愛媛県総合科学博物館（新居浜市） 世界第2位の大きさのプラネタリウムがある[注釈 16]。
- 鉄道歴史パーク in SAIJO（西条市）
- 愛媛県歴史文化博物館（西予市）
- 松山市立子規記念博物館（松山市）
- 坂の上の雲ミュージアム（松山市）
- 広瀬歴史記念館（新居浜市）
- 愛媛県美術館（松山市）
- タオル美術館ICHIHIRO（今治市）
- 伊丹十三記念館（松山市）
- 道後ぎやまんガラス美術館（松山市）
- セキ美術館（松山市）
- 三浦美術館「ミウラート・ヴィレッジ」（松山市）
- エリエール美術館（松山市）
- 紫電改展示館（愛南町）

### スポーツ施設
- 坊っちゃんスタジアム（松山市）

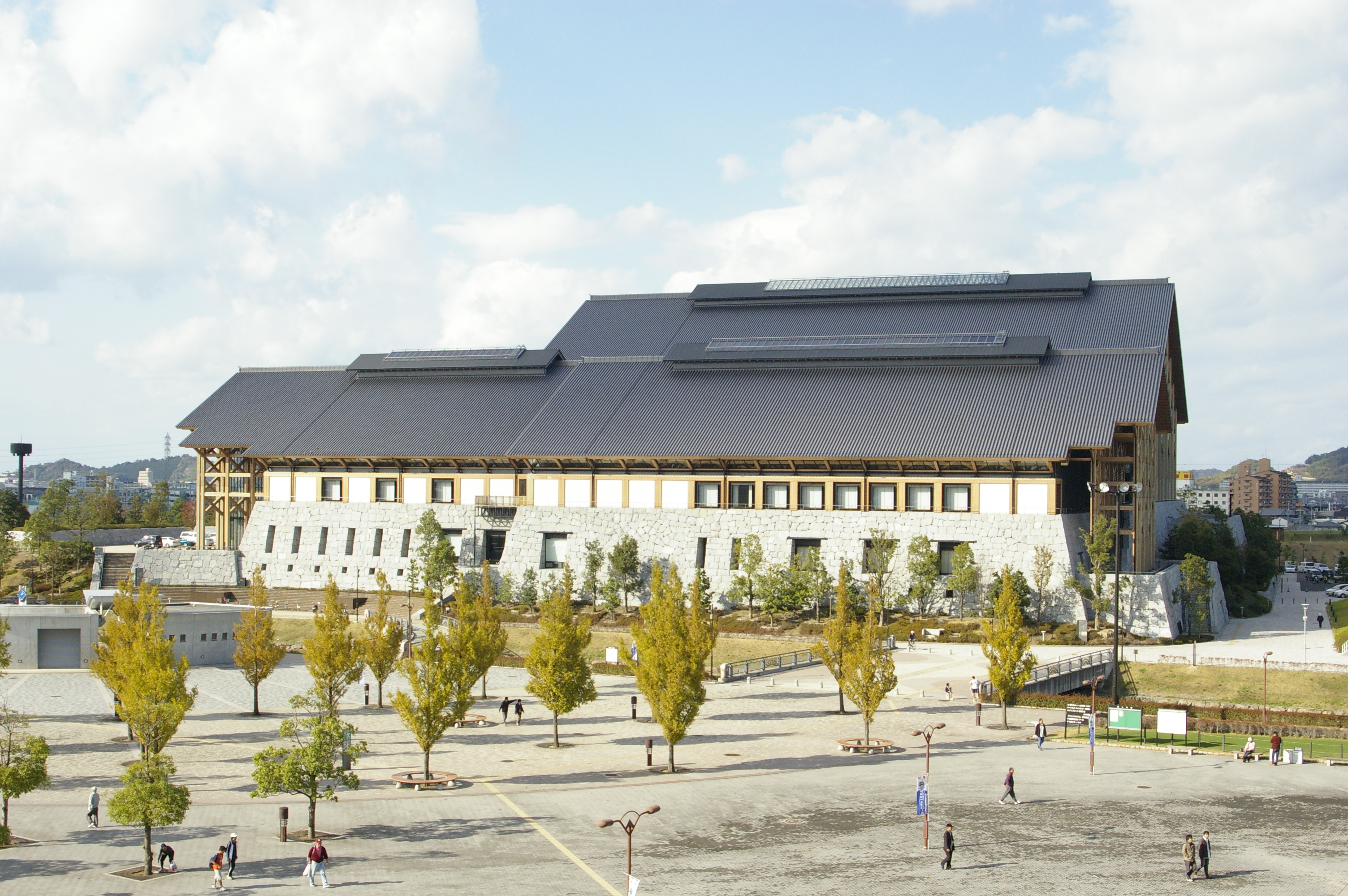
愛媛県武道館

- ニンジニアスタジアム（旧称・愛媛県総合運動公園陸上競技場）（松山市）
- ありがとうサービス. 夢スタジアム（今治市）
- 松山競輪場（松山市）
- 愛媛県武道館（松山市）
- 松山中央公園屋内運動場（松山市）
- アクアパレットまつやま（松山市）
- イヨテツスポーツセンター（松山市）
- 松山市総合コミュニティセンター（松山市）
- 乙亥会館(西予市）

## 対外関係
- アメリカ合衆国ハワイ州
  - 2003年（平成15年）11月21日姉妹提携締結。
  - 2001年（平成13年）のえひめ丸事故の後、県とハワイ州に交流が生まれ、姉妹提携に至った。
- 中華人民共和国大連市
  - 経済交流提携。愛媛県内企業の進出が多い。
- オーストラリア連邦 ニューサウスウェールズ州
  - 1999年（平成11年）姉妹州提携。

## 出身者
愛媛県は、大江健三郎（1994年ノーベル文学賞）、中村修二（2014年ノーベル物理学賞）、真鍋淑郎（2021年ノーベル物理学賞）の3人のノーベル賞受賞者を輩出している。